# Ижевск
Иже́вск (удм. Ижкар, с 1984 по 1987 год — Усти́нов) — двадцать второй по численности населения город Российской Федерации, крупный промышленный, торговый, научно-образовательный и культурный центр Поволжья и Предуралья, столица Удмуртии. Образует городской округ город Ижевск.
Знаменит оборонным и машиностроительным производствами. Носит неофициальное звание «оружейной столицы» Российской Федерации и звание города трудовой славы. В 2010 году Ижевск занял 3-е место в конкурсе Росстроя «Самый благоустроенный город России» в I категории.
Указом Президента Российской Федерации от 2 июля 2020 городу было присвоено звание «Город трудовой доблести».

## Этимология
Наименование города происходит от названия реки Иж (удм. Оӵ), на берегу которой в 1760 году был построен Ижевский железоделательный завод и основан рабочий посёлок. Происхождение гидронима остаётся дискуссионным. Предположительно, топоформант иж (ыж) мог употребляться в древности как самостоятельное слово для обозначения водного источника. Формант встречается в названиях географических объектов удмуртов, коми-пермяков и других народностей (реки Варыж, Ижма, Иж (приток Пижмы), сёла Иж и Ижевское). Официально населённый пункт именовался в разное время как Ижевский завод (1760—1918), Ижевск (1918—1984, 1987 — настоящее время), Устинов (1984—1987). В быту использовались также русские формы: Иж, Ижево; удмуртские: Иж, Ижкар (от удм. Иж и удм. кар — «город на Иже») Ожзавод («военный завод»), Завод; татарские: Иж, Ижау.

## Физико-географическая характеристика

### Географическое положение
Город располагается в восточной части Восточно-Европейской равнины, в междуречье Вятки и Камы, на несудоходной реке Иж, правом притоке реки Камы. Главный водоём города — созданный во второй половине XVIII века Ижевский пруд, площадь акватории которого составляет 2 200 га.
Ижевск находится на расстоянии 1198 км от Москвы. Примерные расстояния между Ижевском и крупнейшими городами Приволжского федерального округа: Набережные Челны — 200 км, Пермь — 279 км, Уфа — 341 км, Казань — 390 км, Киров — 426 км, Самара — 561 км, Ульяновск — 576 км, Нижний Новгород — 786 км, Саратов — 1026 км.

### Часовой пояс
Ижевск находится в часовой зоне МСК+1. Смещение применяемого времени относительно UTC составляет +4:00.
В соответствии с применяемым временем и географической долготой средний солнечный полдень в Ижевске наступает в 12:25.

### Климат
Климат умеренно континентальный с коротким тёплым летом и продолжительной холодной зимой. Среднегодовые показатели: температура — +3,0 °C, скорость ветра — 3,6 м/с, влажность воздуха — 76 %. Абсолютный минимум был отмечен в период аномальных морозов в СССР 31 декабря 1978 года. Абсолютный максимум был зафиксирован в августе 2021 года — 21 августа температура воздуха в Ижевске составила +38,1 °C. Самым тёплым месяцем является июль — его средняя температура за многолетний период наблюдений составляет +18,9 °C. Самый холодный месяц — январь, его средняя температура составляет −12,4 °C.
Температурный режим Ижевска значительно отличается от пригородной зоны: средняя температура в городе выше на 0,6 — 0,8 °C. В тёплые дни в центральной части города воздух нагревается на 1,5 °C — 2,0 °C, а иногда и на 7,0 °C больше, чем в пригороде, особенно в районах с многоэтажной застройкой. Наибольшая разница температур наблюдается в безветренную погоду, когда воздух стоит на месте и город «не проветривается», в особенности ночью. Годовое количество осадков составляет примерно 508 мм. Наибольшее количество приходится на июнь — 62 мм, июль — 58 мм и август — 67 мм, наименьшее — на февраль — 21 мм, март — 22 мм и апрель — 26 мм. 56 % всех осадков выпадает в виде дождей, 23 % — в форме снега и крупы и 21 % составляют смешанные осадки (мокрый снег, снег с дождём). В Ижевске преобладают юго-западные ветра, штилевых дней немного. Ураганы, штормы и сильные порывы ветра — явления достаточно редкие.
| Показатель                    | Янв.  | Фев.  | Март  | Апр.  | Май   | Июнь | Июль | Авг. | Сен. | Окт.  | Нояб. | Дек.  | Год   |
| ----------------------------- | ----- | ----- | ----- | ----- | ----- | ---- | ---- | ---- | ---- | ----- | ----- | ----- | ----- |
| Абсолютный максимум, °C       | 5,4   | 5,8   | 14,1  | 29,2  | 33,4  | 35,8 | 37,0 | 38,1 | 33,0 | 24,1  | 12,7  | 4,5   | 38,5  |
| Средний суточный максимум, °C | −8,9  | −7,7  | −0,7  | 8,8   | 18,2  | 23,2 | 25,1 | 21,9 | 15,2 | 6,9   | −2,4  | −7,5  | 7,7   |
| Средняя температура, °C       | −12,4 | −11,7 | −5    | 3,7   | 11,7  | 17,0 | 19,0 | 16,0 | 10,2 | 3,4   | −5,1  | −10,6 | 3,0   |
| Средний суточный минимум, °C  | −16,1 | −15,5 | −9,2  | −0,6  | 5,9   | 11,2 | 13,4 | 11,1 | 6,2  | 0,4   | −7,8  | −14   | −1,3  |
| Абсолютный минимум, °C        | −46,8 | −40,4 | −32,1 | −23,9 | −11,2 | −2,4 | 4,3  | −1,7 | −8,5 | −21,3 | −33,5 | −47,5 | −47,5 |
| Норма осадков, мм             | 30    | 21    | 22    | 26    | 48    | 62   | 59   | 67   | 55   | 51    | 40    | 30    | 511   |
| Источник: Погода и климат     |       |       |       |       |       |      |      |      |      |       |       |       |       |

Глубина сезонного промерзания грунта — 170 см.

### Рельеф
Территория Ижевска представляет собой всхолмлённую равнину. Город расположен на трёх водораздельных поднятиях, с общим наклоном в южное направление. За этими возвышениями утвердились свои названия: Зарека, Малиновая Гора, Восточный посёлок. Наиболее возвышенной частью Ижевска является междуречье рек Карлутки и Чемошурки, где располагается Восточный посёлок — 208 метров над уровнем моря.
Южная часть города — низменная, местами заболоченная. Самые низкие места в городе — долины рек Ижа и Позими, в период половодья затапливаются. Рельеф Ижевска, таким образом, носит в целом равнинный характер с небольшими уклонами до 3°, реже до 5°.

## История

### Первые поселения
Первые поселения на месте современного Ижевска появились в III—V веках н. э. Именно к тому периоду учёные относят два укреплённых городища, остатки которых были обнаружены на берегах речки Карлутки. В настоящее время недалеко от тех мест находится санаторий «Металлург». Поселения относились к Мазунинской культуре и были типичными для эпохи раннего Средневековья: их деревянные строения защищали бревенчатые стены, валы и рвы, а также крутые обрывы, спускающиеся к реке.
Второй известный в Ижевске памятник археологии, Ижевский могильник, расположен на Вшивой горке — на месте, где сейчас стоят Дворец детского (юношеского) творчества и деревянные дома по улице Милиционной, у места впадения речки Подборенки в Ижевский пруд. В 1957 году на этом месте археологами под руководством В. Ф. Генинга был обнаружен ряд погребений, относящихся к IV—V векам. Позже могильник раскапывался экспедицией под руководством Т. И. Останиной.

### Татарский период
Со временем ижевские земли оказались в составе Казанского ханства. В 1552 году русские войска штурмом взяли Казань, в результате чего Казанское ханство прекратило своё существование. К 1558 году завершилось вхождение удмуртского края в состав Русского государства. В 1582 году земля в низовьях Ижа была пожалована Иваном Грозным татарскому князю Багишу Яушеву. Здесь появилась владельческая татарская Терсинская волость. В 1733 году Яушевы продали свои ижевские владения российскому дипломату татарского происхождения Алексею Ивановичу (Кутлу-Мухаммеду Мамешевичу) Тевкелеву.

### Железоделательный завод
Весной 1735 года на Урале, вблизи правого берега реки Кушвы, была открыта гора с крупными залежами железа, впоследствии названная Благодатью. Для добычи и переработки руды в её окрестностях были построены казённые заводы: Кушвинский, Верхнетуринский, Баранчинский и Серебрянский. Запасы руды были настолько велики, что основанные предприятия не справлялись с её переработкой. Встал вопрос о строительстве дополнительных производств, в связи с чем 15 (26) сентября 1757 года граф Пётр Иванович Шувалов, владевший Гороблагодатскими заводами, получил разрешение императрицы Елизаветы Петровны на постройку ещё трёх железоделательных заводов в Прикамье. Для строительства одного из заводов, названных позже Камскими, была выбрана земля у реки Иж (несколько позже претензии на неё предъявил Тевкелев). 10 (21) апреля 1760 года под руководством инженера Алексея Степановича Москвина силами мастеровых, привезённых с Гороблагодатских заводов, и крестьян, согнанных с окрестных деревень, здесь началось строительство Ижевского завода и одноимённого посёлка при нём. Административно посёлок входил в Хлыновский уезд Казанской губернии.
К 1763 году была возведена плотина, образован Ижевский пруд. Тогда же получено первое железо (сталь). Ижевская сталь появлялась путём выплавки чугуна, привозимого с Гороблагодатских заводов. Его потребителями были Тульский оружейный завод, Петербургский, Брянский, Варшавский арсеналы и Черноморское адмиралтейство. Среди продукции завода были железные полосы, бруски и листы, а позже — якори и решётки.
15 (26) ноября 1763 года, после смерти Шувалова, Екатерина II подписала указ о взятии Ижевского завода в казну в счёт погашения семейного долга Шуваловых. Ходатайство генерала Тевкелева перед императрицей о возвращении ему ижевских владений осталось без удовлетворения.
Летом 1774 года Ижевский завод был захвачен Емельяном Пугачёвым. Повстанцы казнили заводское начальство, разграбили и частично сожгли завод. После освобождения посёлка производство частично восстановили, но из-за отсутствия больших заказов на заводе наступили трудные времена.
С 1780 года посёлок входил в состав Сарапульского уезда Вятского наместничества (с 1797 года — Вятской губернии).

### Оружейный завод

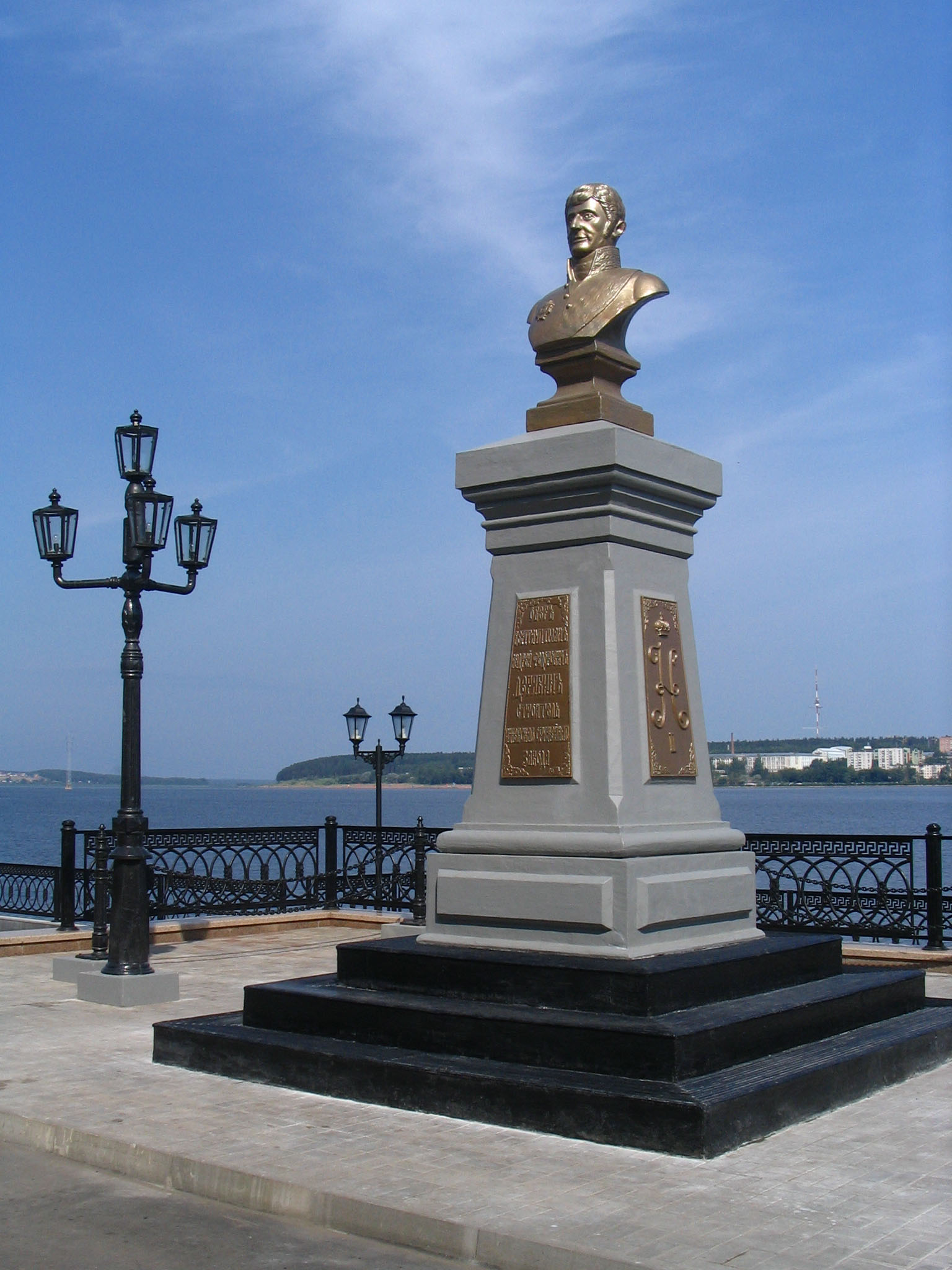
Памятник А. Ф. Дерябину на набережной ижевского пруда

Нависшая над Россией в начале XIX века угроза войны с наполеоновской Францией вынудила российское правительство задуматься об увеличении выпуска армейского огнестрельного и клинкового оружия. В результате в конце 1806 года было принято решение об организации нового оружейного производства, а уже 20 февраля (4 марта) 1807 года император Александр I подписал указ, в соответствии с которым поручал Андрею Фёдоровичу Дерябину, управляющему уральских железоделательных заводов, в том числе Камских, начать производство холодного и огнестрельного оружия на Ижевском заводе. Место для нового производства было выбрано самим Дерябиным, который учитывал имевшуюся здесь сырьевую базу (металл и древесина), готовый пруд, необходимый для привода водяных колёс, входящих в конструкцию металлообрабатывающих станков того времени, а также факт удалённости Камского края от западных рубежей Российской империи.
10 (22) июня 1807 года под началом Дерябина на базе железоделательного завода был заложен Ижевский оружейный завод. Для укомплектования завода квалифицированными кадрами Дерябин пригласил на завод более сотни немецких, шведских и датских оружейников, а также инструментальщиков, кузнецов, токарей и других мастеровых. Кроме того, в целях скорейшего строительства и освоения производства на Ижевский завод перевели более тысячи мастеровых с других оружейных заводов России.
Разработку архитекторских планов завода, а также прилегающих жилых кварталов осуществил приглашённый Дерябиным архитектор Семён Емельянович Дудин. На базе завода осуществлялась подготовка рабочих и инженерных кадров, ключевую роль в которой играли приглашённые из Европы специалисты. Параллельно с оружейным делом на Ижевском заводе развивалось инструментальное производство, от которого зависело качество производства и производительность труда и которое должно было стать альтернативой при отсутствии государственных заказов на оружие.
13 (25) января 1808 года военным министром был назначен Алексей Андреевич Аракчеев. При его участии практически закрылось инструментальное производство, были запрещены частные мастерские, созданные по инициативе Дерябина и поставлявшие на завод детали ружей, прекратилось сотрудничество с иностранцами. Дерябин был отстранён от руководства заводом, его сменил ставленник Аракчеева Вильгельм Яковлевич Шейдеман, развернувший борьбу с начинаниями Дерябина. 28 октября (9 ноября) 1808 года ижевские оружейный и железоковательный заводы были переданы из Горного департамента в Военное министерство.

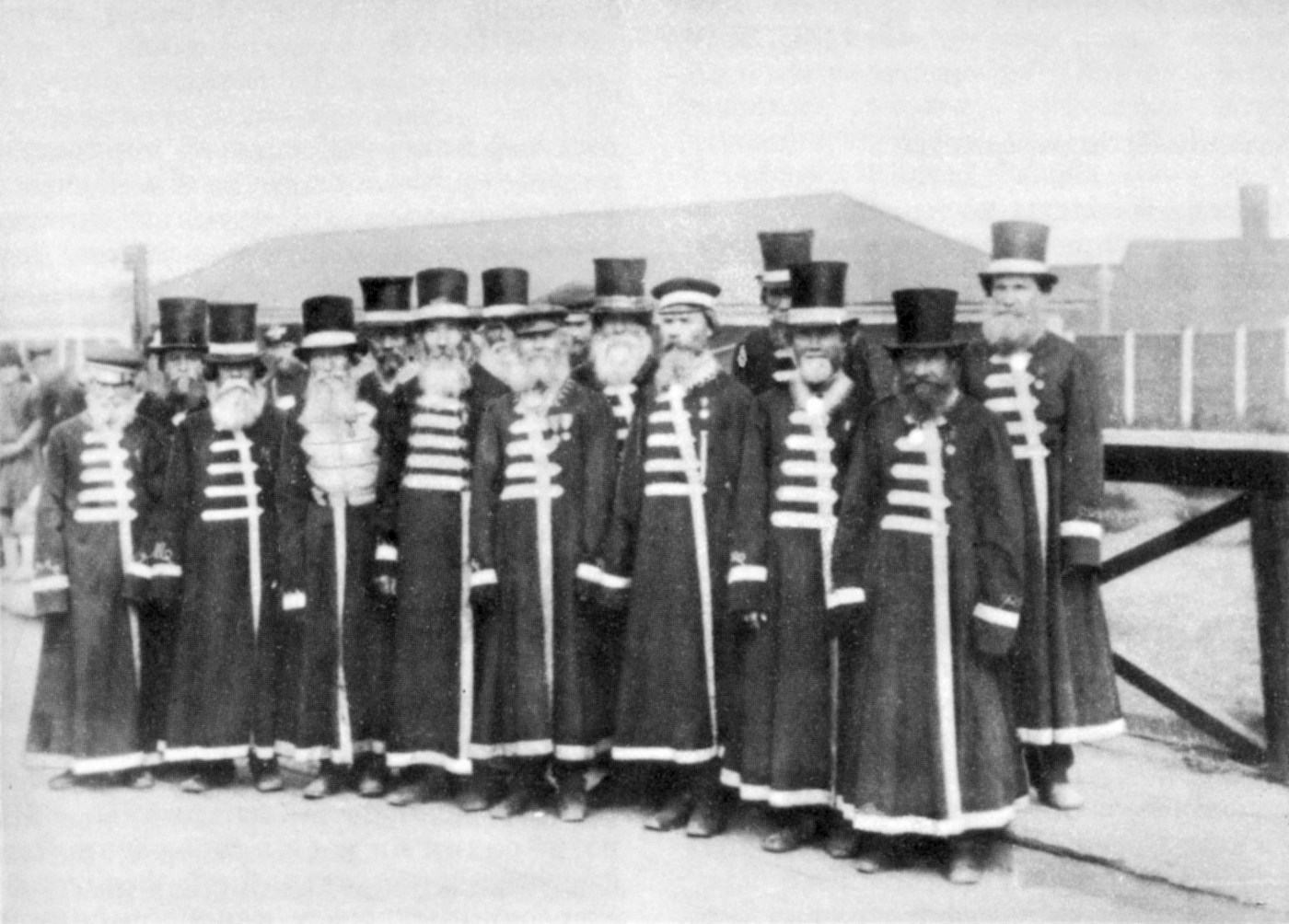
Оружейные мастера Ижевского завода. 1880-е годы

Мастера оружейного завода, накопив капитал, основывали своё дело. Во второй половине XIX века в Ижевске стали массово появляться частные торгово-промышленные предприятия.
9 (21) октября 1865 года завод был передан в аренду «Товариществу промышленников». К 1870 году в аренде участвовали Л. Э. Нобель и П. А. Бильдерлинг. 1 (13) июля 1884 года завод из аренды вернулся в казну. В 1873 году на заводе организовано сталелитейное производство. В 1881 году создано новое производство — прокатное. С этого времени сталеплавильный завод стал самостоятельным предприятием. Он поставлял сталь и полуфабрикаты не только оружейному заводу, но и многим другим предприятиям страны.
В 1885 году, чтобы избежать сокращения оружейного производства в мирное время и снижения его технического уровня, Главное артиллерийское управление, которому в то время подчинялся завод, разрешило приём заказов на изготовление охотничьего оружия от частных лиц. Так началось производство гражданских ружей, которое прекратилось в 1897 году в связи с освоением и массовым выпуском винтовки Мосина.

### Революция и Гражданская война
5 (18) марта 1917 года заводской актив решил преобразовать собрание цеховых старост в Совет рабочих, крестьянских и солдатских депутатов, объявив его «органом законодательного характера». 6 (19) марта 1917 года собрался костяк будущего Совета из 30 рабочих, 4 представителей войсковых частей и 7 — от остального населения Ижевска. 7 (20) марта 1917 года цеховые старосты окончательно сложили полномочия, было избрано 160 депутатов, начал работать полноценный Совет рабочих депутатов. С сентября 1917 года многопартийный прежде Совет стали контролировать большевики. Исключительно большевистской стала газета «Известия Ижевского Совета», считавшаяся до этого «внепартийной демократической газетой».
27 октября (9 ноября) 1917 года в Ижевске была провозглашена Советская власть и в ноябре 1917 года разработан первый «Устав Ижевского Совета». 21 февраля 1918 года ижевский Совет рабочих, солдатских и крестьянских депутатов провозгласил посёлок Ижевский завод — городом. 28 мая 1918 года большевики распустили Совет и 21 июля 1918 года все лидеры бывшего Совета были арестованы. 8 августа 1918 года началось массовое антибольшевистское восстание. После кровопролитных боёв 7 ноября 1918 года Ижевск был взят штурмом Красной армией.

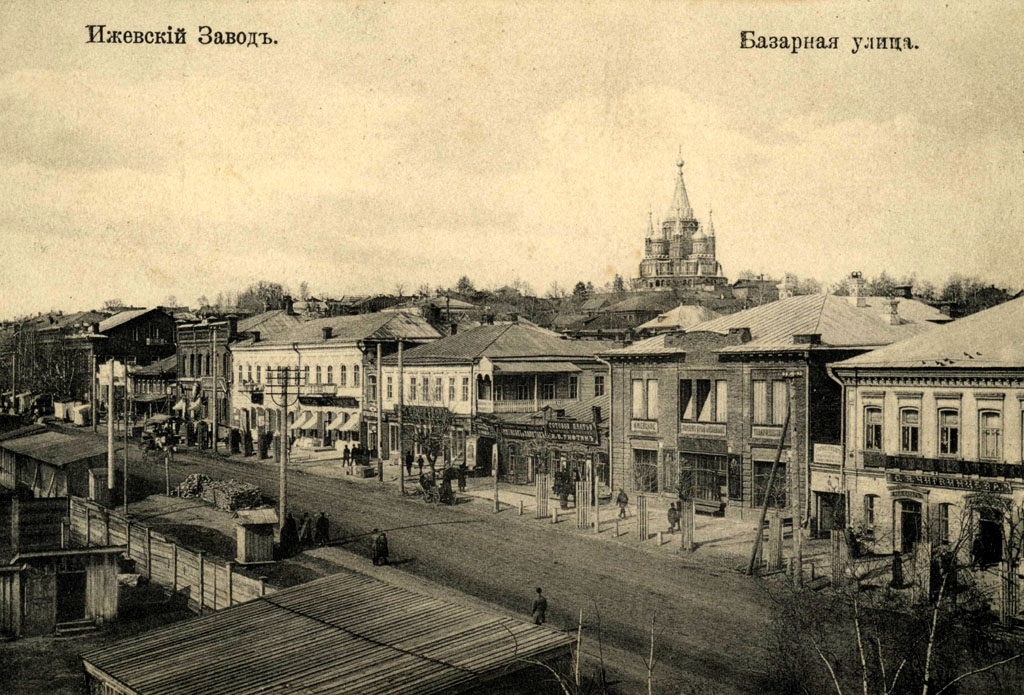
Улица Базарная (сейчас улица Горького), 1918 год

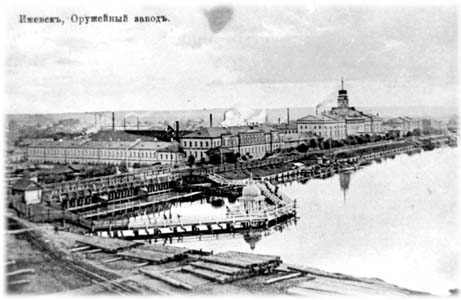
Ижевский оружейный завод, 1916 год

7 апреля 1919 года Ижевск был занят армией Колчака. 9 апреля 1919 года началась эвакуация части служащих и рабочих, а также основного оборудования оружейного завода. 6 июня 1919 года состоялся последний штурм города несколькими дивизиями Красной армии.

### Советские годы

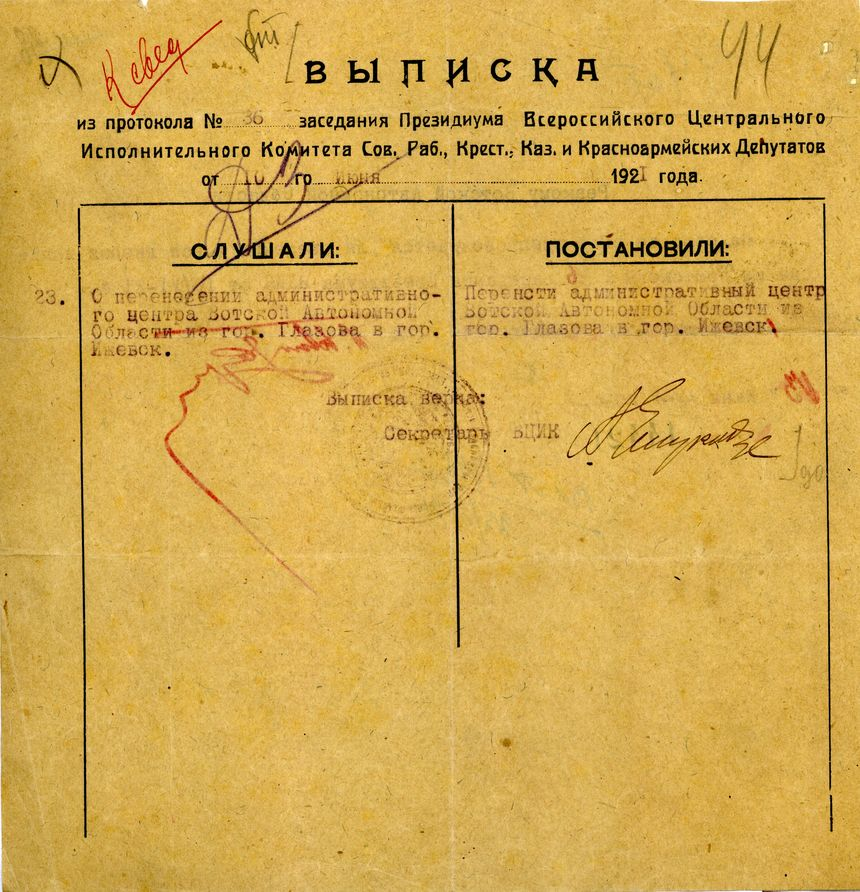
Выписка из протокола заседания Президиума ВЦИК 10 июня 1921 года о переносе центра области из Глазова в Ижевск

10 июня 1921 года из города Глазов в Ижевск была переведена столица Вотской автономной области. 28 декабря 1934 года Ижевск приобрёл статус столицы УАССР.
Приобретение столичного статуса, а также размещение в городе крупных промышленных предприятий обусловили его бурное развитие. Всего за 60 лет население советского Ижевска увеличилось в 10 раз. Территория города начала активно застраиваться и расширяться, поглощая соседние населённые пункты. Так, только за период с 1940 по 1988 год в черту столицы Удмуртии вошло 17 деревень и посёлков.
Начало 1930-х годов стало переломным рубежом в развитии города и всей Удмуртии. В 1930 году в Ижевске состоялась первая конференция удмуртских писателей, были образованы Удмуртская государственная филармония, и театрально-художественное училище. В 1931 году открыты Удмуртский педагогический институт (сегодня — Удмуртский государственный университет), Удмуртский институт истории, языка и литературы, Удмуртский государственный драматический театр (сегодня — Государственный национальный театр Удмуртской Республики). 18 ноября 1935 года в городе состоялось открытие трамвайного движения. Первый маршрут длиной в 5 километров прошёл по улице Карла Маркса от Вятского переулка до Воткинской ж/д линии. В результате бурного развития к концу 1935 года Ижевск становится крупным промышленным центром Урала.
Осенью 1941 года в Ижевск были эвакуированы несколько оборонных предприятий. В июне 1942 года организован Ижевский механический завод. Город-завод за годы Великой Отечественной войны произвёл 12 500 000 единиц стрелкового оружия. В 1943 году было сооружено новое каменное здание ижевского цирка на 1811 мест, начатое ещё до войны. Здание явилось первым в Удмуртии купольным сооружением с металлическими конструкциями.
В 1948 году на мотозаводе начинается выпуск автомата Калашникова «АК». Первый российский мотоцикл был собран в Ижевске в 1929 году, а летом 2009 года ижевские мотоциклисты отметили 80-летие мотоцикла «Иж». 12 декабря 1966 года с конвейера сошёл первый ижевский автомобиль. Указом Президиума Верховного Совета СССР от 11 декабря 1978 года Ижевск награждён орденом Октябрьской Революции. Награждение состоялось 7 сентября 1979 года.
27 декабря 1984 года по инициативе партийных властей Ижевск был переименован в Устинов в память об умершем за 7 дней до этого министре обороны СССР Дмитрии Устинове. Позднее, 19 июня 1987 года, после многочисленных протестов горожан городу было возвращено его прежнее название, а имя Устинова присвоено одному из районов Ижевска.

### Современность
В 1990-е годы в Ижевске началась дискуссия о восстановлении Свято-Михайловского собора. 11 февраля 2000 года было принято совместное постановление Президиума Государственного Совета Удмуртской Республики и Правительства Удмуртской Республики, положившее начало его воссозданию. В мае 2004 года состоялась закладка в основание будущего собора освящённого креста. 16 мая 2007 года, в отдание праздника Пасхи, митрополит Ижевский и Удмуртский Николай (Шкрумко) совершил освящение нижнего храма в честь Веры, Надежды, Любови и матери их Софии. 5 августа 2007 года главный престол, посвящённый Архистратигу Михаилу, был освящён Патриархом Алексием II, который совершил первую литургию в храме в присутствии президента Удмуртии Александра Волкова и иных официальных лиц.
В сентябре 2003 года открылось новое здание цирка на месте построенного в 1943 году. Первыми посетителями цирка стали первоклассники со всей Удмуртской Республики.
В 2008 году Ижевск стал главной площадкой празднования 450-летия добровольного вхождения Удмуртии в состав Российского государства. 3 сентября 2010 года город отпраздновал своё 250-летие. Осенью 2010 года в Ижевске прошло открытие отреставрированной набережной, на берегу Ижевского пруда.
В ноябре 2011 года были отмечены благодарственными письмами Министерства регионального развития Российской Федерации юридическое лицо муниципальное образование «Город Ижевск» и его глава А. А. Ушаков за значительный вклад в развитие жилищно-коммунального хозяйства и повышение благоустроенности муниципального образования — участника всероссийский конкурс на звание «Самое благоустроенное городское (сельское) поселение России» за 2010 год.
29 ноября 2011 года главой Удмуртской Республики Александром Волковым подписан Указ о присвоении Ижевску звания «Город трудовой славы». Столица Удмуртии стала первым Городом трудовой славы в России.
8 октября 2015 года главой муниципального образования «Город Ижевск» стал Юрий Александрович Тюрин, сменив на этом посту Александра Александровича Ушакова. Первым вопросом заседания стал выбор Председателя Гордумы, им был избран Олег Гарин. 19 октября 2018 года главой муниципального образования «Город Ижевск» стал Олег Николаевич Бекмеметьев, сменив на этом посту Юрия Александровича Тюрина.
В июле 2020 года Ижевску было присвоено звание Город трудовой доблести.
26 сентября 2022 года в школе № 88 произошло массовое убийство[значимость факта?].

## Население

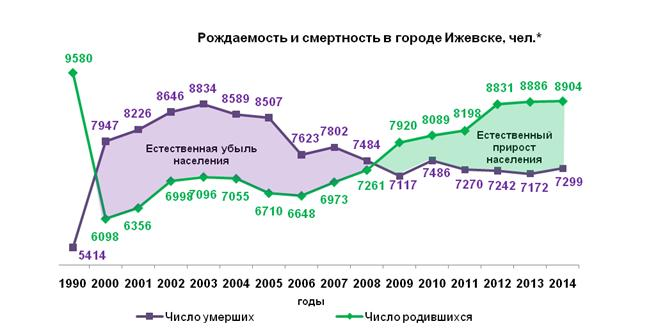
Рождаемость и смертность в городе Ижевске, чел.

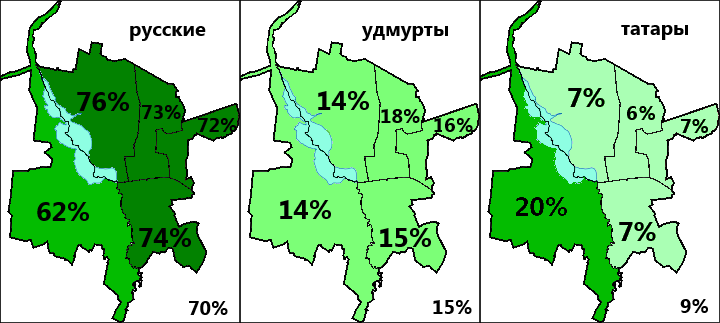
Национальный состав Ижевска по районам, перепись 2010 года

Население Ижевска составляет 43.18 % населения Удмуртии. Естественный прирост — 2473 человек, плотность — 2016,8 чел/км². Наибольшая численность населения города была зафиксирована в 1999 году, когда она составила 655,3 тыс. человек. Затем население Ижевска стало ежегодно сокращаться, однако с 2010 года его рост возобновился. Начиная с 2020 года население города снова стало ежегодно сокращаться.
Население Ижевской агломерации насчитывает по разным оценкам от 700 тыс. до 1 миллиона человек.

Население районов Ижевска

| 1760     | 1770     | 1780     | 1807     | 1840     | 1862     | 1897     | 1917     | 1923     | 1926     | 1931     |
| -------- | -------- | -------- | -------- | -------- | -------- | -------- | -------- | -------- | -------- | -------- |
| 200      | ↗2300    | ↘2000    | ↗4000    | ↗16 000  | ↗22 800  | ↗41 000  | ↘40 000  | ↗51 900  | ↗63 087  | ↗98 205  |
| 1933     | 1937     | 1939     | 1956     | 1959     | 1965     | 1967     | 1970     | 1973     | 1974     | 1975     |
| ↗127 700 | ↗148 724 | ↗175 567 | ↗252 000 | ↗285 294 | ↗351 000 | ↗376 000 | ↗422 409 | ↗473 000 | ↗500 000 | ↗511 000 |
| 1976     | 1979     | 1982     | 1983     | 1985     | 1986     | 1987     | 1989     | 1990     | 1991     | 1992     |
| →511 000 | ↗548 721 | ↗587 000 | ↗600 000 | ↗606 000 | ↘605 000 | ↗631 000 | ↗635 109 | ↗642 000 | ↗647 000 | ↗651 000 |
| 1993     | 1994     | 1995     | 1996     | 1997     | 1998     | 1999     | 2000     | 2001     | 2002     | 2003     |
| ↗653 000 | →653 000 | ↗654 000 | →654 000 | →654 000 | →654 000 | ↗655 300 | ↘652 800 | ↘650 300 | ↘632 140 | ↘632 100 |
| 2004     | 2005     | 2006     | 2007     | 2008     | 2009     | 2010     | 2011     | 2012     | 2013     | 2014     |
| ↘628 000 | ↘623 400 | ↘619 500 | ↘615 700 | ↘613 300 | ↘611 043 | ↗627 734 | ↗627 917 | ↗629 455 | ↗632 913 | ↗637 309 |
| 2015     | 2016     | 2017     | 2018     | 2019     | 2020     | 2021     | 2023     | 2024     | 2025     |          |
| ↗642 024 | ↗643 496 | ↗646 277 | ↗648 213 | ↗648 944 | ↘648 146 | ↘623 472 | ↘620 591 | ↘618 776 | ↘616 297 |          |

На 1 января 2025 года по численности населения город находился на 22-м месте из 1124 городов Российской Федерации.

### Национальный состав
В столице Удмуртии сегодня проживают люди более 100 национальностей. По результатам переписи 2010 года более двух третей горожан — русские (68,8 %), удмурты в Ижевске составляют около 14,8 %, третья по численности национальность — татары (8,9 %), остальные 7,5 % — украинцы, белорусы, марийцы, башкиры, чуваши, армяне, евреи, немцы и некоторые другие национальности.
Ижевск был одним из центров проживания идишеговорящих евреев в Волго-Камском регионе. Евреи в Ижевске живут с 1830-х годов. В идише ижевских евреев были зафиксированы лексические заимствования из удмуртского и татарского языков.

## Местное самоуправление
Муниципальные органы власти Ижевска представлены городской думой, главой и администрацией муниципального образования город Ижевск. Городская дума — представительный орган муниципального образования. Состоит из 42 депутатов, избираемых гражданами на муниципальных выборах на срок 5 лет.
Высшим должностным лицом Ижевска является Глава муниципального образования «Город Ижевск». Он избирается Городской думой из числа кандидатов, представленных конкурсной комиссией по результатам конкурса. Глава муниципального образования «Город Ижевск» избирается Городской думой тайным голосованием большинством голосов от установленной настоящим Уставом численности депутатов не позднее 15 дней со дня представления кандидатур на должность Главы муниципального образования «Город Ижевск» Городской думе. Глава муниципального образования «Город Ижевск» возглавляет Администрацию города и исполняет полномочия Главы Администрации города. Порядок проведения конкурса по отбору кандидатур на должность Главы муниципального образования «Город Ижевск» устанавливается решением Городской думы. Порядок проведения конкурса должен предусматривать опубликование условий конкурса, сведений о дате, времени и месте его проведения не позднее чем за 20 дней до дня проведения конкурса. Кандидатом на должность Главы муниципального образования «Город Ижевск» может быть зарегистрирован гражданин, который на день проведения конкурса не имеет в соответствии с Федеральным законом от 12 июня 2002 года N 67-ФЗ «Об основных гарантиях избирательных прав и права на участие в референдуме граждан Российской Федерации» ограничений пассивного избирательного права для избрания выборным должностным лицом местного самоуправления. Общее число членов конкурсной комиссии в муниципальном образовании «Город Ижевск» устанавливается решением Городской думы. При формировании конкурсной комиссии половина членов комиссии назначается Городской думой, а другая половина — Главой Удмуртской Республики. Городской думе для проведения голосования по кандидатурам на должность Главы муниципального образования «Город Ижевск» предоставляется не менее двух зарегистрированных конкурсной комиссией кандидатов. Срок полномочий Главы муниципального образования «Город Ижевск» равняется сроку полномочий Городской думы.
С 2010 года по октябрь 2015 года должность главы Ижевска занимал Александр Александрович Ушаков. Решением первой сессии городской думы города Ижевска шестого созыва 8 октября 2015 года Главой города Ижевска избран Юрий Тюрин, председателем городской думы Олег Гарин. 18 октября 2018 главой города Ижевска избран Олег Бекмеметьев. Такое решение на внеочередной сессии приняли депутаты Городской думы столицы Удмуртии.
Исполнительно-распорядительным органом муниципального образования город Ижевск является администрация города. Ей руководит на принципах единоначалия глава администрации города. Структура администрации утверждается городской думой по представлению главы администрации.
Глава муниципального образования
- с 2023 года — Дмитрий Александрович Чистяков[94]

Председатели Думы
- Фарит Ильдусович Губаев[94]

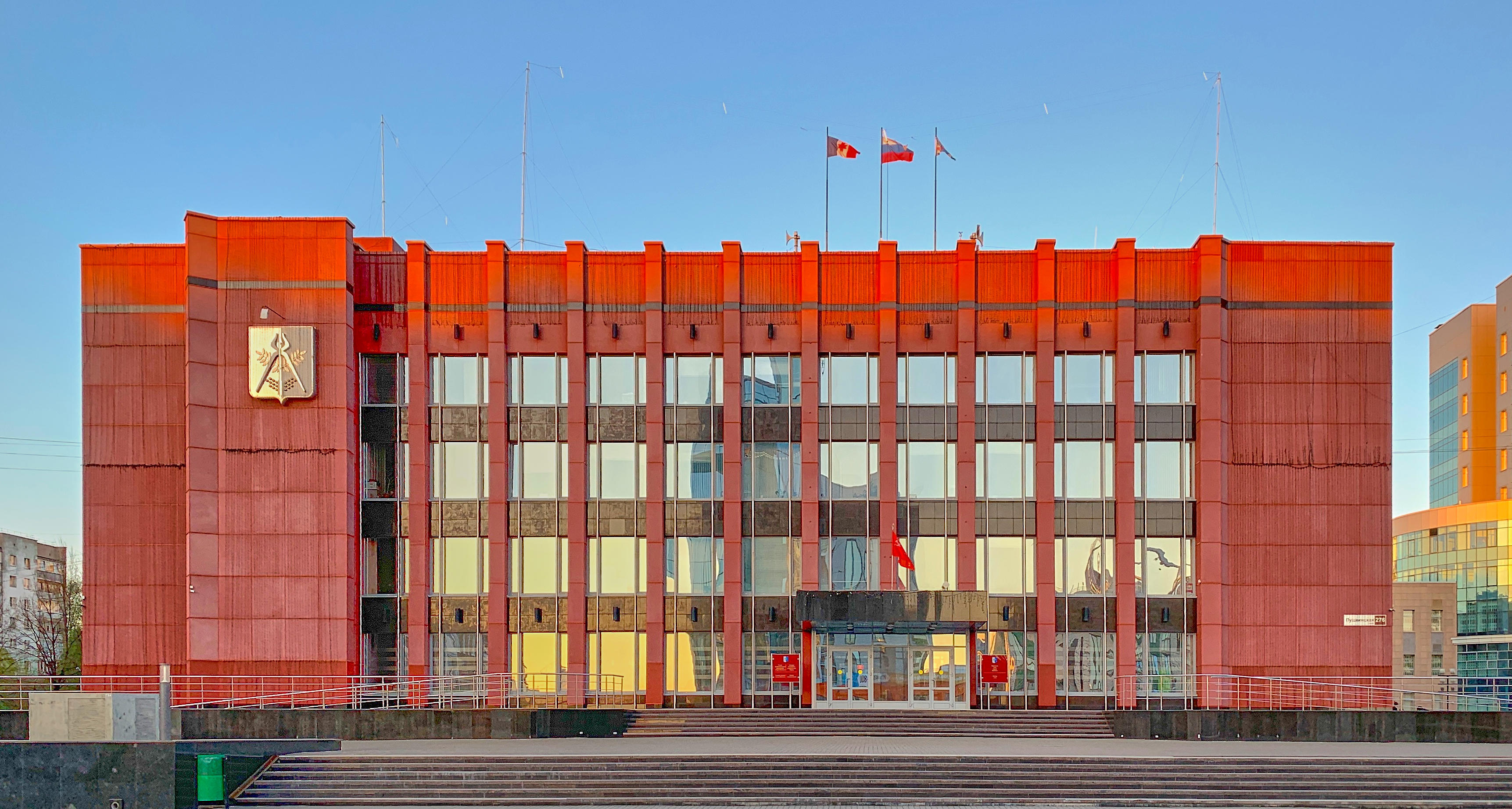
Здание Администрации Ижевска
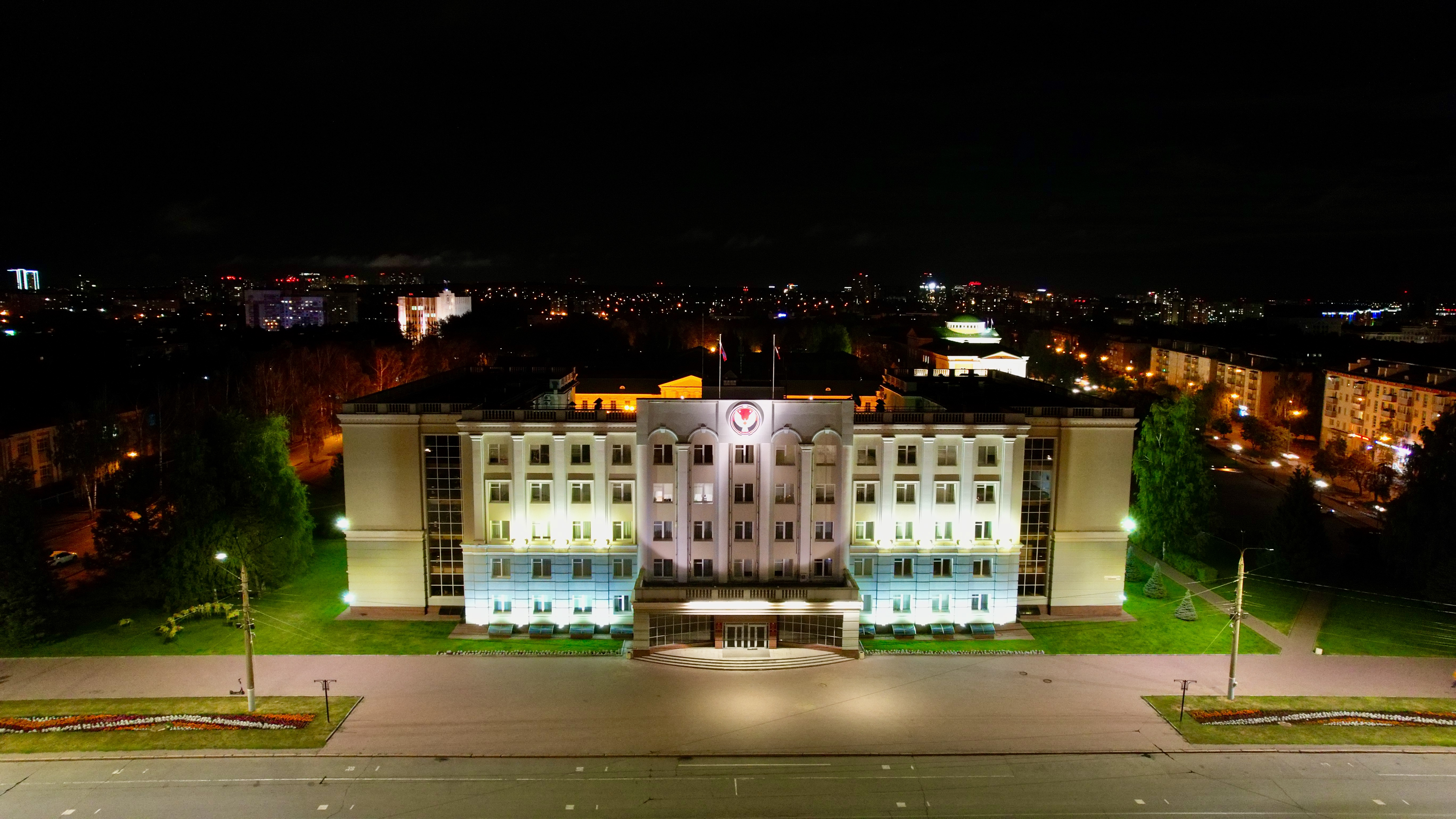
Дом Правительства Удмуртии
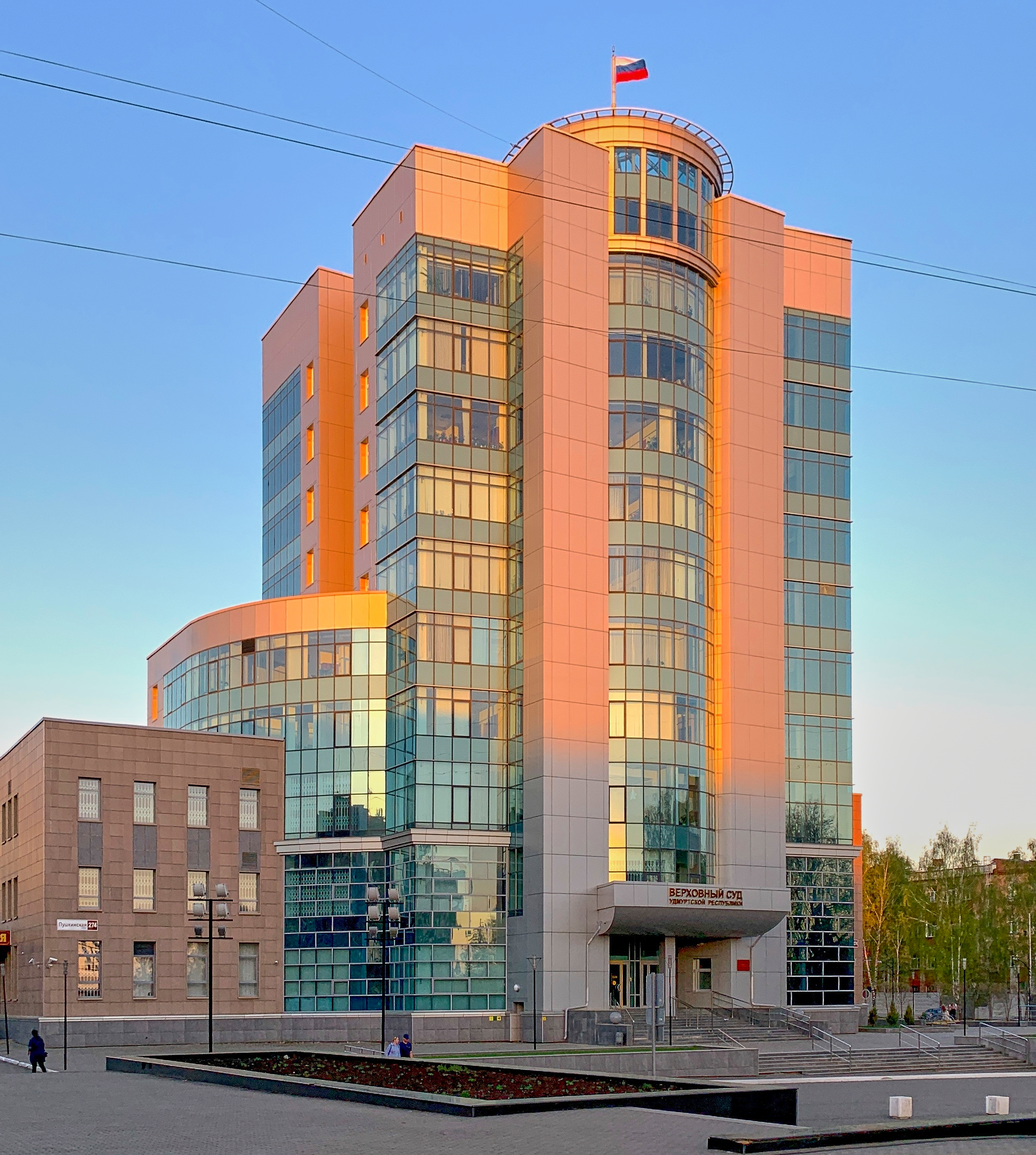
Верховный суд Удмуртской Республики
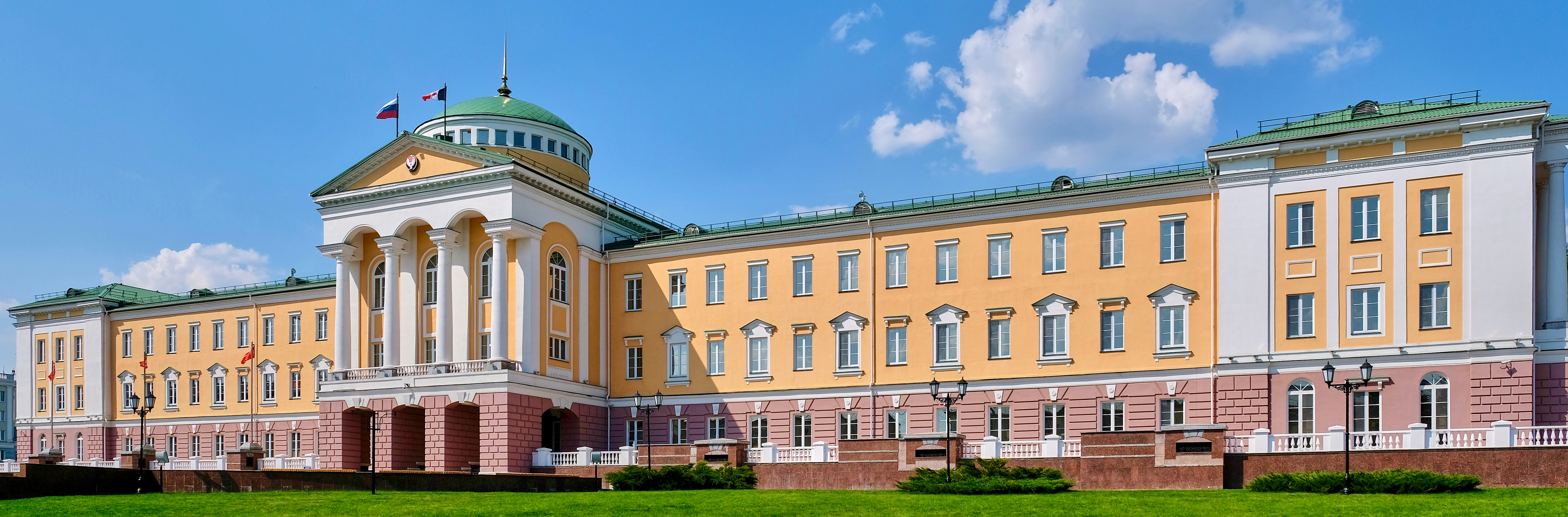
Резиденция Главы Удмуртской Республики

## Административное деление

Районы Ижевска

Город Ижевск делится на 5 внутригородских районов (городских районов).
Постановлением президиума Удмуртского облисполкома от 2 марта 1934 года в Ижевске были образованы три административных района: Азинский, Ждановский и Пастуховский. В 1945 году за счёт разукрупнения существовавших районов были созданы два новых: Первомайский и Октябрьский. В 1960—1962 годах в Ижевске не существовало деления на административные районы.
Указом Президиума Верховного Совета РСФСР от 23 мая 1962 года Ижевск вновь разделён на три района: Ленинский, Октябрьский, Первомайский. В феврале 1963 года был образован новый, Индустриальный район. Постановлением Президиума Верховного Совета УАССР от 13 июня 1987 года в городе был образован Устиновский район (за счёт разукрупнения Индустриального района).

## Образование

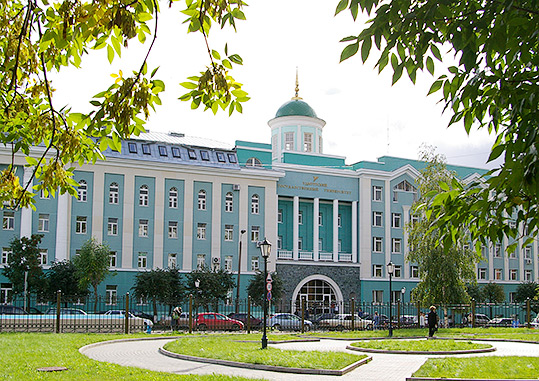
Удмуртский государственный университет

Национальная библиотека УР (бывшая им. Ленина)

### Высшее образование
Ижевск является крупнейшим образовательным и научным центром Удмуртии. В городе работают 4 государственных учреждения высшего профессионального образования:
- Удмуртский государственный университет
- Ижевский государственный технический университет
- Удмуртский государственный аграрный университет
- Ижевская государственная медицинская академия

В Ижевске функционируют несколько частных высших учебных заведений:
- Камский институт гуманитарных и инженерных технологий
- Международный Восточно-Европейский университет

Кроме того, в городе имеются филиалы следующих вузов:
- Вятский государственный гуманитарный университет
- Глазовский государственный педагогический институт имени В. Г. Короленко
- Российский университет транспорта
- Московский государственный университет экономики, статистики и информатики
- Московский психолого-социальный университет
- Московский институт государственного управления и права
- Российская академия народного хозяйства и государственной службы
- Всероссийский государственный университет юстиции
- Российский университет кооперации
- Современная гуманитарная академия
- Филиал Самарского государственного университета Путей сообщения

### Среднее образование
В городе работают 953 дневные общеобразовательные школы, в том числе: 53 средние (полные) общеобразовательные школы, 12 общеобразовательных учреждений с углублённым изучением отдельных предметов, 4 гимназии, 12 лицеев, 1 основная общеобразовательная школа, 10 специальных (коррекционных) школ I—VIII видов (образовательные учреждения для обучающихся, воспитанников с ограниченными возможностями здоровья), 1 школа-интернат общего типа. Также действуют 4 вечерние (сменные) общеобразовательные школы. В 2014—2015 учебном году общая численность учащихся дневных школ составила 64 210 человек, что на 1221 (в 2013 на 850) обучающихся больше, чем в 2013—2014 учебном году. В России составили перечень 500 лучших школ, которые продемонстрировали высокие образовательные результаты в 2014—2015 учебном году. Топ был составлен Московским центром непрерывного математического образования. В топ-500 вошло 6 ижевских школ: школа № 74, гуманитарно-юридический лицей № 86, лицей № 30, лицей № 41, школа № 89 и лицей № 29. Рейтинг предоставляет оценку вклада общеобразовательной организации в решение одной из основных задач системы образования — предоставление обучающимся возможности получения
качественного образования и развития их способностей. В сентябре 2015 года состоялась торжественная церемония вручения грантов организациям, осуществляющим образовательную и культурно-досуговую деятельность на территории муниципального образования «Город Ижевск» за высокие результаты деятельности детских коллективов.

### Дошкольное образование
В городе работают 207 дошкольных учреждений.
Всего за период с 2007 по 2015 год было открыто 4761 место для детей дошкольного возраста. Обеспеченность воспитанников местами в дошкольных учреждениях составила более 81,5 %. В 2015 году дети от 3 до 7 лет были полностью обеспечены местами в детских садах.
9 дошкольных образовательных учреждений в 2014 году стали победителями российского конкурса «Лучший детский сад России». Опыт работы детских садов № 131 и № 141 размещён на сайте ЮНЕСКО. Детский сад компенсирующего вида № 186 в 2014 году вошёл в 100 лучших садов России. В рейтинге Удмуртской Республики 3 детских сада занимают лидирующие 1-3 место. В рейтинге муниципальных детских садов России — 2014 детский сад № 160 занимает 23 место из 3969.

### Библиотеки
В столице Удмуртии работают 25 городских библиотек, крупнейшие среди них:
- Национальная библиотека Удмуртской Республики
- Центральная муниципальная библиотека им. Н. А. Некрасова
- Республиканская библиотека для детей и юношества
- Центральная муниципальная детская библиотека им. М. Горького
- Научная библиотека УдГУ

## Культура

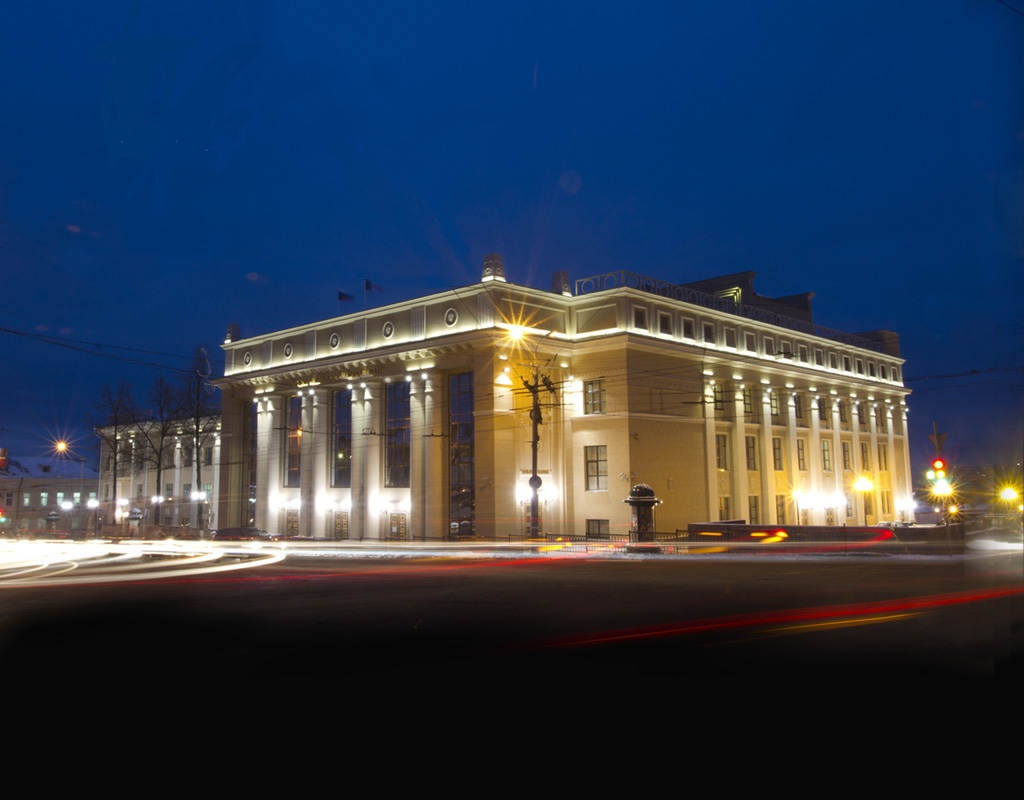
Государственный русский драматический театр Удмуртии

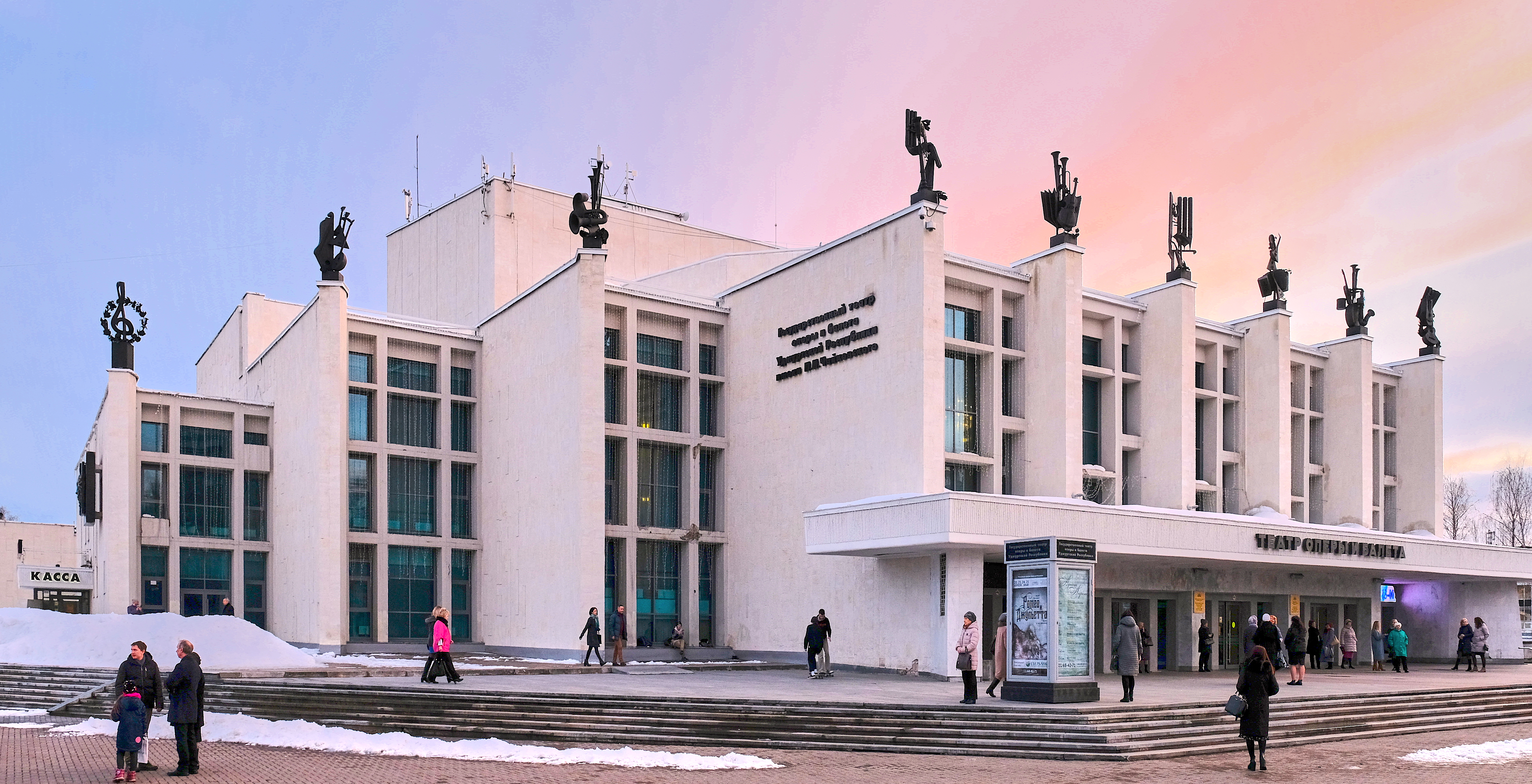
Государственный театр оперы и балета Удмуртской Республики

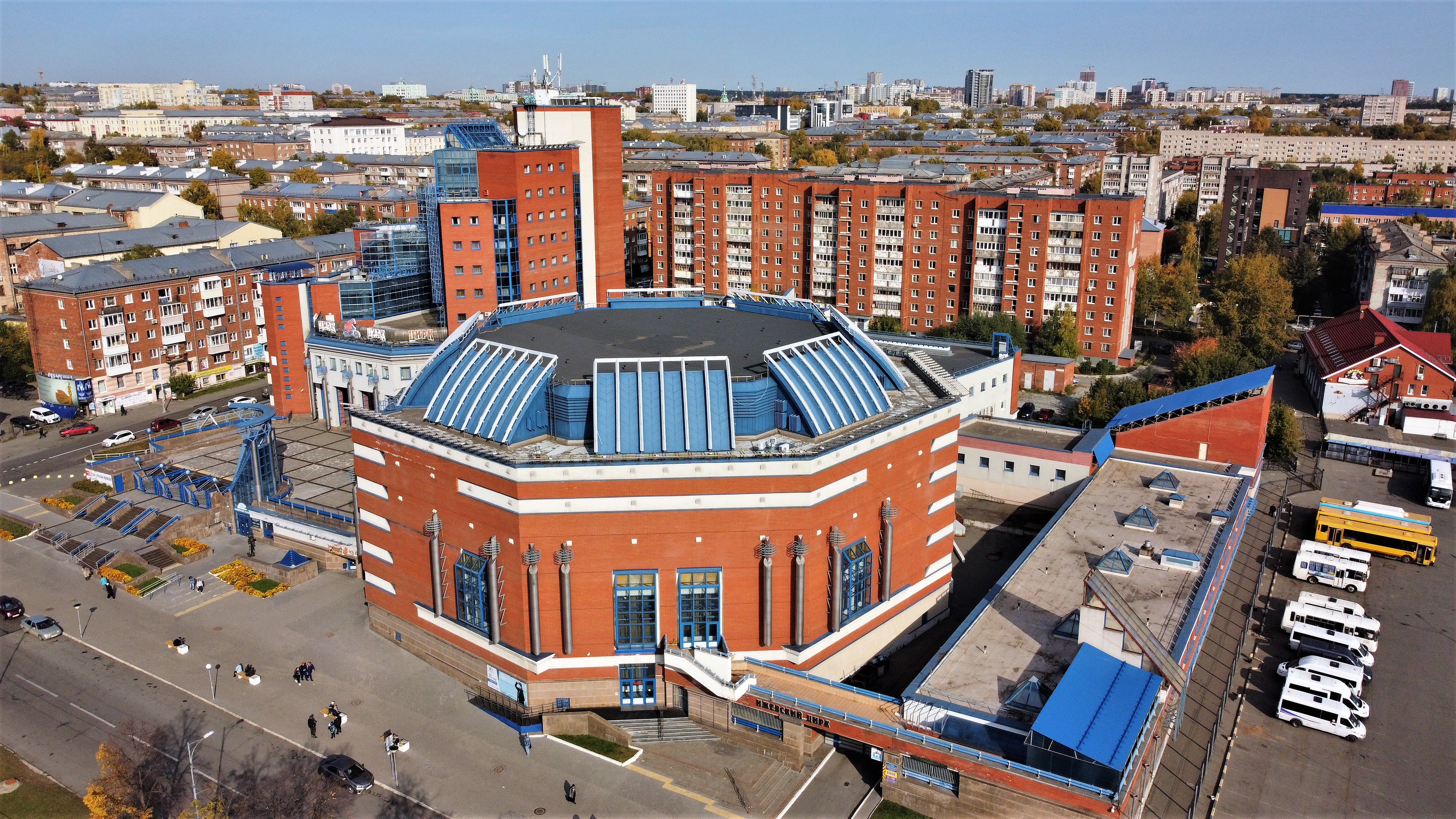
Государственный цирк Удмуртии

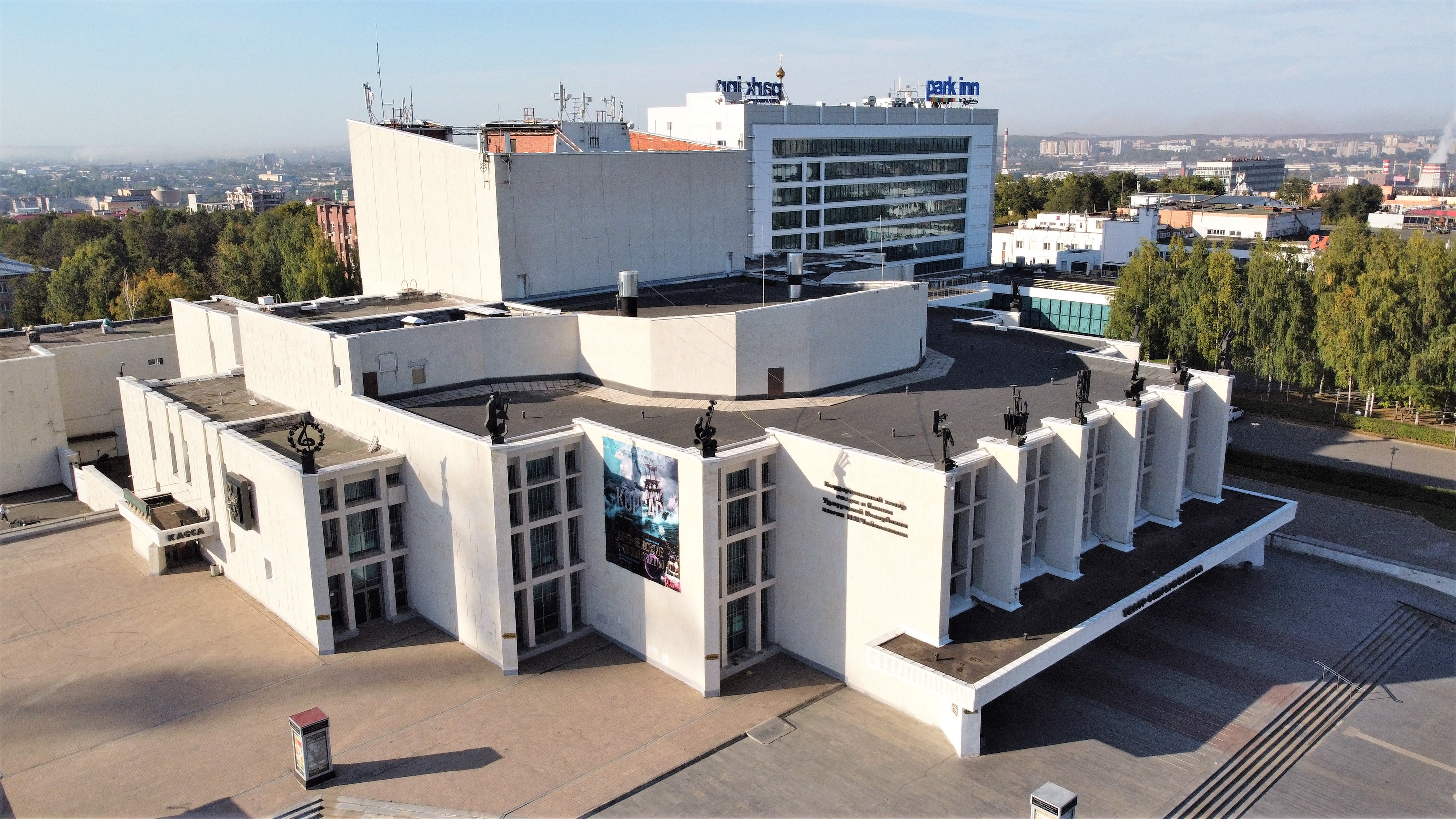
Оперный театр

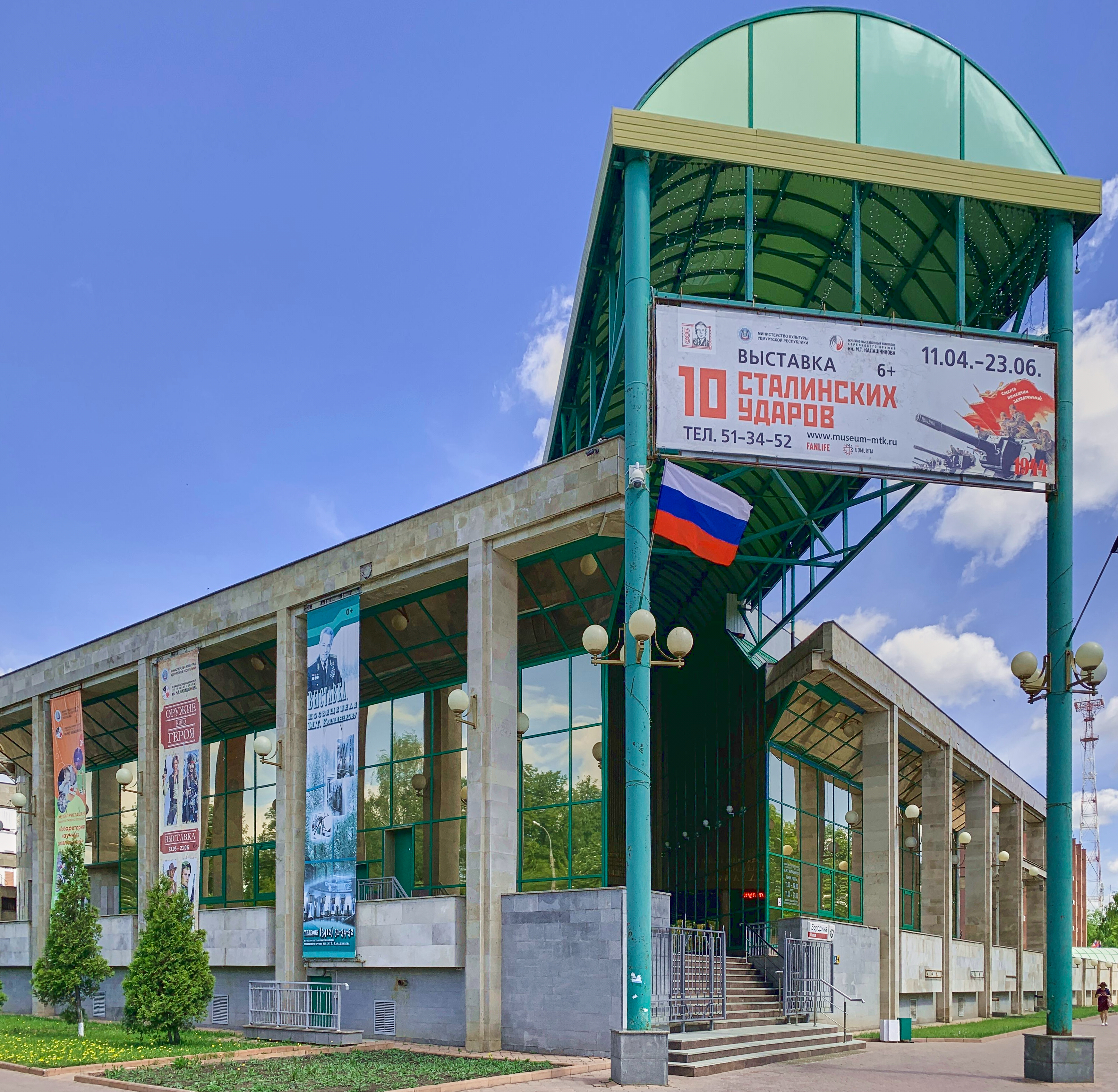
Музей М. Т. Калашникова

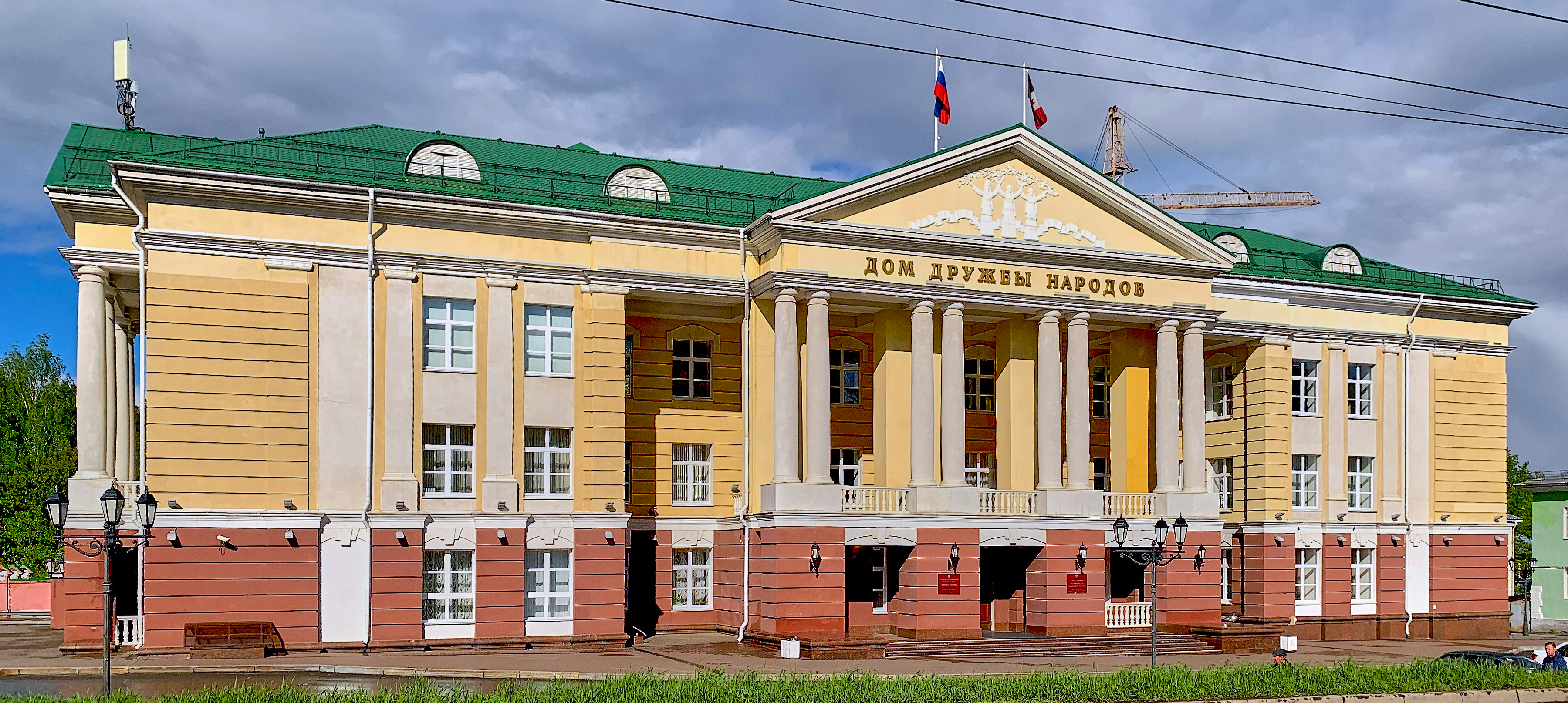
Дом дружбы народов

### Театры
- Государственный национальный театр Удмуртской Республики
- Государственный русский драматический театр Удмуртии
- Государственный театр оперы и балета Удмуртской Республики
- Государственный театр кукол Удмуртской Республики
- Театр «Молодой человек»[108]
- Театр-студия «Птица»[109]
- Молодёжный театр «Les Partisans»[110]
- Молодёжный театр «Горожане»

### Цирки
- Государственный цирк Удмуртии

### Музыка
- Удмуртская государственная филармония
- Академическая хоровая капелла

### Музеи и галереи
- Национальный музей Удмуртской Республики им. Кузебая Герда (в бывшем здании Арсенала оружейного завода)
- Удмуртский республиканский музей изобразительных искусств
- Музейно-выставочный комплекс стрелкового оружия имени М. Т. Калашникова
- Музей Ижевска (Генеральский дом)[111]
- Музей Ижмаш
- Музей-квартира Геннадия Красильникова
- Железнодорожный музей станции Ижевск
- Выставочный центр «Галерея»
- Арт-центр «Грифон»
- Галерея «ТВорческая дача»
- Музей истории представительных органов власти Удмуртской Республики, открыт в здании республиканского парламента в 2010 году[112].

### Дворцы и Дома культуры
- «ДК Аксион»
- «ДК Восточный»
- «ДК Железнодорожников»
- «ДС Интеграл»
- «ДК Металлург»
- «ДК Мир»
- «ДК Строитель»
- «Дом дружбы народов»

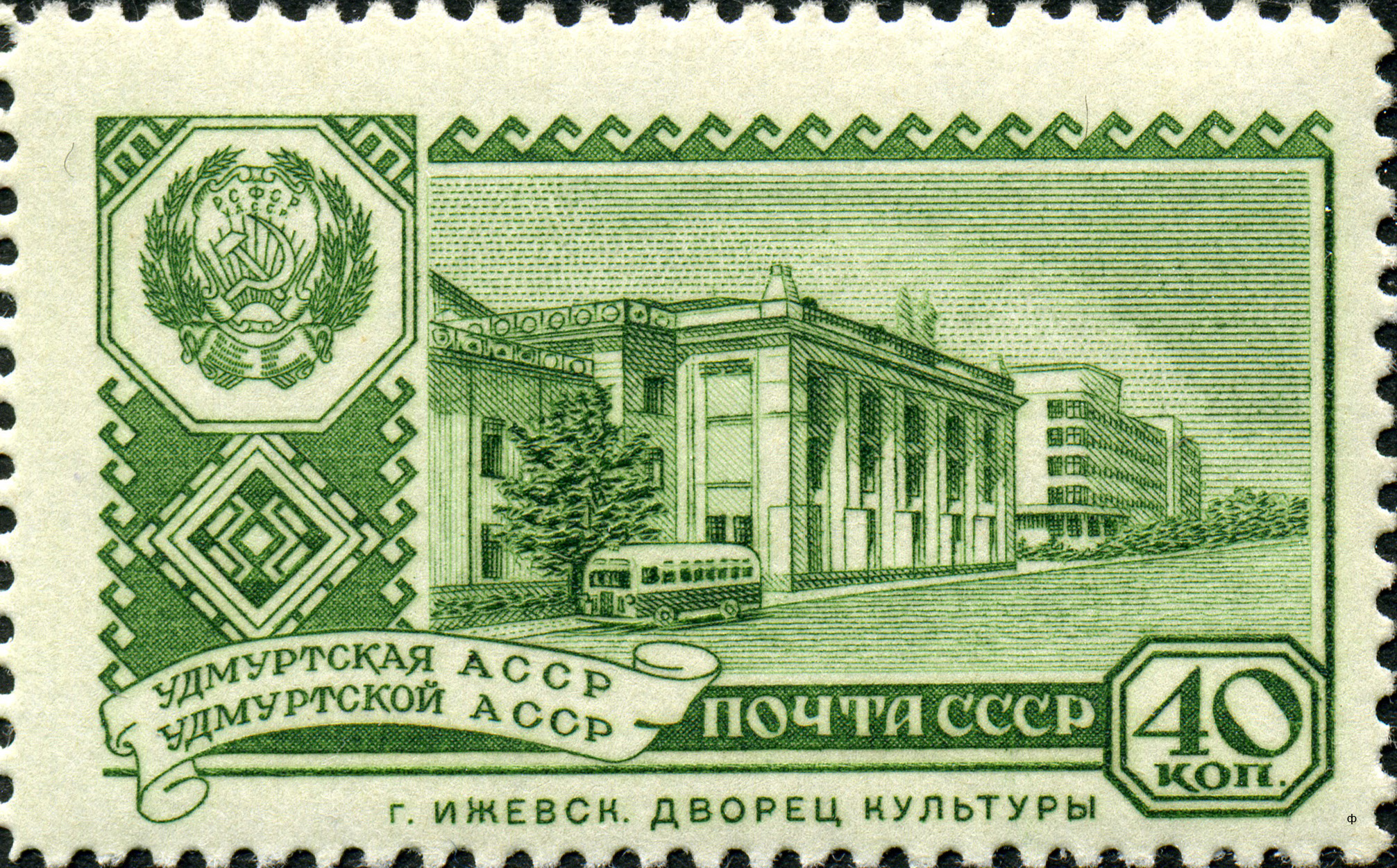
Дворец Культуры, г. Ижевск, Удмуртская АССР, марка СССР 1960

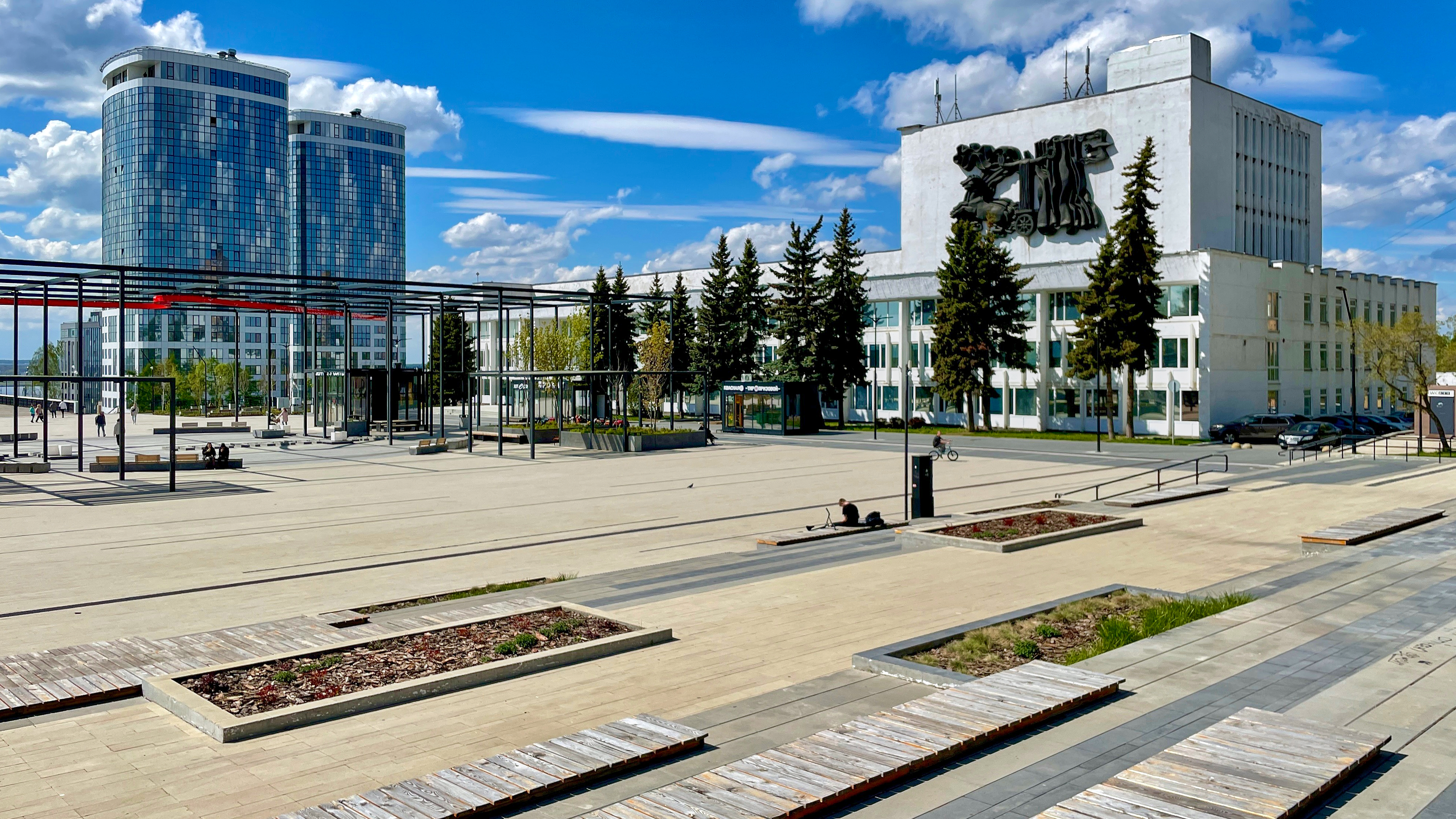
ДК Металлург

- «Республиканский дом народного творчества-Дом молодёжи»
- «Дворец детского и юношеского творчества»
- Ледовый дворец «Ижсталь»
- «ДНТ Спартак»
- «Русский дом» (бывший кинотеатр «Ударник»)

### Кинотеатры
Действующие
- «Империя грёз» (пер. Широкий, 53, ТРЦ «Сигма»)
- «Киномакс» (ул. Холмогорова, 11, ТРЦ «Талисман»)
- «Россия» (ул. Карла Маркса, 242)
- «Синема Парк» (ул. Петрова, 29, ТРК «Петровский»)
- «Алмаз Синема» (ул. Баранова, 87, ТРК «Молл Матрица»)

### Парки
- Летний Сад имени М. Горького
- Парк имени С. М. Кирова

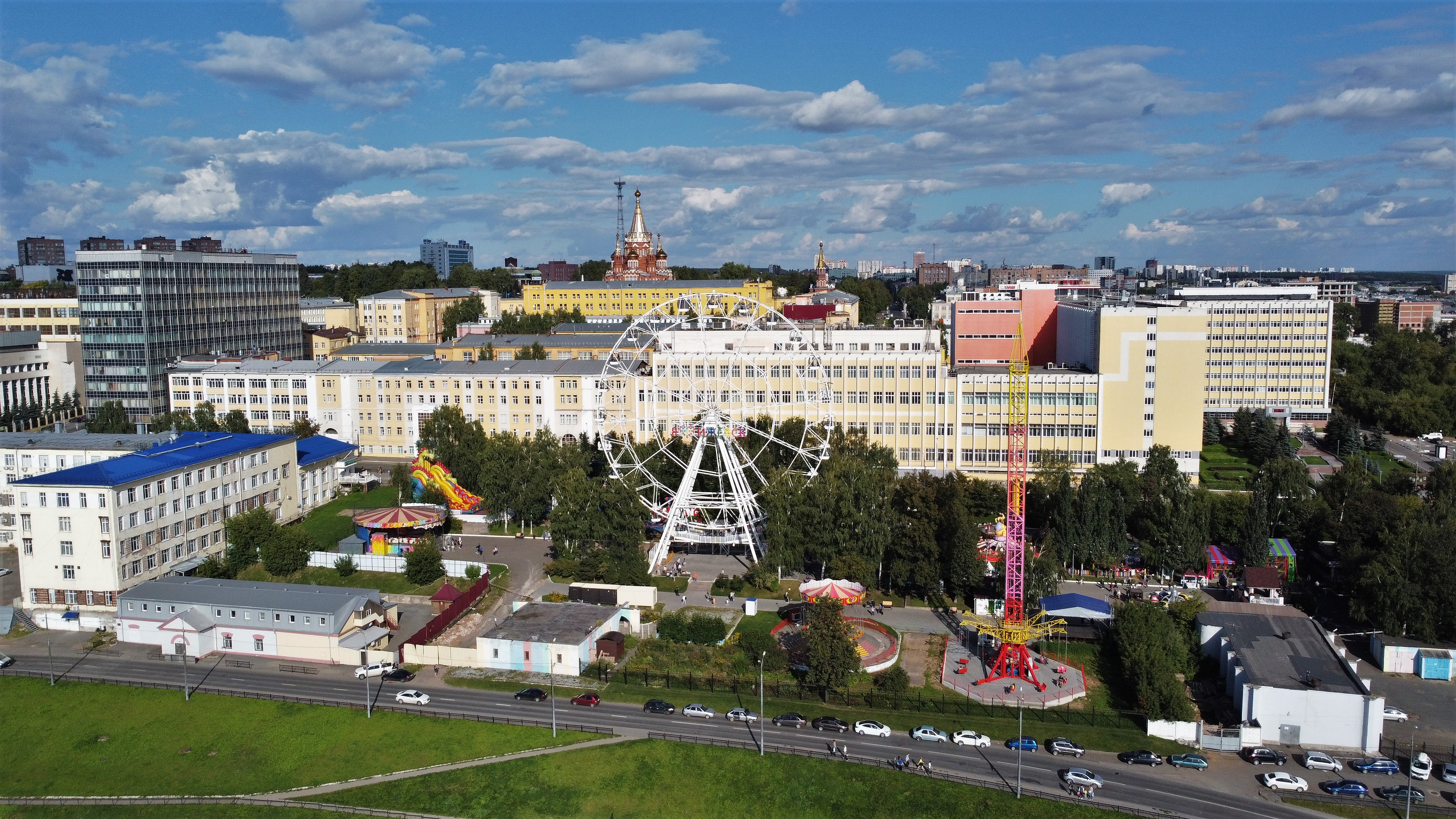
Летний Сад имени М. Горького

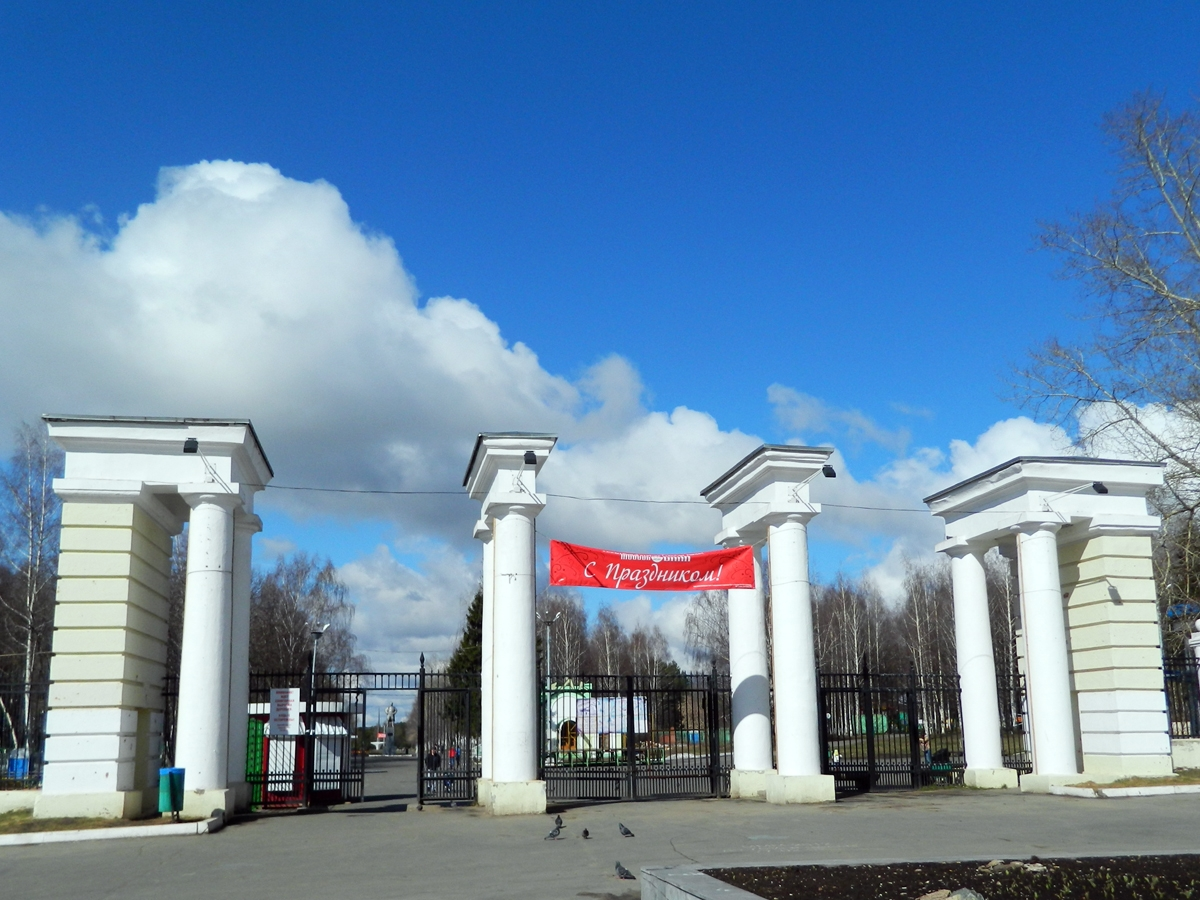
Парк культуры имени С. М. Кирова

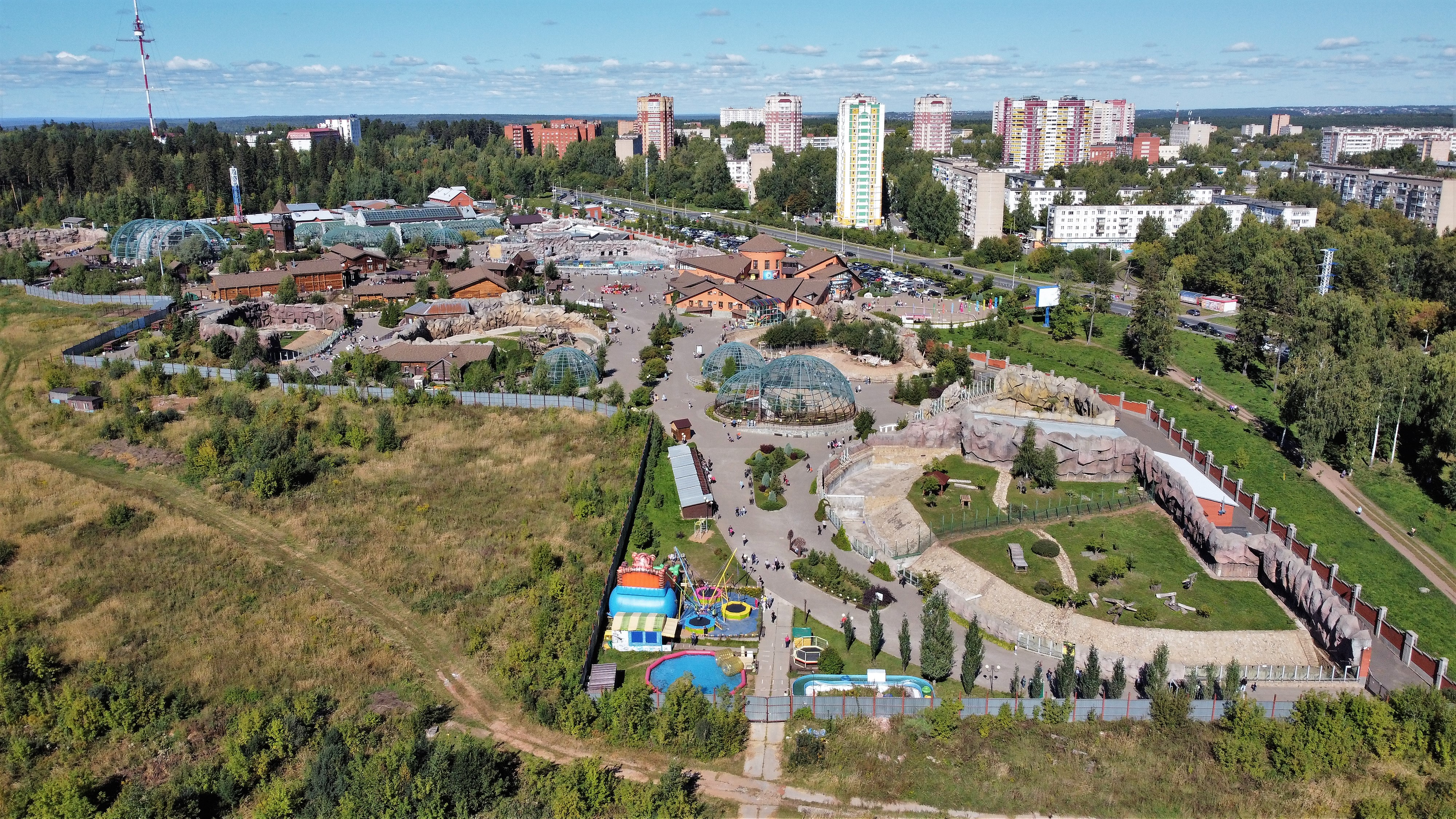
Ижевский зоопарк

- Государственный зоологический парк Удмуртии
- Парк Космонавтов
- Сквер Победы на Карлутской площади
- Парк Берёзовая роща (Козий парк)
- Вишнёвый сквер (ул. Кирова)
- Сквер имени А. Титова (ул. Гагарина)
- Сквер Металлургов (ул. Школьная)
- Сквер Желаний (ул. 40 лет Победы)
- Сквер у Дворца детского и юношеского творчества г. Ижевска
- Сквер Дружбы (ул. Ленина)
- Сквер им. графа П. Шувалова
- Сквер у памятника «Звёздочка» (ул. Молодёжная)
- Парк Оружейника Драгунова

### Площади
Эспланада Ижевска
- Центральная площадь и эспланада
- Красная площадь
- Площадь Оружейников
- Михайловская площадь
- Карлутская площадь
- Университетская площадь

### Городские праздники

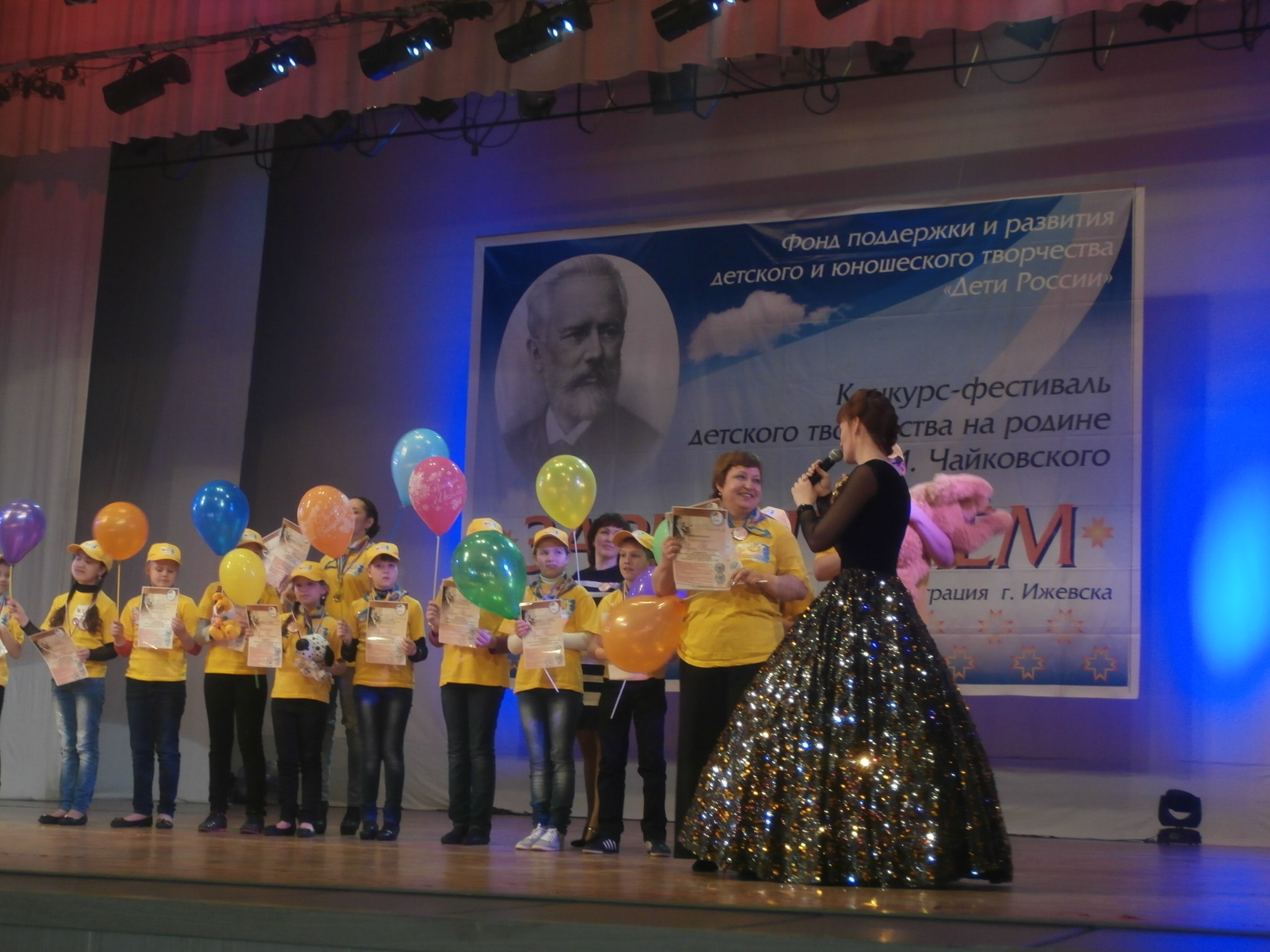
Всероссийский фестиваль искусств «На Родине П. И. Чайковского — „Зарни Пилем“»

В Ижевске традиционно проводятся День Города, праздник «Широкая Масленица», «Рыжий фестиваль», «Праздник цветов», удмуртский «Гербер», татарский «Сабантуй» и другие праздники. Ежегодно в городе реализуются более 30 международных и межрегиональных культурных проектов. Самые крупные из них связаны с именем великого русского композитора П. И. Чайковского.
В Ижевске в апреле-мае проводится всероссийский фестиваль, посвящённый дню рождения П. И. Чайковского, а также всероссийский фестиваль искусств «Зарни Пилем» («Золотое облако»). В 2012 году был проведён международный конкурс юных музыкантов «Родина Чайковского». В Ижевске проходит Международный финно-угорский фестиваль молодёжной этнокультуры «ПАЛЭЗЯН/Рябина-fest». С 2004 года на территории Индустриального района ежегодно проводится «Рыжий Фестиваль».
С 2010 года проводится международный межкультурный фестиваль «ПарИжевск», который призван отразить идею культурного моста между Россией и Францией. В фестивале приняли участие музыканты, деятели культуры и искусства, представители деловых и общественных кругов, мастера декоративно-прикладного искусства, кулинары из Франции и Швейцарии; а также творческие коллективы и исполнители из Волго-Уральского региона.
С 2010 года в Ижевске проводится «Артпарад», имеющий статус регионального отборочного тура на «Селигер — 2012» по различным направлениям. В 2012 году были организованы трансляция и музыкальные выступления в поддержку участников из России «Евровидения — 2012 года», которые собрали более 1000 человек. В 2013 году в Ижевске был проведён Первый летний фестиваль «Свежий Воздух», направленный на проведение культурного и спортивного досуга, а также активный отдых. Участие в фестивале приняли известные представители российской рок-музыки.
В июне 2012 года в Ижевске прошёл Второй фестиваль современной культуры «Открытый город», который состоял из шести площадок — Центральная и зелёная сцены, Джазовая площадка, площадка для настольных игр, площадка в шатре и экологическая. В августе 2012 года на набережной Ижевского водохранилища состоялся Второй Ижевский музыкальный фестиваль «Теория относительности».
С 2015 года в Ижевске проводится Всемирный день пельменя.

### Творческие коллективы
- Академический ансамбль песни и танца Удмуртской Республики «Италмас»[122]
- В 2010 году в Ижевске была создана арт-группа «Город Устинов»[123].

### В нумизматике и филателии
Банк России 6 мая 2022 года выпустил в обращение памятную монету из недрагоценного металла номиналом 10 рублей «Ижевск», серии «Города трудовой доблести».

25 августа 2022 года была выпущена почтовая марка серии «Города трудовой доблести».

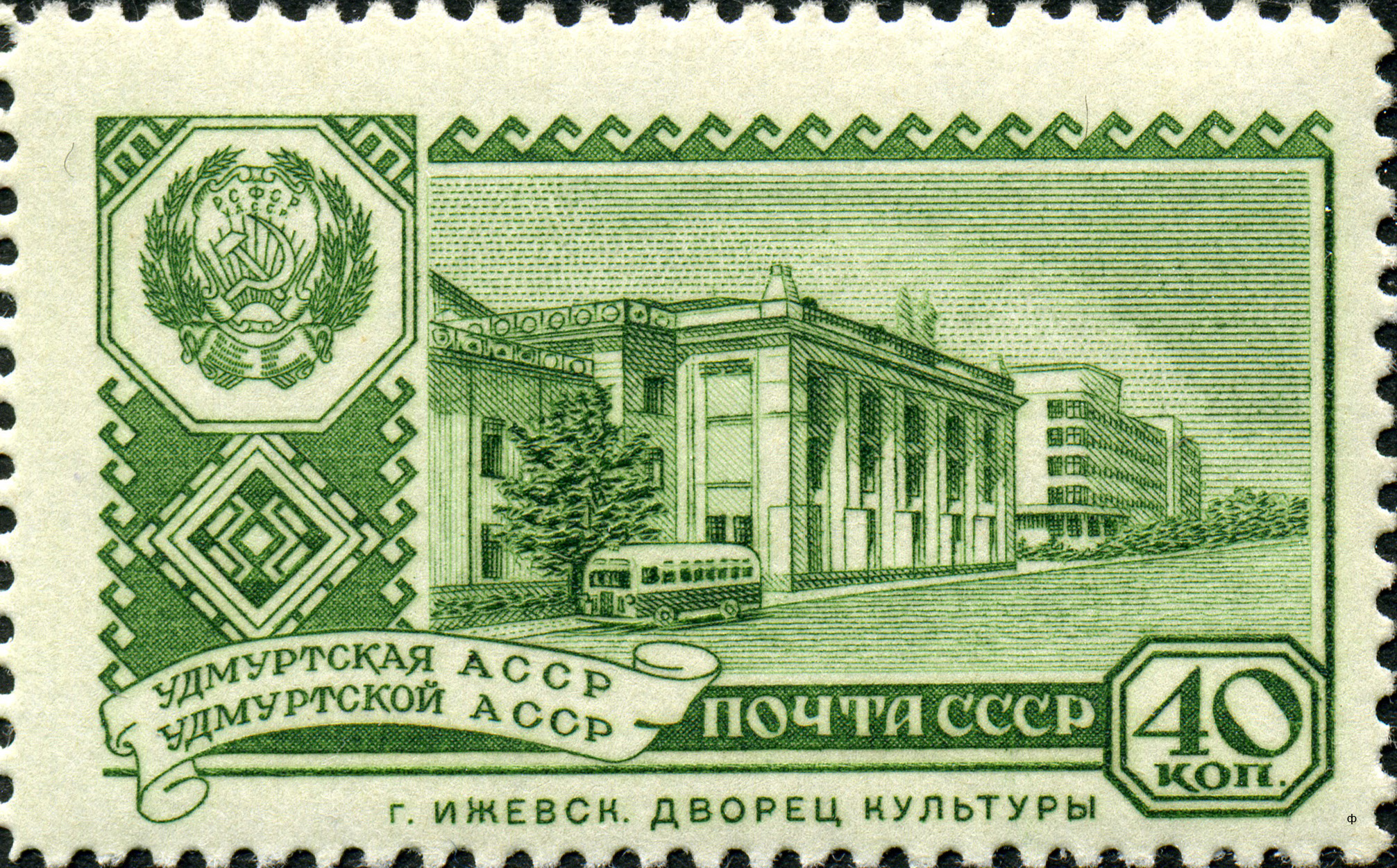
Почтовая марка СССР, 1960 год. Удмуртская АССР. г. Ижевск. Дворец культуры
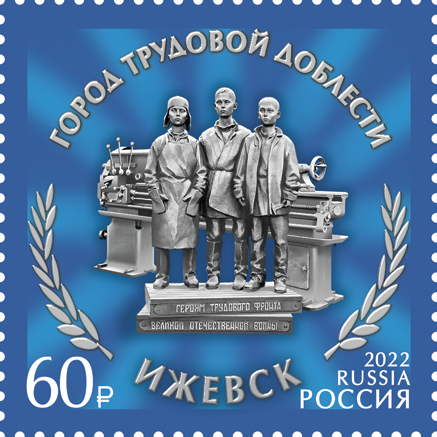
Почтовая марка 2022 год. Города трудовой доблести. Памятник «Оружейникам Удмуртии, героям трудового фронта Великой Отечественной войны» в Ижевске
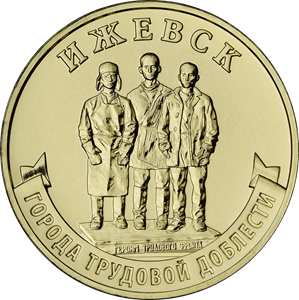
Памятная монета номиналом 10 рублей (2022)

## Спорт

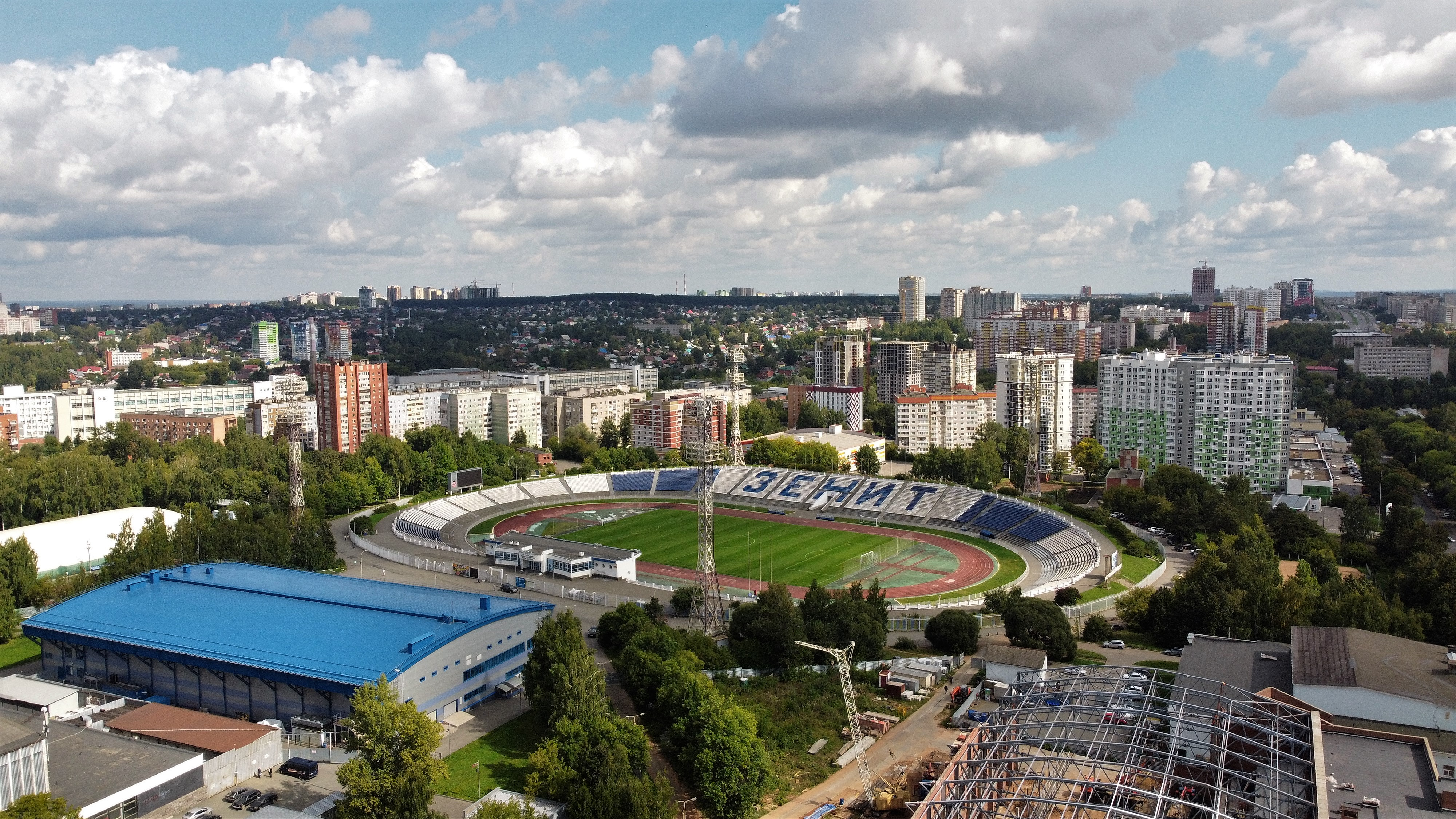
Стадион «Зенит»

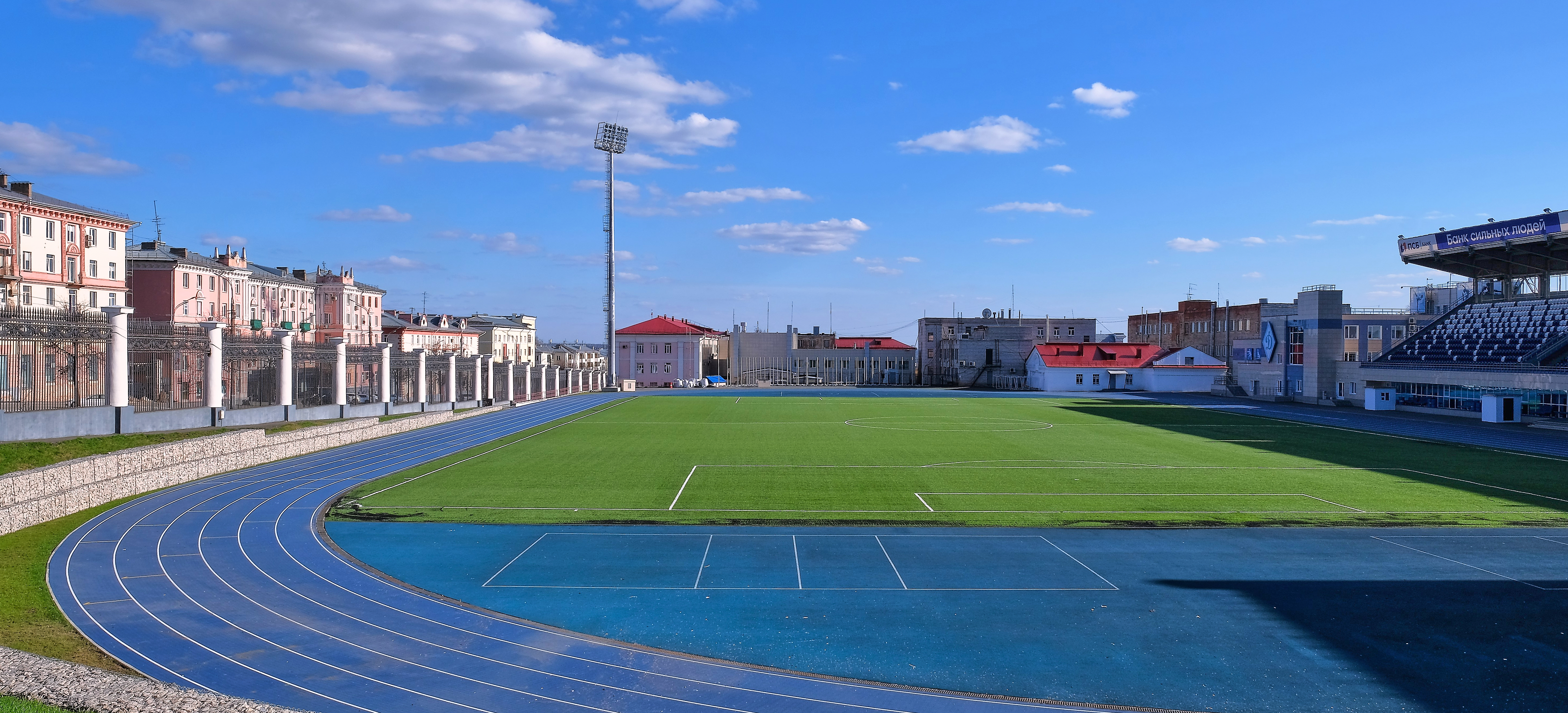
Стадион «Динамо»

Сеть муниципальных учреждений города Ижевска составляют 26 детско-юношеских спортивных школ, 9 из них — школы олимпийского резерва. Работают стадионы, Дворцы спорта и физкультурно-оздоровительные комплексы. Старейшими спортивными сооружениями Ижевска являются стадионы «Зенит» (открыт в 1933 году) и «Динамо» (открыт в 1936 году). Зимой площадка стадиона «Динамо» используется в качестве ледового катка.
Всего 858 сооружений принимают детей и подростков. В 2008 году официально зарегистрированы новые спортивные общественные объединения: Ассоциация дартс, Федерация современного пятиборья, Федерация татарской национальной борьбы на поясах. C 1969 года проводятся соревнования по биатлону Ижевская винтовка.
В городе введены такие крупные спортивные объекты, как Лыжный комплекс им. Г. А. Кулаковой и Республиканский спортивно-стрелковый (биатлонный) комплекс им. А. М. Демидова. Построены горнолыжные курорты «Нечкино» и «Чекерил».
30 декабря 2012 года был открыт крытый ледовый каток «Олимпиец». 30 января 2013 года состоялось открытие нового 25-метрового плавательного бассейна в оздоровительном комплексе «Буревестник» при Ижевском Государственном Техническом Университете
С 23 по 29 марта 2013 года в Ижевске прошла I Всероссийская зимняя спартакиада инвалидов.
26 февраля 2014 года в Резиденции Главы Удмуртской Республики прошёл торжественный приём в честь спортсменов Удмуртской Республики, членов сборной команды России на XXII зимних Олимпийских играх 2014 года в г. Сочи.

## Экономика

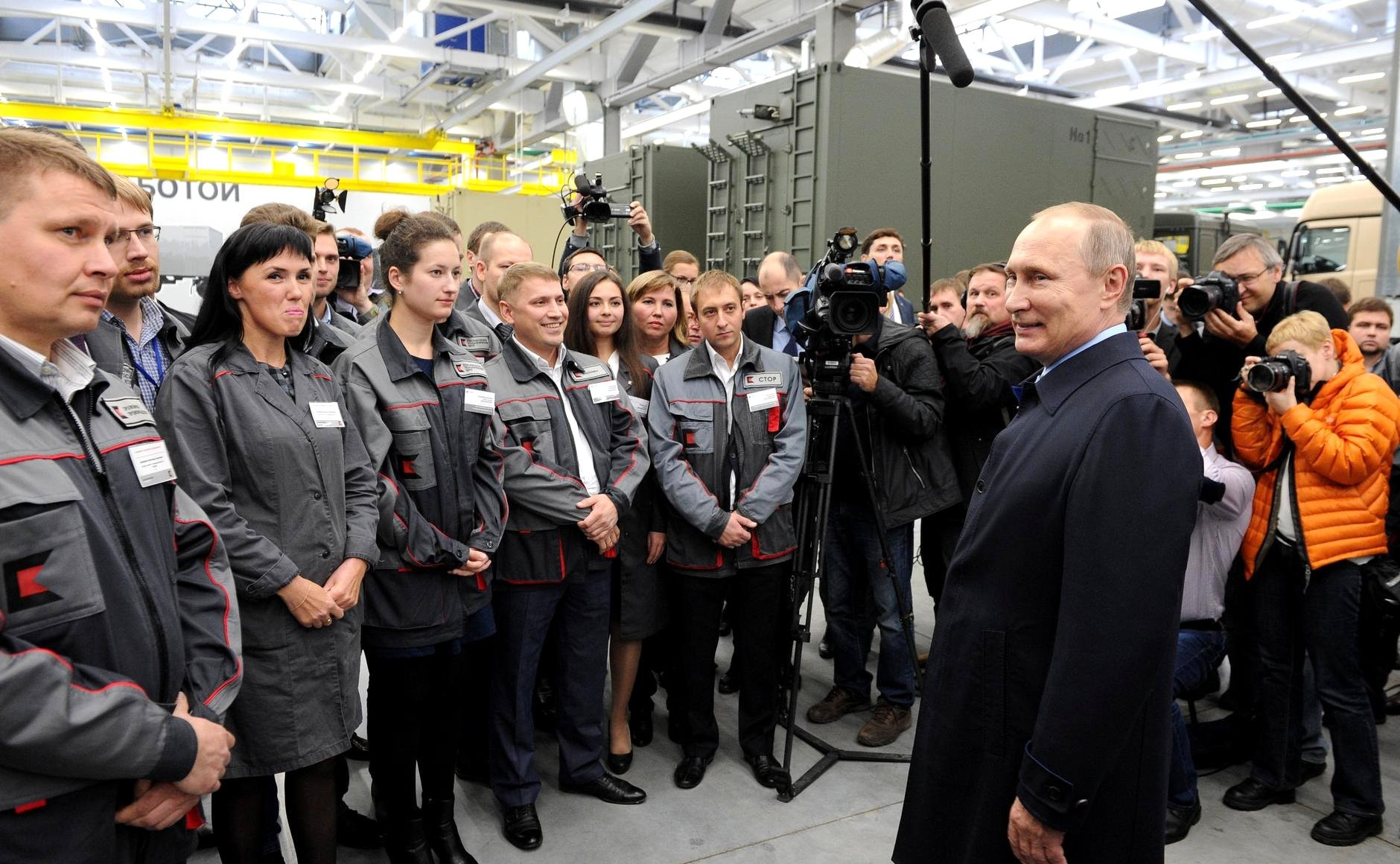
В. В. Путин на встрече с работниками Концерна Калашников

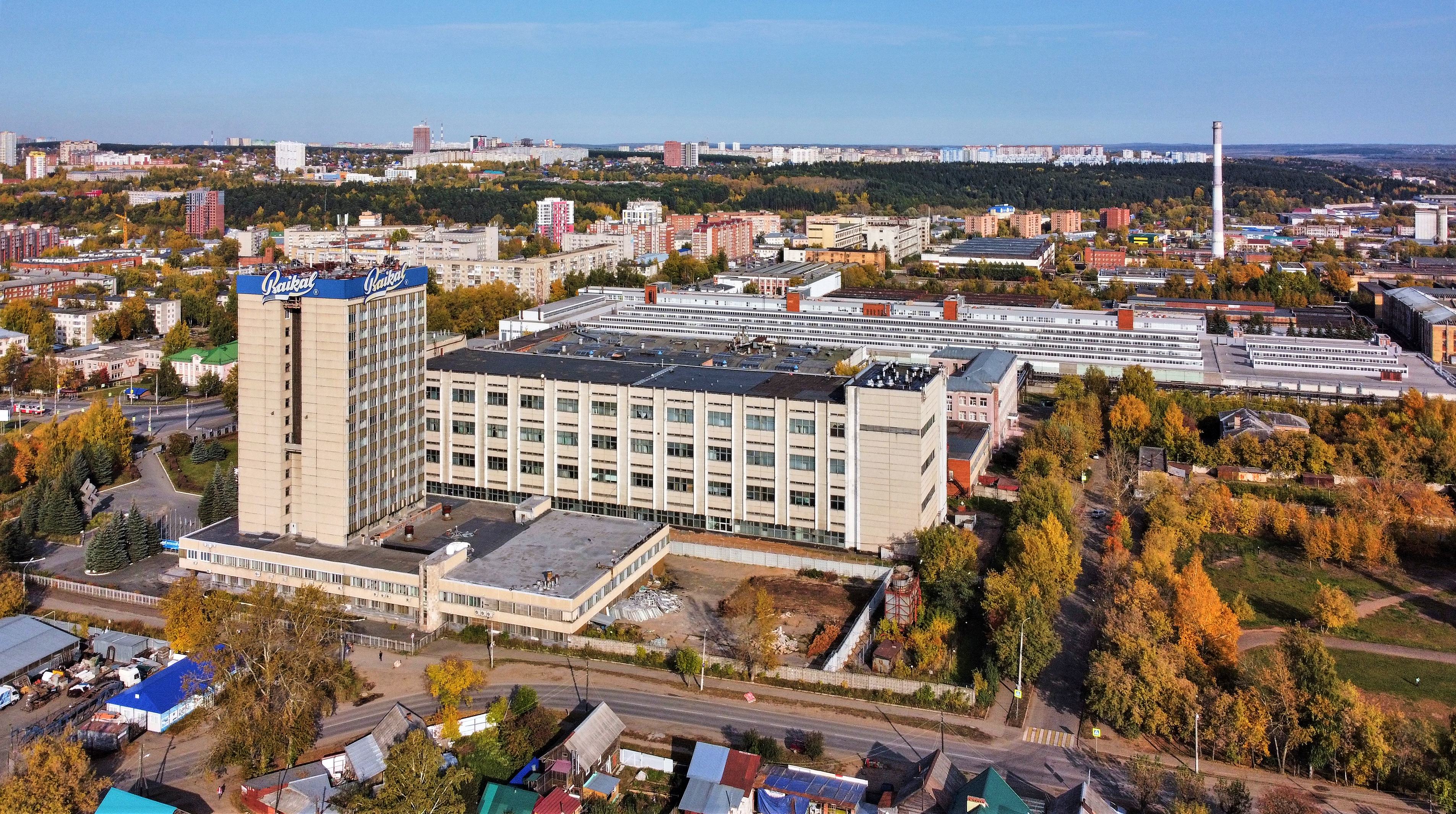
Ижевский механический завод

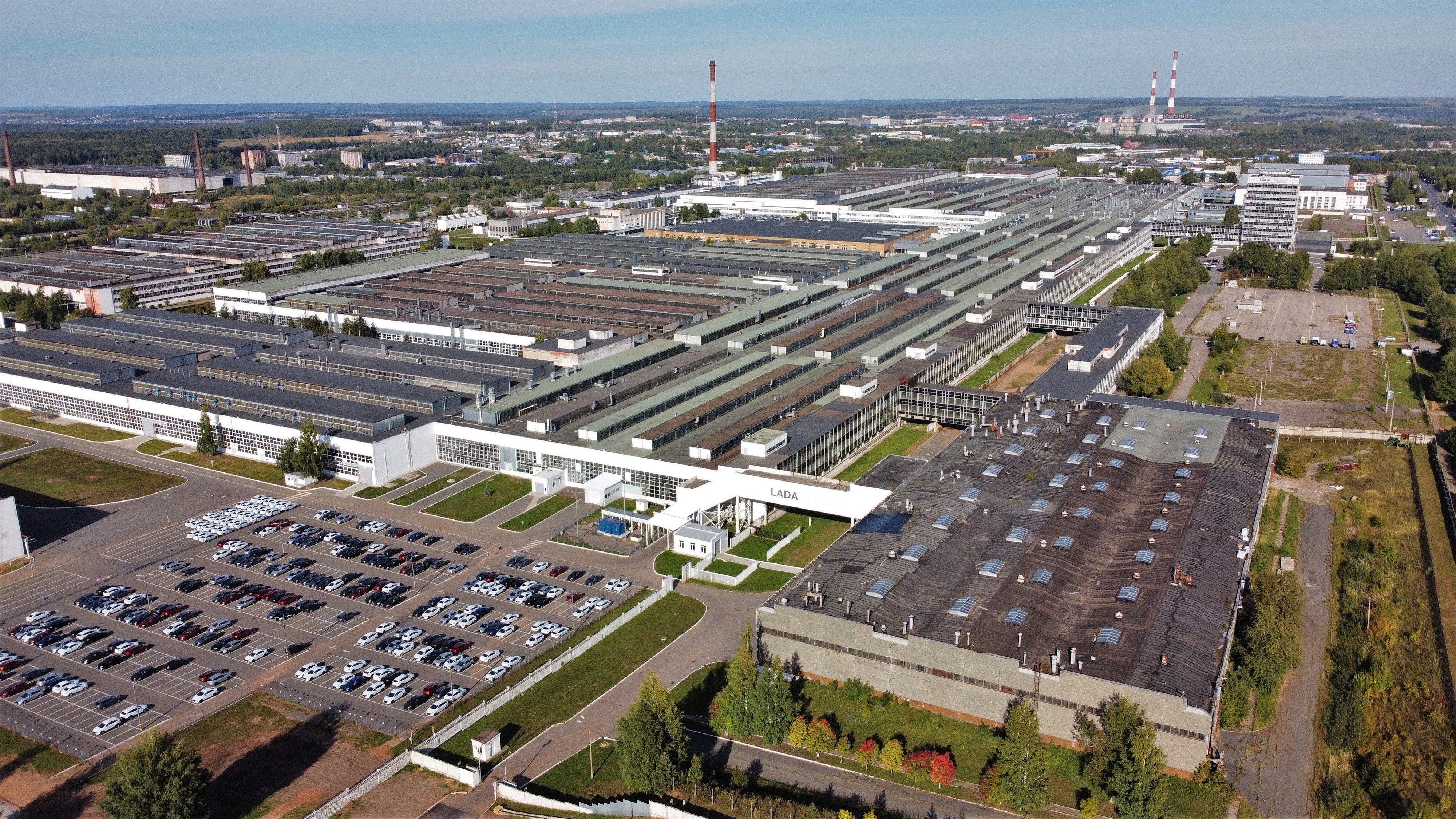
Ижевский автозавод

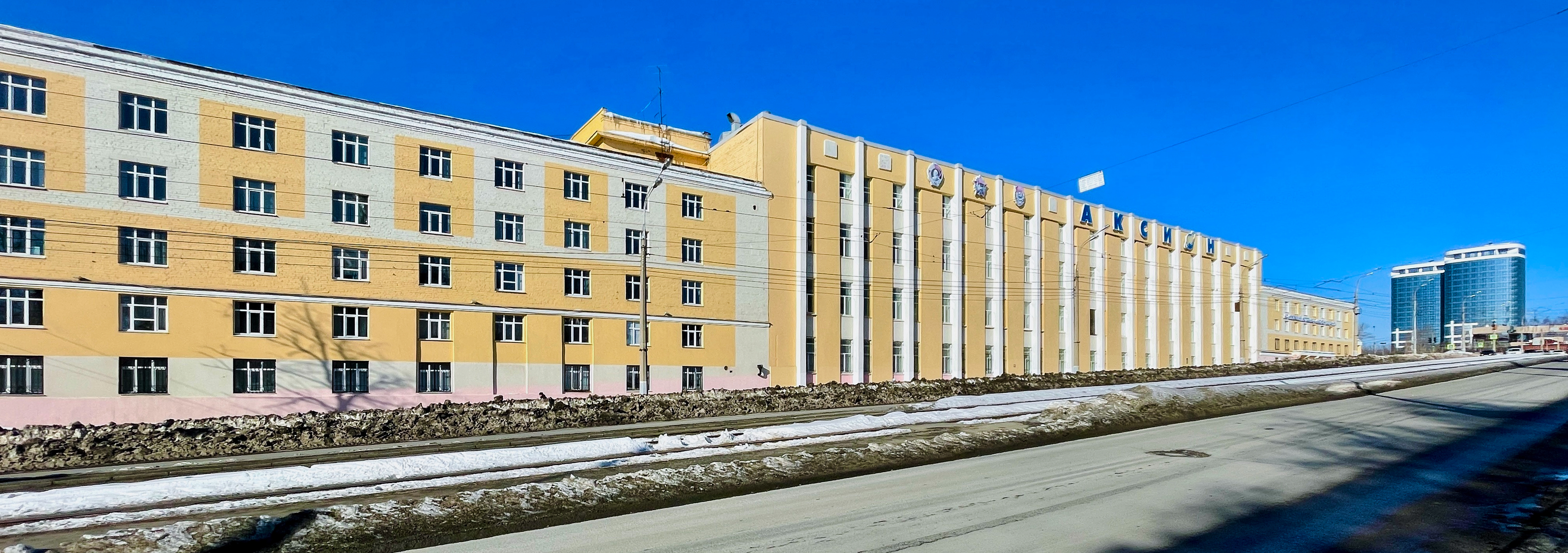
Ижевский мотозавод «Аксион-Холдинг» (вид с улицы Карла Маркса)

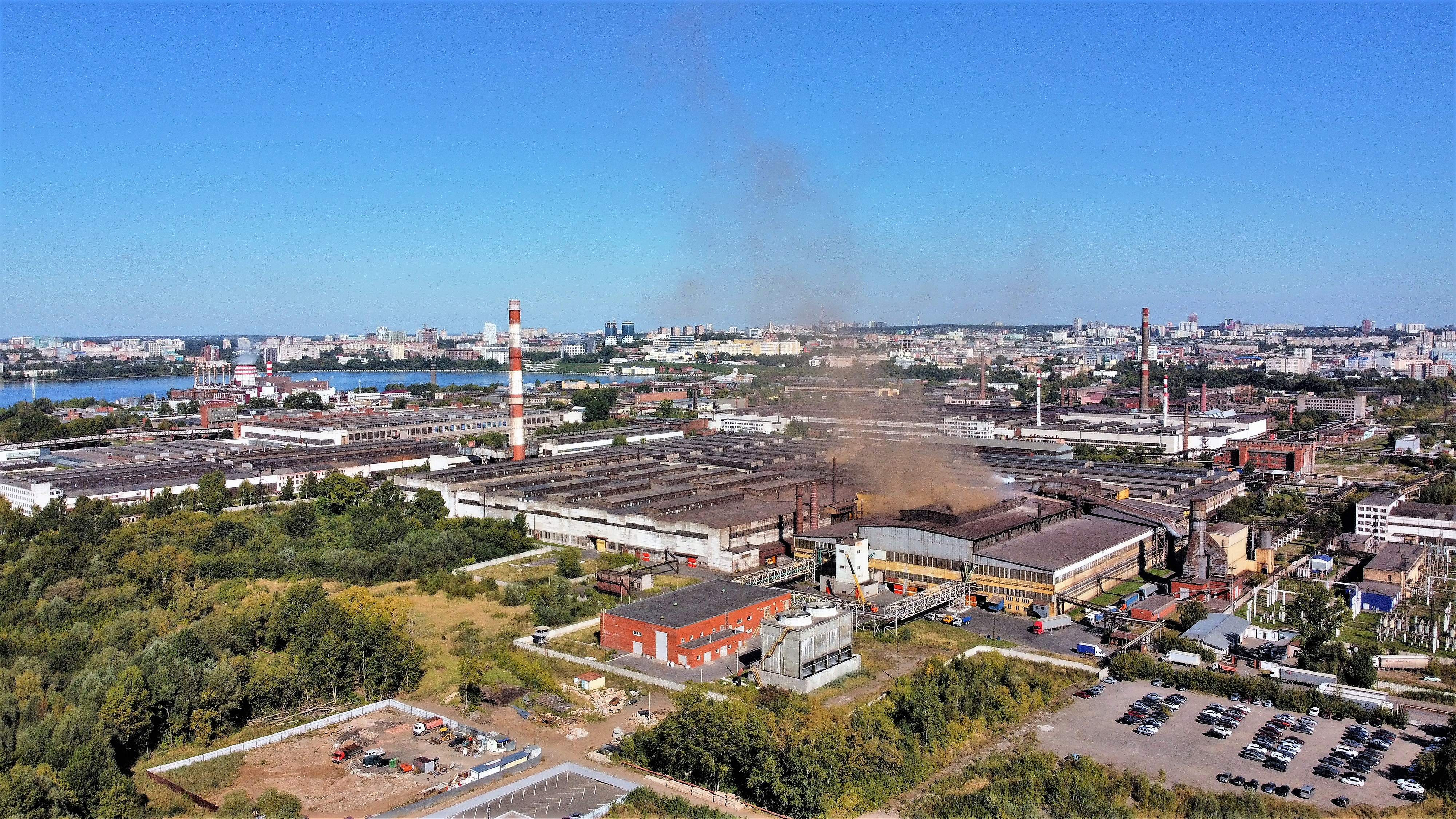
Промплощадка Ижстали

### Финансовые услуги
В городе действуют филиалы крупнейших российских и зарубежных коммерческих банков, в том числе Сбербанка, Альфа-банка, Росбанка, Ак Барс банка, Промсвязьбанка и ВТБ.

### Промышленность
Ижевск — развитый промышленный центр Удмуртии и Урала. Город известен в стране и в мире производством качественных сталей, развитым машиностроением, в частности: производством вооружения и военной техники, стрелкового, охотничьего и нарезного оружия, автомобилей, приборостроением, пищевой перерабатывающей промышленностью. Главная цель развития промышленного сектора экономики Ижевска — сохранение и развитие имеющегося производственного потенциала путём его реструктуризации и адаптации к изменившимся условиям хозяйствования.
Основу экономического и социального развития Ижевска составляет промышленное производство с долей численности работающих 31,7 % от среднесписочной численности работников организаций города Ижевска. Промышленные предприятия являются основными плательщиками налогов в бюджет города.
Экономическая ситуация в Ижевске характеризуется укреплением позитивных тенденций. Объём отгружённых товаров собственного производства, выполненных работ, оказанных услуг собственными силами по крупным и средним предприятиям в 2014 году составил 123,2 млрд руб.
Наибольший удельный вес в объёме отгружённых товаров собственного производства, выполненных работ и оказанных услуг собственными силами крупных и средних предприятий обрабатывающих производств в 2014 году занимала продукция предприятий следующих видов экономической деятельности: «Производство транспортных средств и оборудования» (23,6 %), «Производство машин и оборудования» (21,9 %), «Производство электрооборудования, электронного и оптического оборудования» (21,9 %), «Металлургическое производство и производство готовых металлических изделий» (16,3 %), «Прочие производства» (6,7 %), «Производство пищевых продуктов, включая напитки» (5,7 %), «Обработка древесины и производство изделий из дерева» (2,0 %), «Производство неметаллических минеральных продуктов» (1,9 %).
Возобновление стабильной работы промышленных предприятий способствовало улучшению их финансового состояния. Прибыль в 2013 году получили 257 крупных и средних организаций города Ижевска, что составляет 100,4 % к уровню 2012 года.
Объём прибыли крупных и средних организаций города за 2013 год уменьшился на 1,1 процента по сравнению с предыдущим годом и составил 35,7 млрд руб. В структуре платных услуг, оказанных населению города крупными и средними организациями в 2013 году, наибольшую долю занимают услуги связи (34,4 %), жилищно-коммунальные услуги (21,8 %), транспортные услуги (17,7 %), услуги в системе образования (10,2 %), медицинские услуги (3,9 %).
В 2013—2014 годы число безработных и уровень официально зарегистрированной безработицы в Ижевске были самыми низкими по сравнению с предыдущими годами. Уровень зарегистрированной безработицы на 1 января 2015 года составил 0,71 %.
В 2014 году введено в эксплуатацию 315,3 тыс. м² жилья. Наибольшая доля в общем объёме строительства приходится на многоквартирное жильё — 87,9 процента. Около 50 процентов введённого жилья в Удмуртской Республике построено в городе Ижевске.
25 сентября 2015 года на производственной площадке ОАО «АВТОВАЗ» — LADA Ижевск стартовало серийное производство седана LADA Vesta.

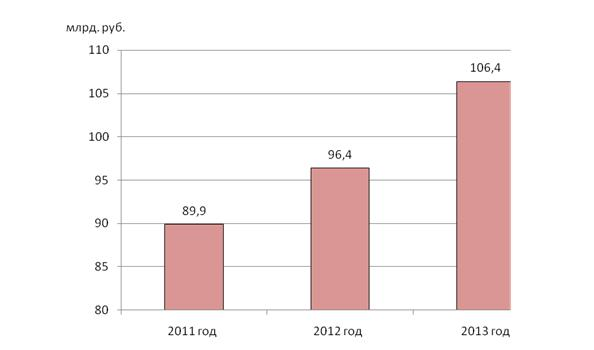
Объём отгружённых товаров собственного производства, выполненных работ, оказанных услуг собственными силами по крупным и средним предприятиям города Ижевска за 2012—2013 гг.

Предприятия машиностроения и металлургии
- ОАО «Концерн „Калашников“»
- ОАО «Ижевский механический завод»
- ОАО «Ижевский мотозавод „Аксион-холдинг“»
- ОАО «Ижнефтемаш»
- ОАО «Редуктор»
- Ижевский автомобильный завод «Лада Ижевск»
- ОАО ИЭМЗ «Купол»
- ОАО «Ижевский радиозавод»
- ЗАО «Ижметмаш»
- ПАО «ИжСталь»

Связь
- Филиал в Удмуртской Республике ОАО «Ростелеком» — комплексный оператор связи Удмуртии.

Добывающая промышленность
- ПАО «Удмуртнефть» — геологоразведка, разработка и эксплуатация месторождений углеводородов
- АО «Удмуртторф» — предприятие торфяной промышленности
- АО «Белкамнефть» — осуществляет добычу нефти

Химическая промышленность
- АО «Ижевский завод пластмасс»

Предприятия и заводы стройиндустрии
- Ижевский завод керамических материалов
- Завод железобетонных изделий

Пищевая промышленность
- АО «МИЛКОМ»
- Удмуртская хлебная компания
- Ижевский пивзавод «Гамбринус»
- Удмуртский хладокомбинат
- Бабинский мясокомбинат
- Мясокомбинат «Восточный»

Лёгкая промышленность
- ЗАО «Сактон» — трикотажная фабрика
- Ижевская швейная фирма «Зангари»

### Торговля и сфера услуг

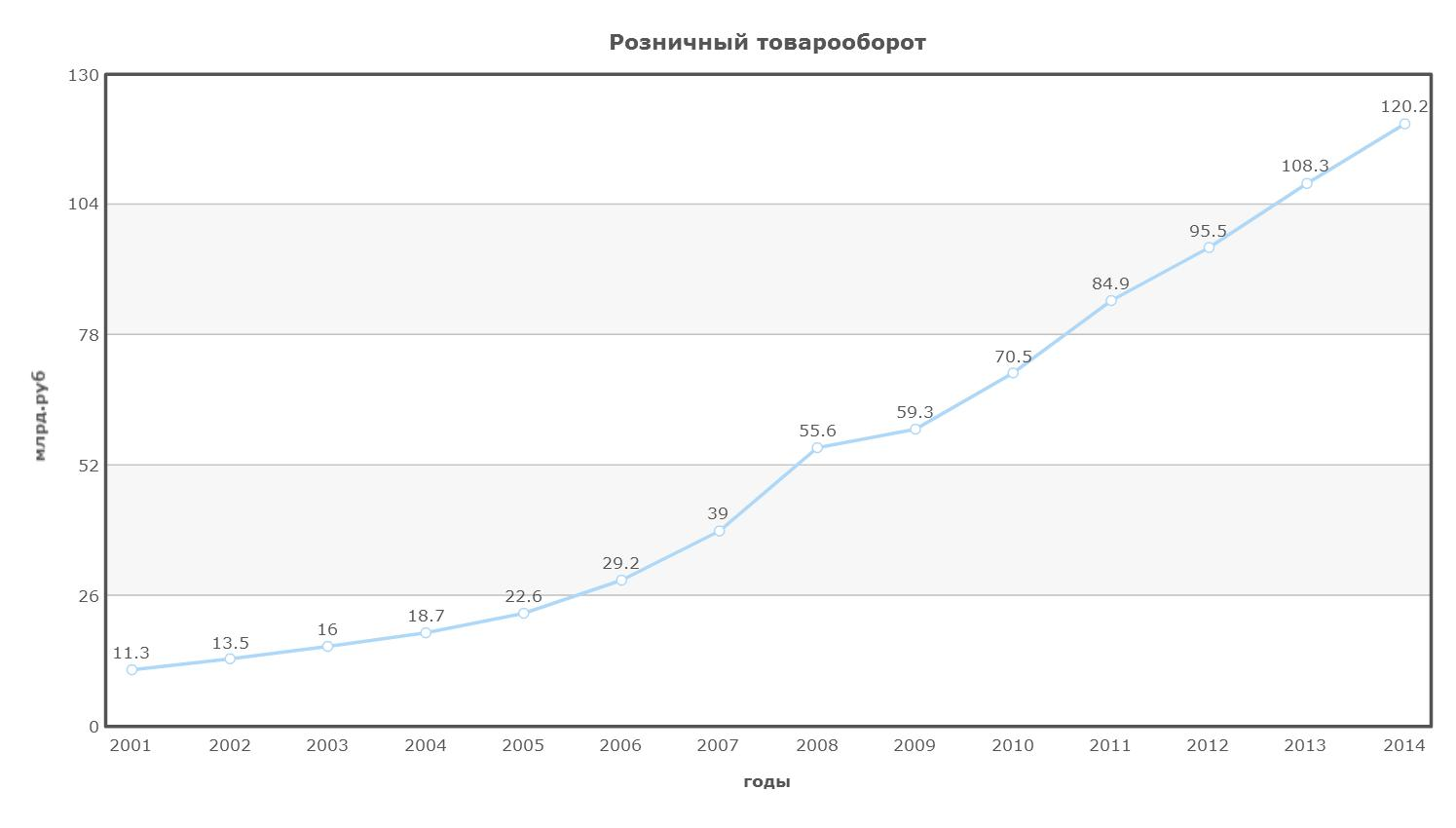
Розничный товарооборот по городу Ижевску за 2001—2014 гг.

На потребительском рынке города Ижевска созданы необходимые условия объёмов оборота розничной торговли, общественного питания, оказываемых услуг. В настоящее время торговая сеть города Ижевска состоит из 2300 предприятий розничной торговли, 438 предприятий общественного питания, 4 универсальных розничных рынка, 776 нестационарных торговых объектов. В 2014 году по полному кругу организации он достиг 120,2 млрд рублей.
В городе действуют сетевые продовольственные супермаркеты и гипермаркеты, магазины компьютеров и комплектующих, предприятия общественного питания, торгово-развлекательные комплексы и бизнес-центры. В Ижевске находится центральный офис аптечной сети Фармаимпекс.
Ведущая роль в удовлетворении покупательского спроса принадлежит крупным и средним предприятиям торговли города Ижевска. Этому способствует присутствие на ижевском рынке торговых сетей таких известных брендов, как «Auchan», «Эльдорадо», «Корпорация Центр», «М.Видео», «Стройландия», «DNS», «Metro», «Перекрёсток», «Пятёрочка», «Магнит», «Лента», и многих других операторов розничного рынка. Наряду с крупными торговыми центрами, супермаркетами в городе осуществляют деятельность магазины социальной направленности («БасКо», «Чижик», «Монетка»).
Представлены разнообразные секторы рынка общественного питания: специализированные предприятия, с чётким позиционированием себя на предложении блюд и напитков высокого качества, отличающиеся по способу приготовления, по предоставлению услуг: обслуживание на дому, изготовление блюд на заказ.
В марте 2013 года совместно с НП «Союз парикмахеров Удмуртии» состоялся ежегодный городской фестиваль «Гимн ремеслу-2013», в котором приняли участие 125 мастеров.

## Транспорт
Ижевск — крупнейший транспортный узел Удмуртии, расположенный на пересечении путей воздушного сообщения, железнодорожного и автомобильного транспорта.

### Городской общественный транспорт
В городе существуют 11 трамвайных, 8 троллейбусных и 38 автобусных маршрутов. Основными перевозчиками являются предприятие «Ижгорэлектротранс», обслуживающий трамваи и троллейбусы и Ижевское производственное объединение пассажирского автотранспорта (ИПОПАТ), обслуживающее автобусы. Также существуют несколько частных предприятий, занимающихся перевозками на автобусах и маршрутных такси. Более 30 пригородных садово-дачных автобусных маршрутов открывается ежегодно в весенне-летний сезон.
В 2010—2011 годах сначала в автобусах, а затем — в трамваях и троллейбусах, была введена система оплаты с помощью транспортной карты, с возможностью пополнения в киосках QIWI. С 1 февраля 2014 года стоимость проезда в общественном транспорте Ижевска составляла 17 рублей. В июне 2012 на сайте управляющей компании появился сервис «Расписание трамваев», позволяющий узнать точное время прибытия трамваев на любую остановку. С 1 ноября 2015 года проезд в общественном транспорте Ижевска подорожал до 20 рублей, а с 1 ноября 2020 года до 25. С 4 декабря 2021 года проезд в общественном транспорте Ижевска подорожал до 27 рублей. С 10 января 2023 года проезд в общественном транспорте Ижевска подорожал до 29 рублей, с 21 августа 2023 года — до 29 рублей, с 6 июля 2024 года — до 35 рублей.
Также в Ижевске работает несколько служб такси.
Динамика изменения стоимости проезда на общественном транспорте: 
| Дата       | Наличный расчёт | Безналичный расчёт |
| ---------- | --------------- | ------------------ |
| 01.01.2001 | 2,5             |                    |
| 01.08.2004 | 5               |                    |
| 01.01.2006 | 6               |                    |
| 01.01.2007 | 7               |                    |
| 01.04.2008 | 8               |                    |
| 01.07.2008 | 9               |                    |
| 01.01.2009 | 10              |                    |
| 01.01.2010 | 11              |                    |
| 01.01.2011 | 12              |                    |
| 01.06.2011 | 13              |                    |
| 01.07.2012 | 14              |                    |
| 01.01.2013 | 15              |                    |
| 01.07.2013 | 16              |                    |
| 01.11.2015 | 20              |                    |
| 01.11.2020 | 25              | 23                 |
| 04.12.2021 | 27              | 25                 |
| 10.01.2023 | 29              | 28                 |
| 21.08.2023 | 31              | 30                 |
| 06.07.2024 | 35              |                    |

### Железнодорожный транспорт
Первая железная дорога, связавшая Ижевск с Агрызом, была построена в 1916 году, электрифицирована — в 1990 году. В годы первой пятилетки была построена дорога Ижевск — Ува.
Вокзал станции Ижевск обеспечивает перевозки пассажиров и грузов. Также в городе функционируют две железнодорожные станции — Заводская и Позимь, которые находятся в промышленных районах города и обслуживают товарные и пригородные поезда. Сам Ижевск является центром Ижевского отделения Горьковской железной дороги — филиала ОАО «Российские железные дороги». Тяговая часть Ижевского вокзала обслуживает составы по всем направлениям. Тепловозная тяга: на Уву, Балезино, Воткинск и Набережные Челны. Электровозная, на Казань и Екатеринбург.
С 1993 года начал курсировать фирменный поезд «Италмас» сообщением Ижевск — Москва.

### Автомобильный транспорт
От Ижевска начинаются или проходят транзитом несколько маршрутов, приведённых в таблице:
| Значение маршрута   | Номер маршрута | Начало              | Конец                | Примечание               |
| ------------------- | -------------- | ------------------- | -------------------- | ------------------------ |
| Европейский         | E 22           | Холихед             | Ишим                 | по ИКАД                  |
| Федеральный         | М7             | Москва              | Пермь                | по ИКАД                  |
| Региональный        | 94Р5           | Ижевск              | Сарапул              |                          |
| Региональный        | 94Р1           | Ижевск              | Воткинск             |                          |
| Региональный        | 94Р9           | Ижевск              | Ува                  |                          |
| Региональный        | 94А1           | Ижевск              | Аэропорт             |                          |
| Окружная г. Ижевска | 94Р16          | Западное полукольцо | Восточное полукольцо | часть М7 восточный обход |

Основным пригородным и междугородным транспортом в Ижевске является автобус. Существует около 40 круглогодичных пригородных автобусных маршрутов и ещё около 30 летне-сезонных, а также автобусные маршруты до всех районных центров Удмуртии и крупных городов соседних областей и республик (кроме Кировской ввиду отсутствия асфальта).
Помимо этого Ижевск соединён автобусными сообщениями с городами Казань, Уфа, Пермь, Екатеринбург, Оренбург, Челябинск, Самара, Чебоксары и другими городами России. В городе функционирует автовокзал и автостанция: Центральный автовокзал и Южная автостанция.

### Авиационный транспорт
В Ижевске существует одноимённый аэропорт, расположенный в пригороде, вблизи села Завьялово. Ижевский аэропорт является единственным аэропортом федерального значения в Удмуртии. Коды аэропорта: по ИАТА (IATA): IJK, по ИКАО (ICAO): USII. Основным эксплуатантом аэродрома является авиакомпания Ижавиа, имеющая свой офис в Ижевске, регулярными рейсами которой можно добраться до Москвы, Санкт-Петербурга и Екатеринбурга, в сезонные месяцы до Сочи, Анапы и Крыма. В начале апреля 2013 года Ижевск вошёл в список городов, участвующих в программе развития региональной авиации и теперь[когда?]

 из Ижевска осуществляются рейсы авиатакси Dexter в Киров и Самару. С 26 августа 2022 года аэропорт находится на реконструкции, которую планируется окончить к марту 2024 года.
Помимо аэропорта, в Ижевске функционирует небольшой аэродром с грунтовой взлётно-посадочной полосой, расположенный вблизи деревни Пирогово, по которой он получил своё название. Аэродром приспособлен для посадки небольших самолётов и вертолётов. В настоящее время на нём располагается Ижевский аэроклуб.

### Водный транспорт
В летний период на Ижевском пруду действует внутригородской маршрут речного трамвая «Пристань Ижевск — Воложка», обслуживаемый АО «Парки Ижевска». В настоящее время предприятием эксплуатируется один теплоход типа Москва. Пристань, от которой отходит теплоход в Ижевске, расположена на проезде Дерябина, около плотины пруда. Во время пути до микрорайона Воложка судно также осуществляет остановку у причала им. А. В. Воскресенского и пристани «Соловьёвские дачи».

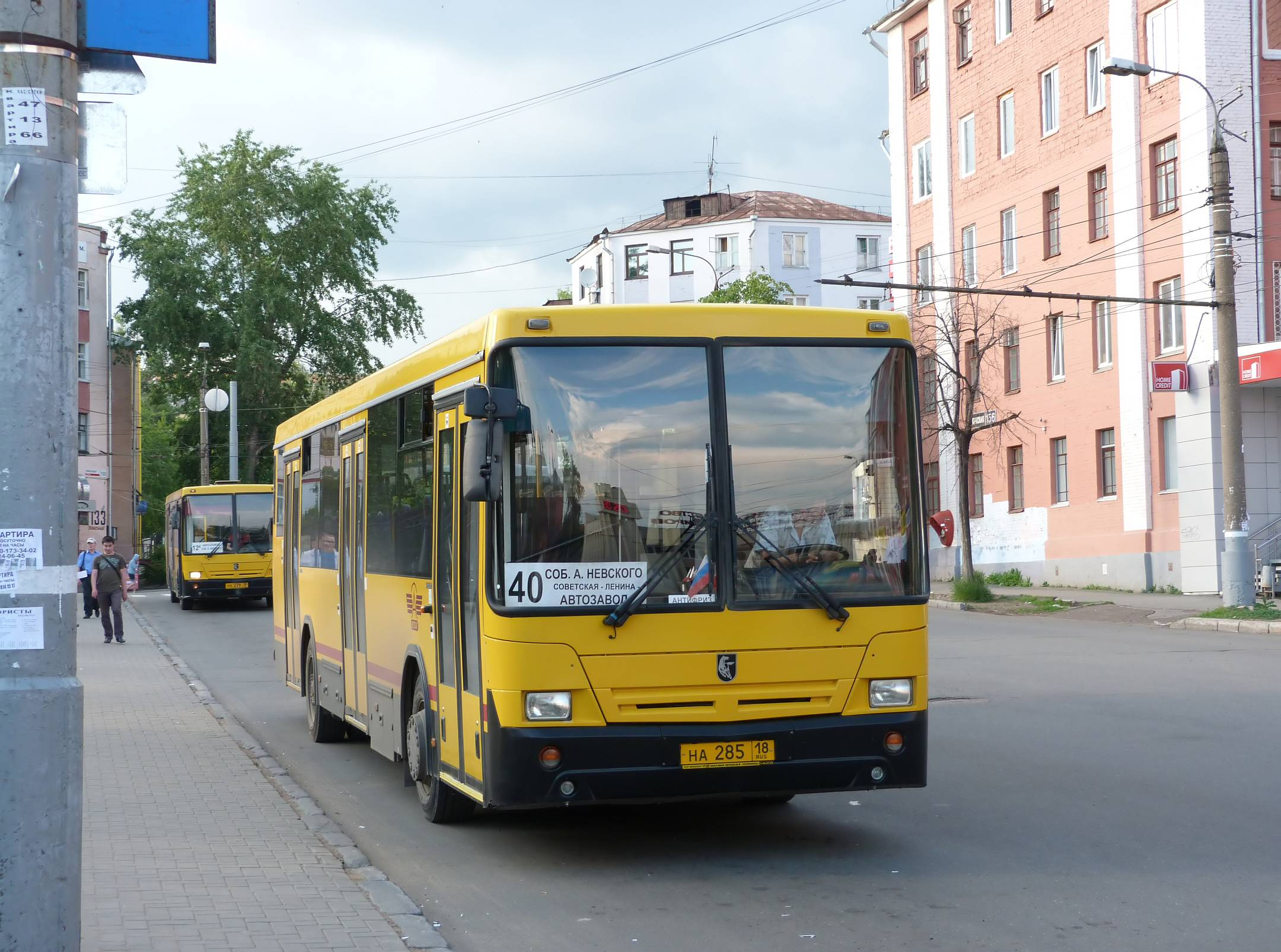
Автобус НефАЗ-5299 в Ижевске
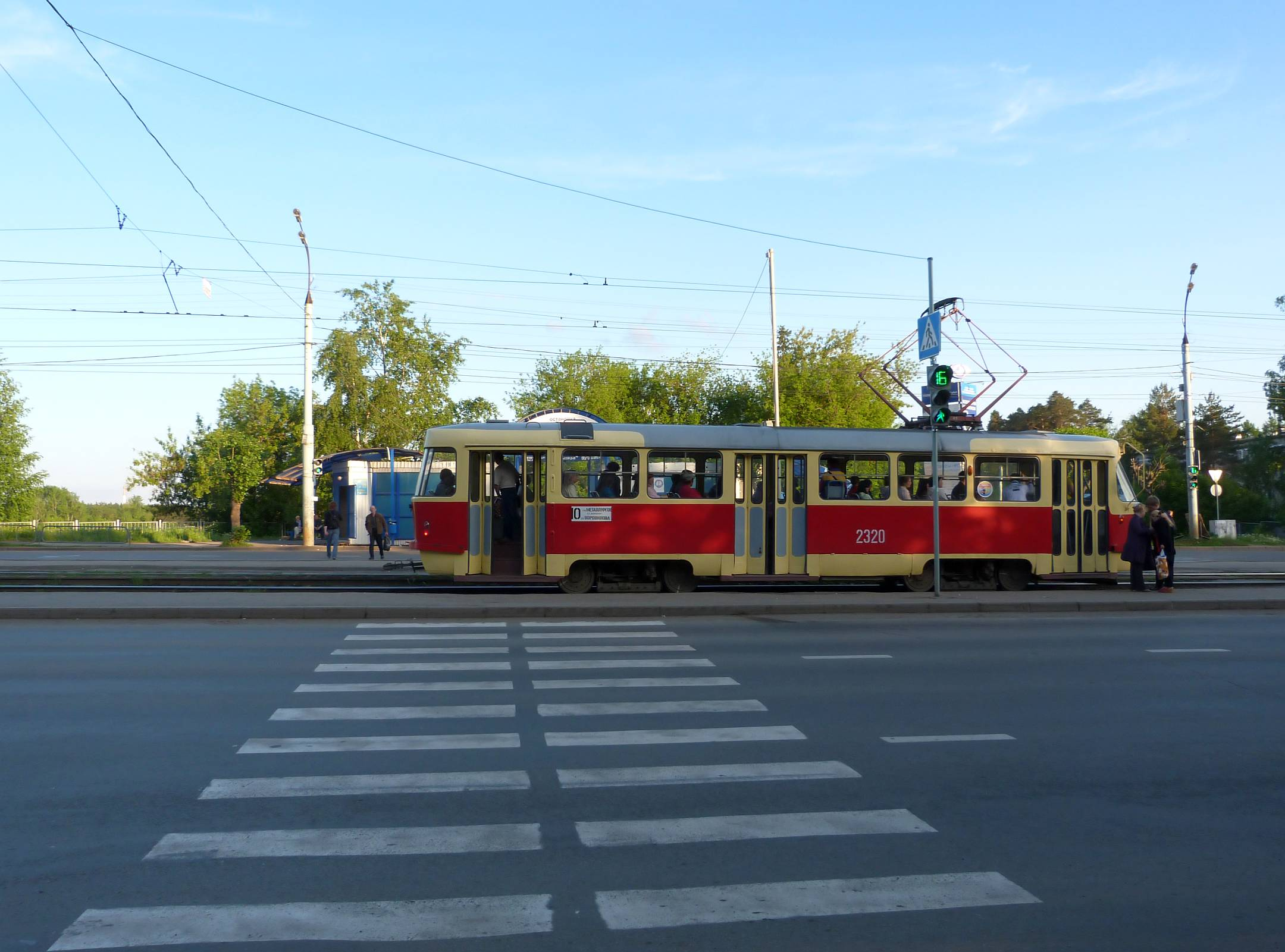
Трамвай на улице Ленина
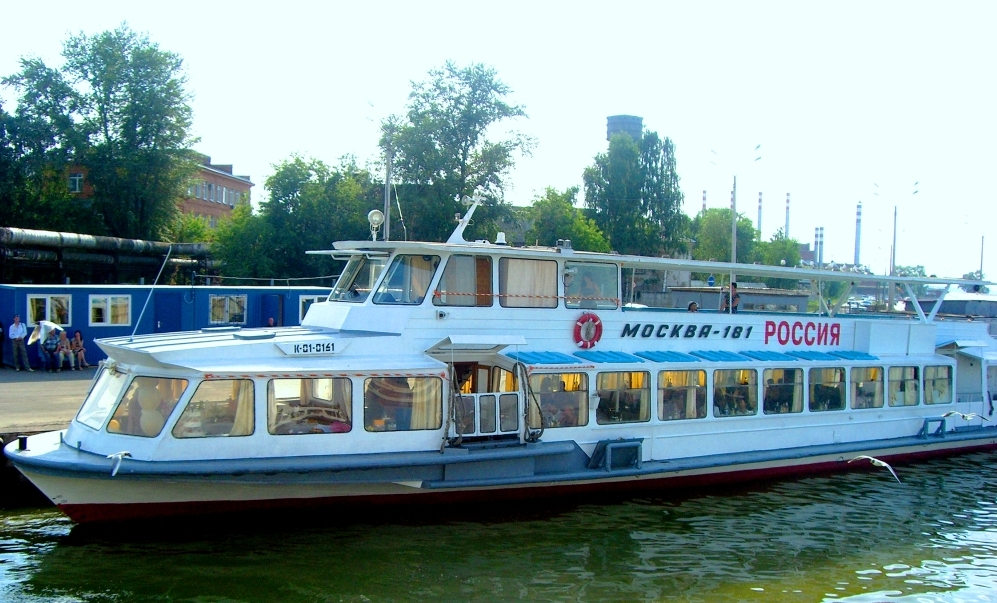
Теплоход Москва
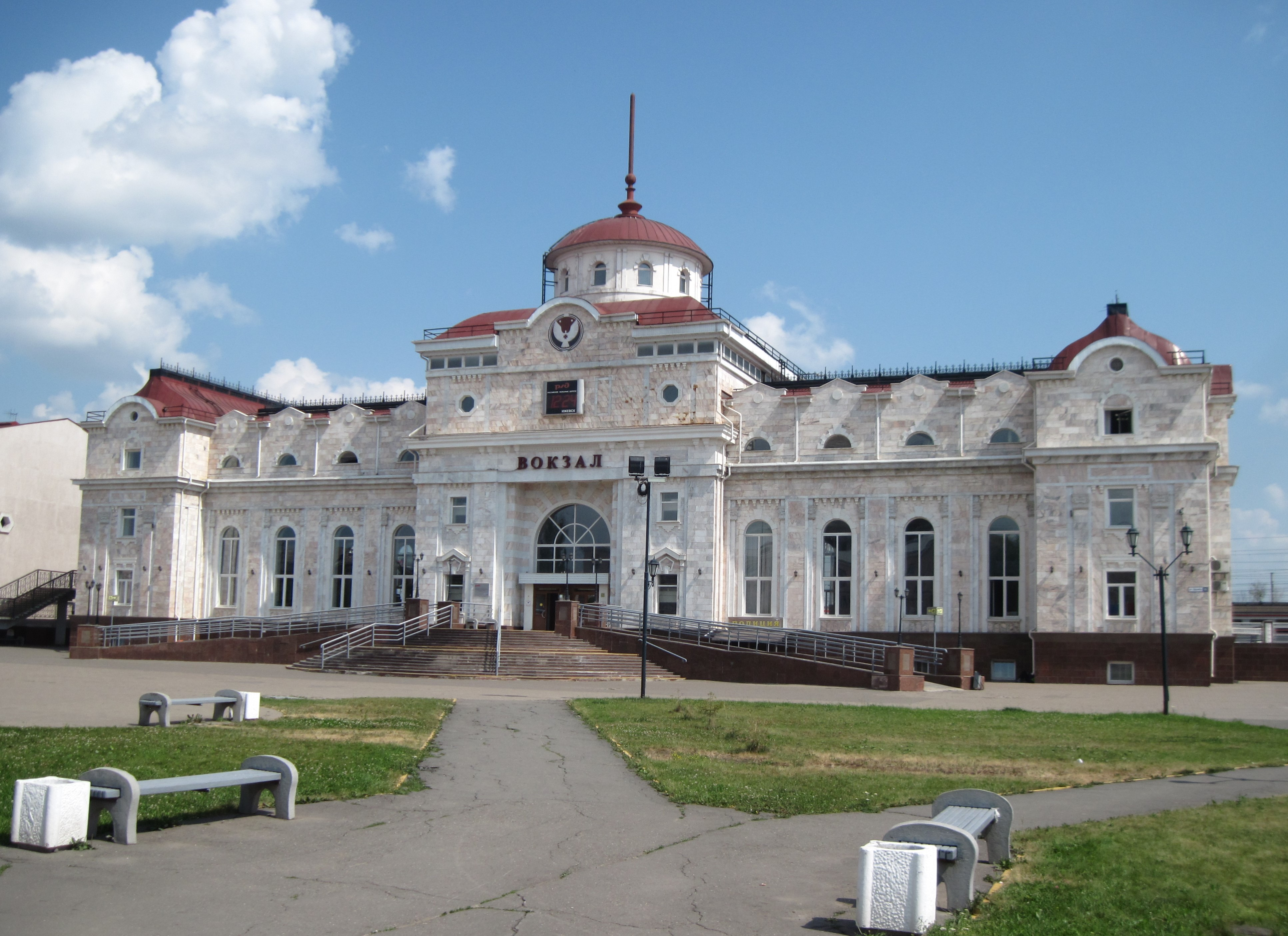
Вокзал станции Ижевск

## Архитектура и достопримечательности
На территории Ижевска расположено более 300 объектов историко-культурного наследия, из них 166 — объектов архитектуры, 4 — памятника археологии, 81 объект монументального искусства, около 60 мемориальных досок, в том числе 55 объектов связано с темой Великой Отечественной войны 1941—45 гг.
С целью информирования и просвещения жителей и гостей города об объектах культурного наследия, имеющих культурно-историческую ценность, на памятниках истории и культуры Ижевска установлены информационные таблички с QR-кодом, при помощи которого информация об объекте распознаётся фотокамерой мобильного телефона.
Музеи города: Удмуртский республиканский музей изобразительных искусств, Национальный музей Удмуртской Республики, Дом начальника заводов, Здание денежной кладовой, Музей стрелкового оружия имени М. Т. Калашникова, Музей истории авиации и космонавтики имени Гагарина, Туалет-музей.
В 2013 году у здания Администрации состоялось открытие арт-объекта «Я люблю Ижевск».

### Монумент дружбы народов
Монумент дружбы народов — одна из основных достопримечательностей города Ижевска. Сооружение монумента было начато в 1970 году, хотя решение о его строительстве приняли гораздо раньше, ещё в 1958 году. Автор проекта — скульптор Александр Бурганов. Монумент был открыт в 1972 году и посвящён добровольному вхождению Удмуртии в состав Российского государства. Две стелы высотой с 14-ти этажный дом олицетворяют два народа, которые живут единой семьёй — русских и удмуртов.

Достопримечательности Ижевска
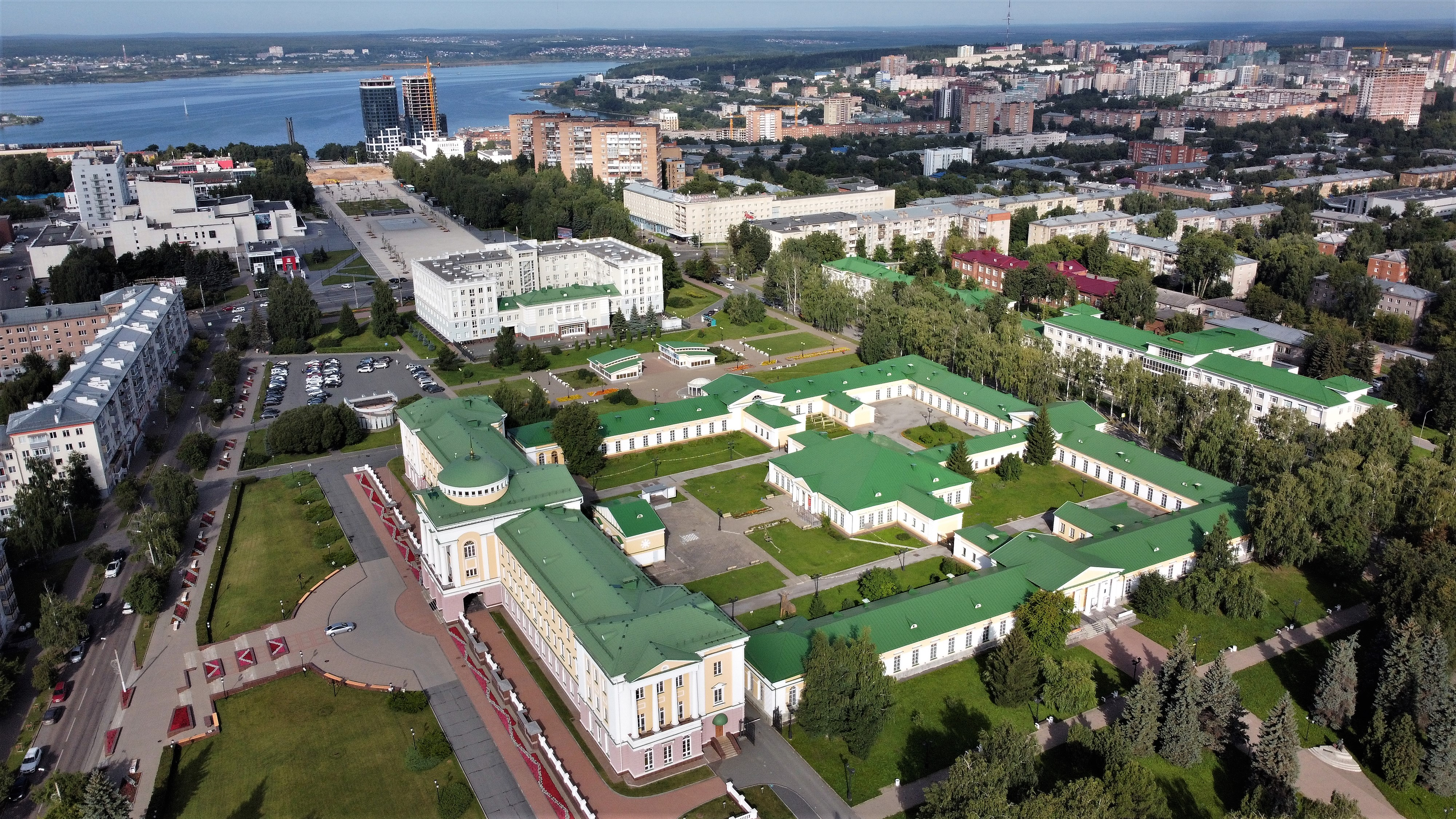
Ижевский арсенал
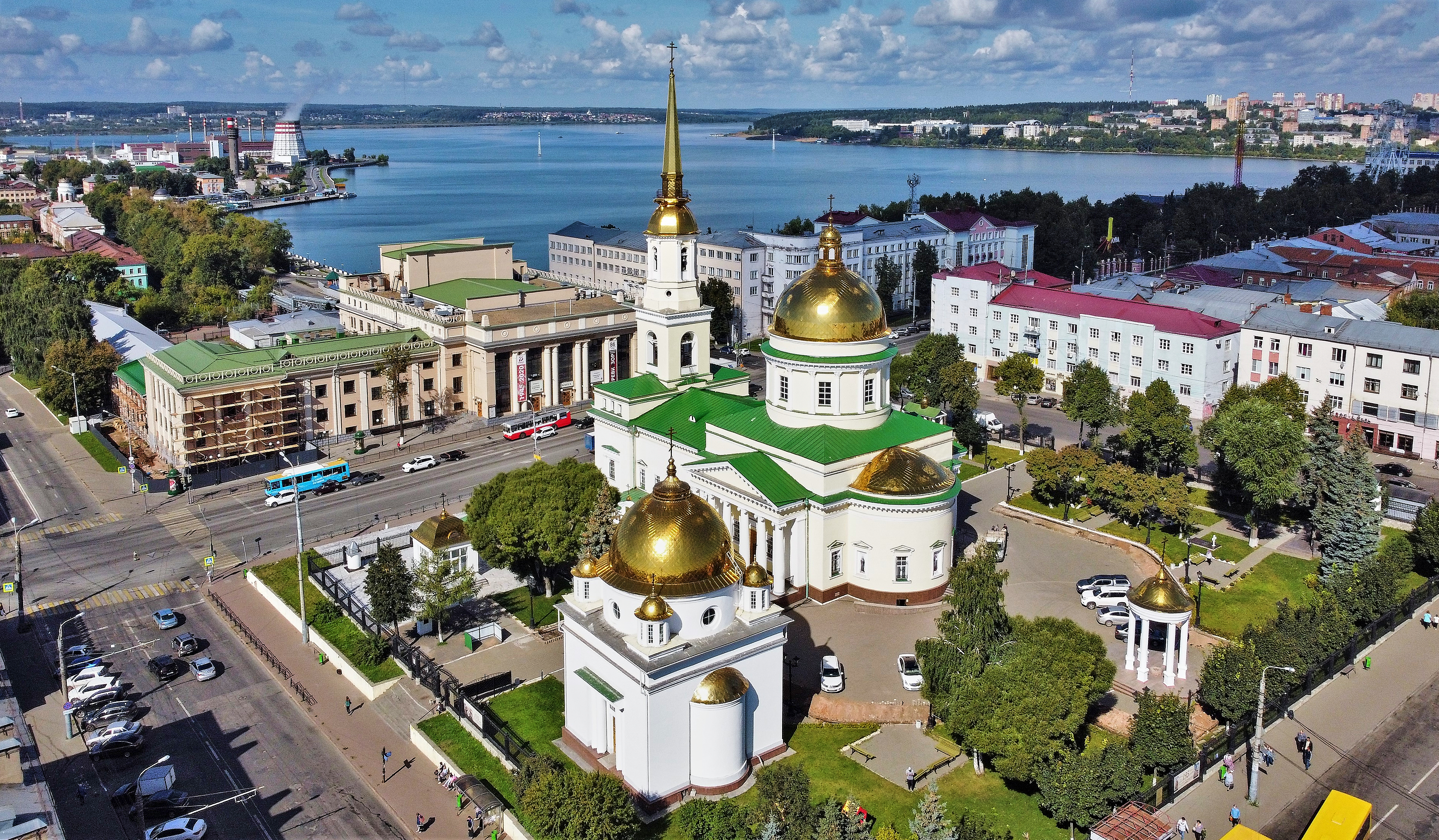
Александро-Невский собор
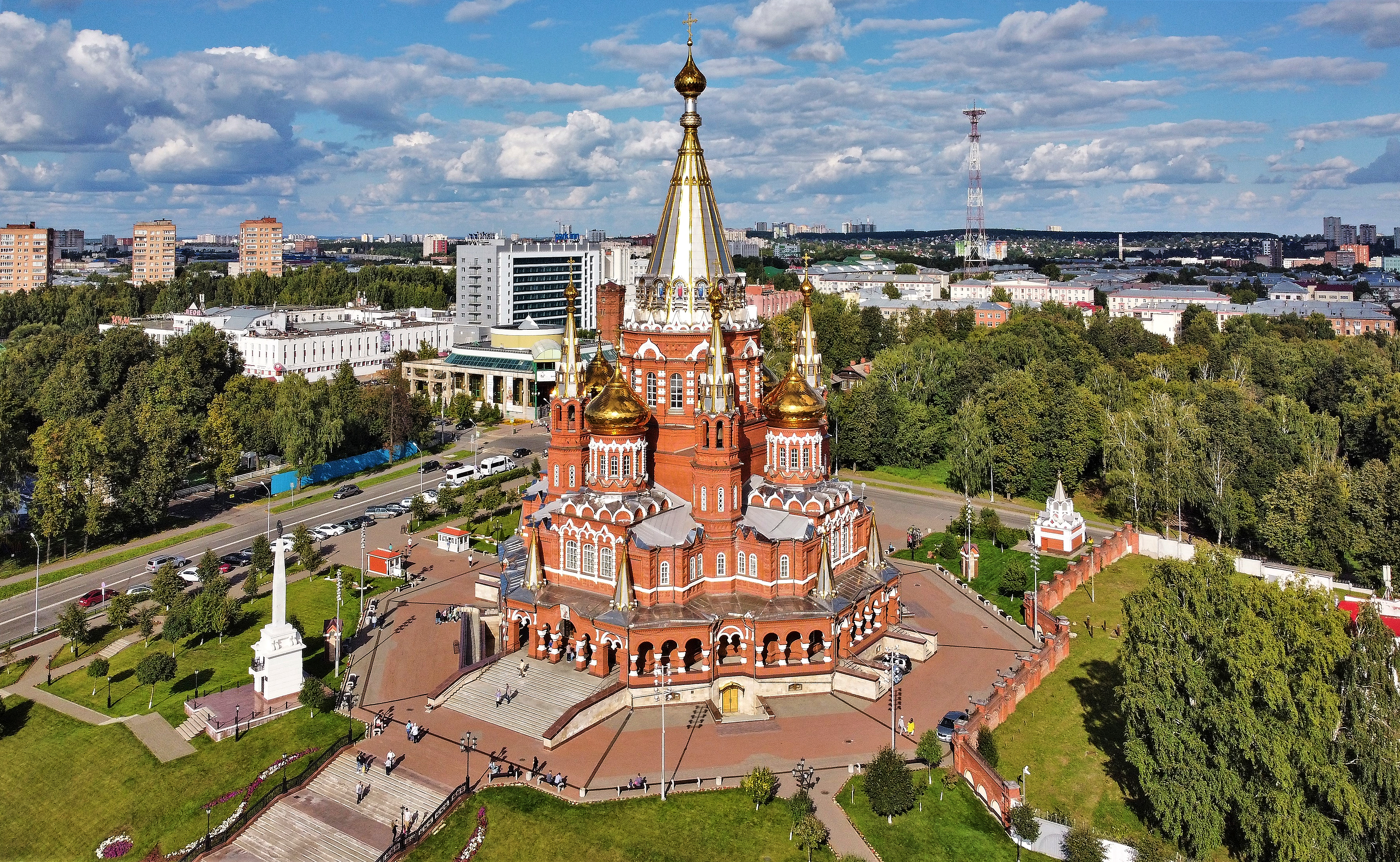
Свято-Михайловский собор
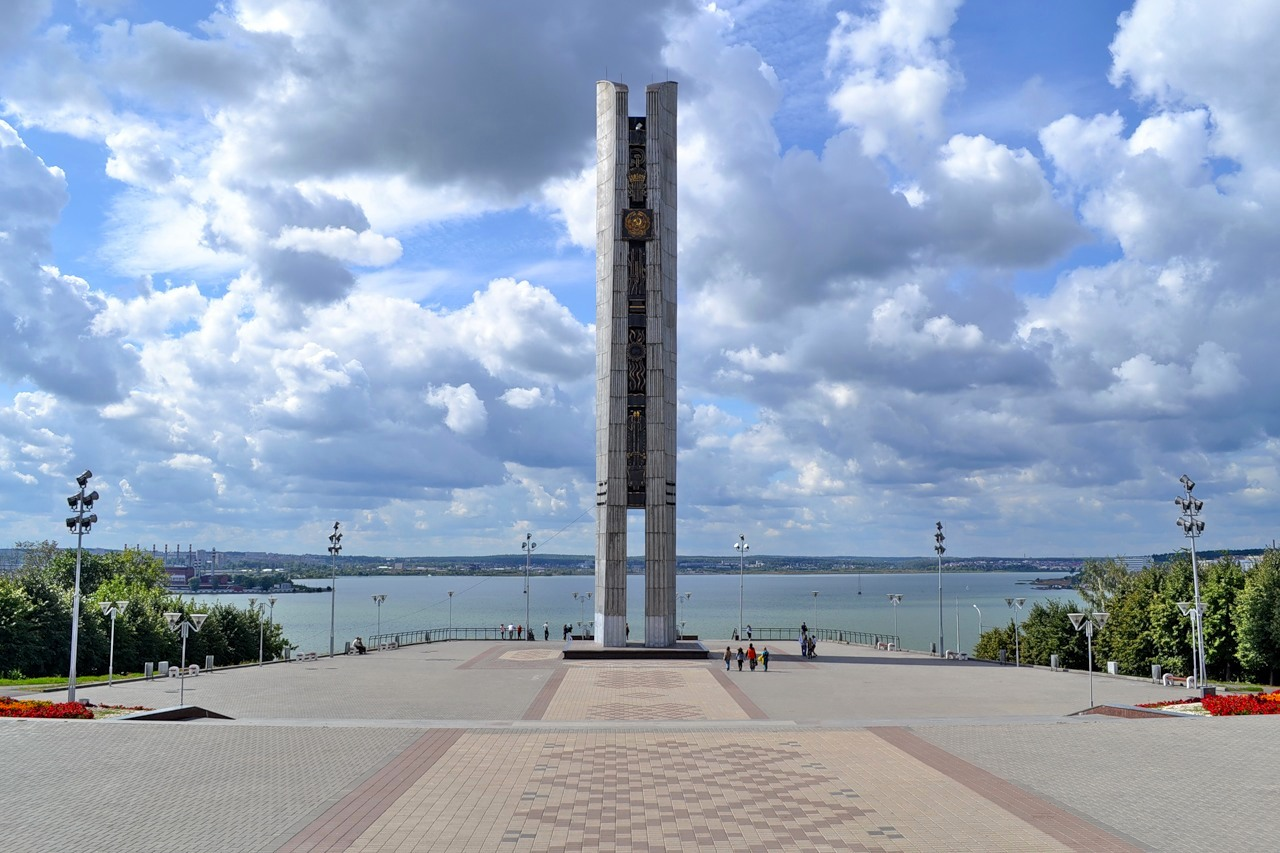
Монумент дружбы народов
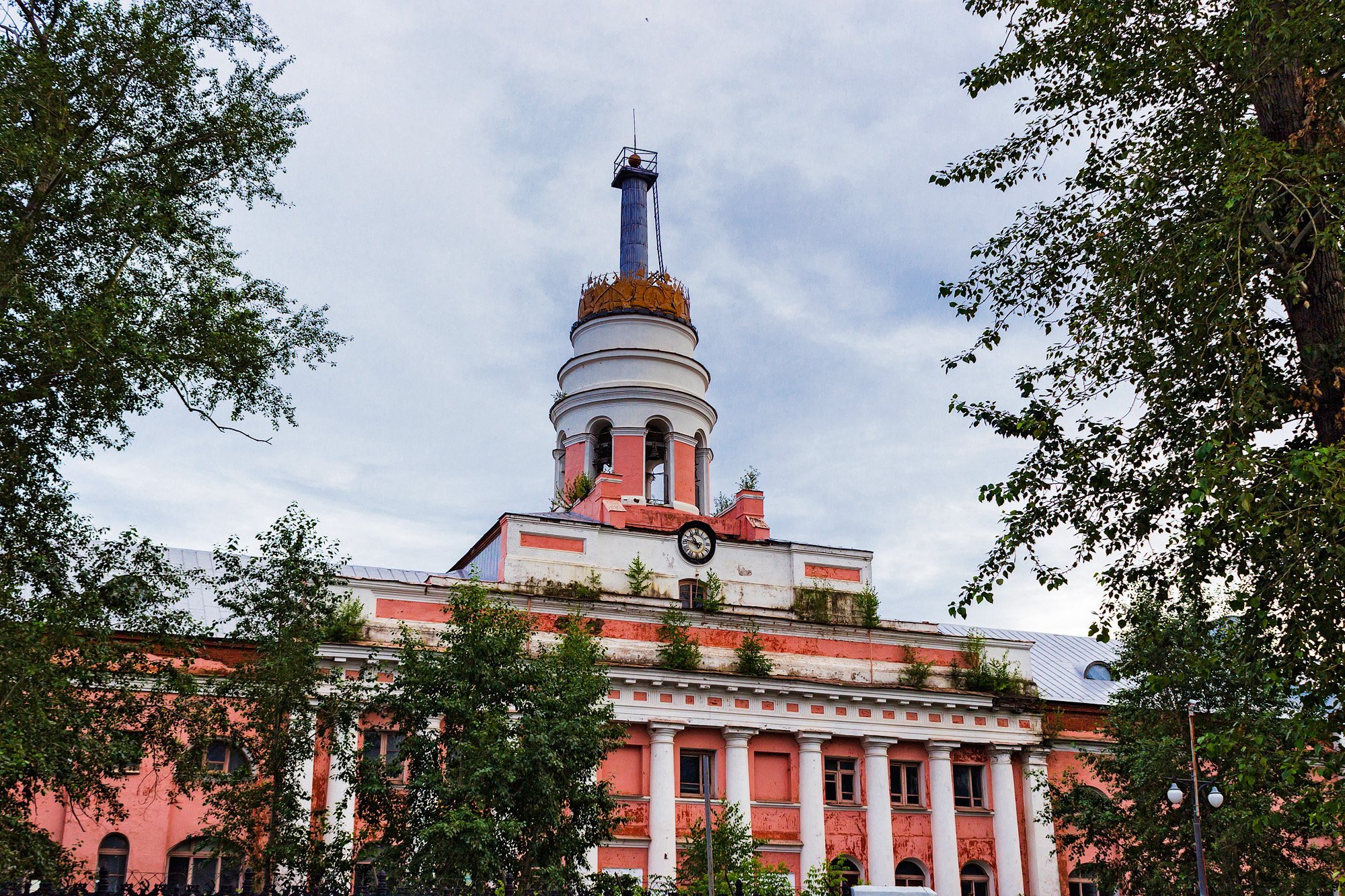
Главный корпус оружейного завода
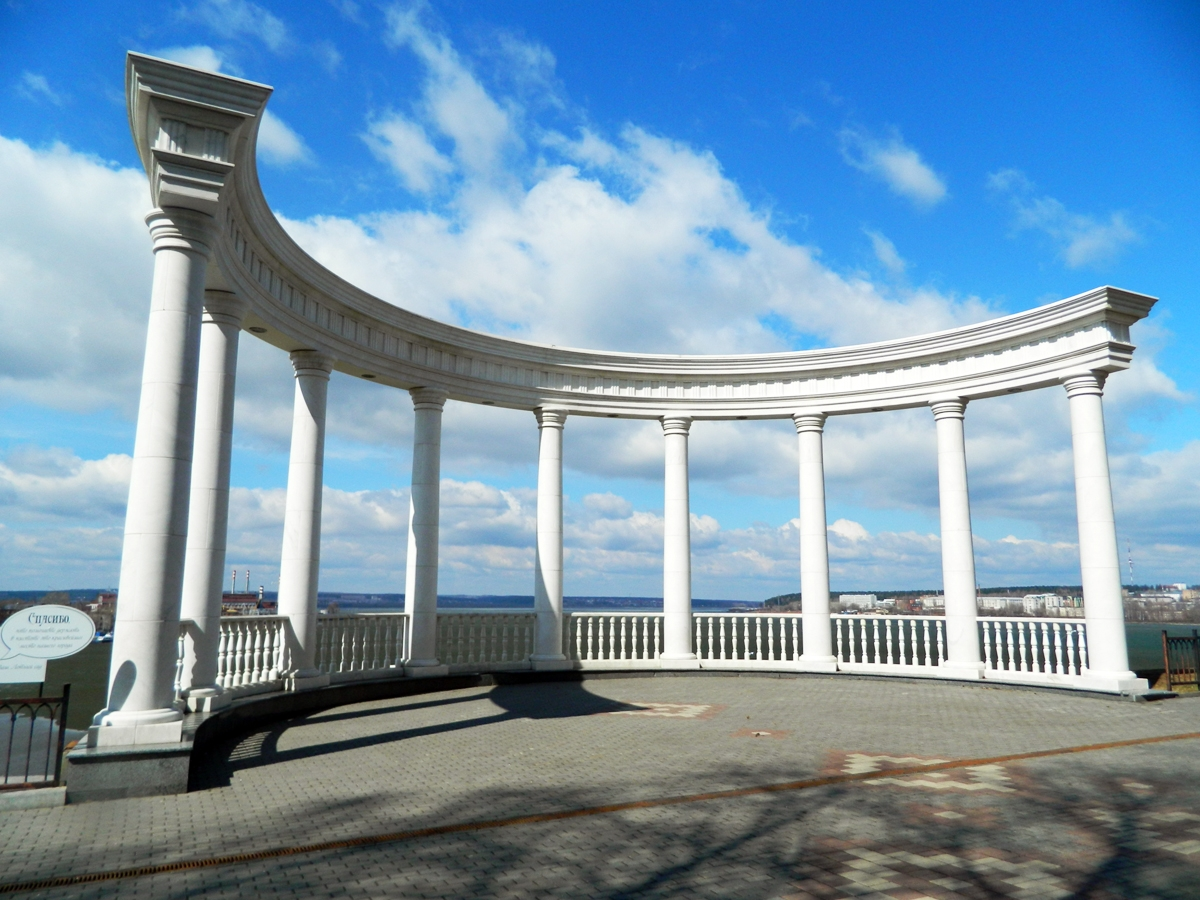
Ротонда в Летнем саду им. М. Горького
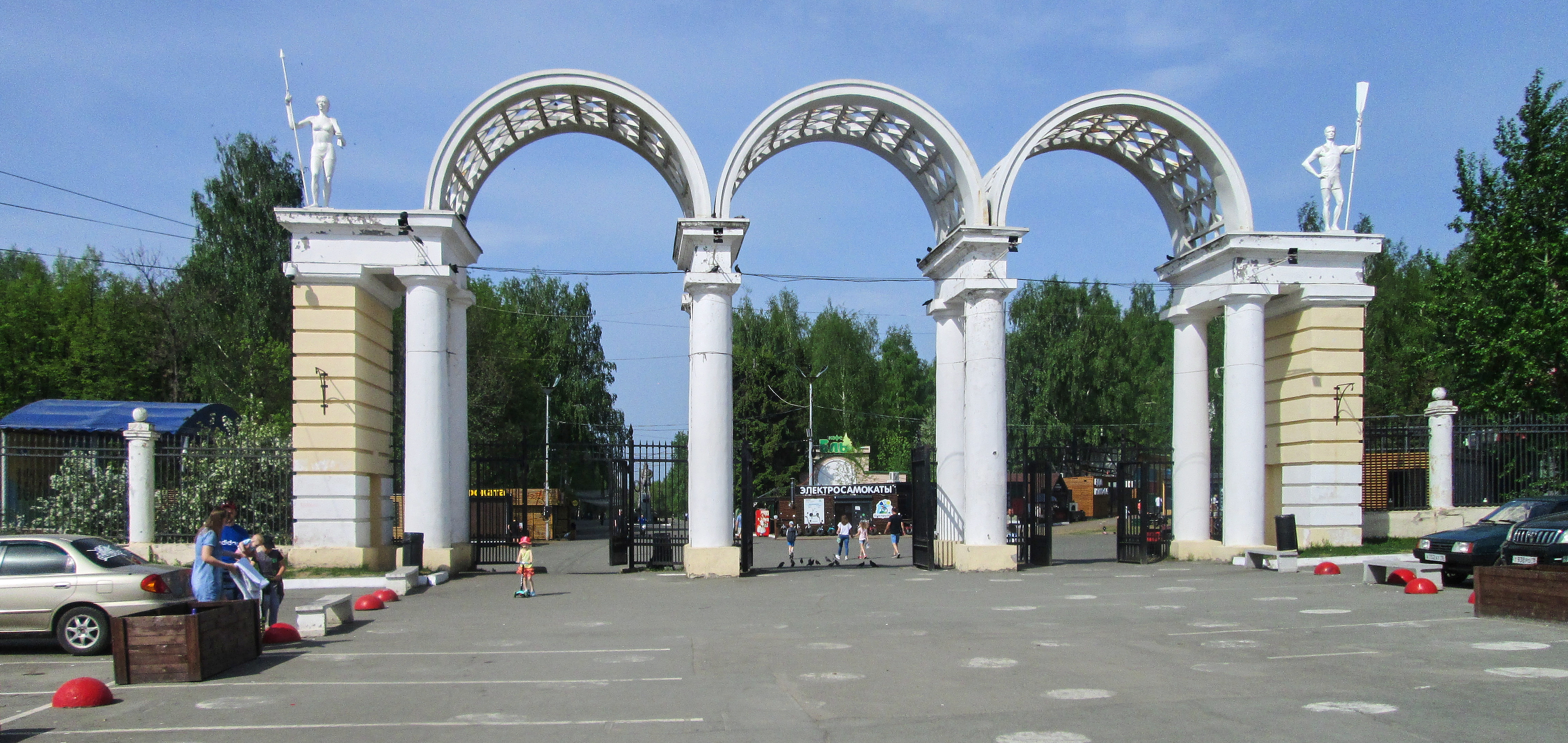
Парк культуры им. С. М. Кирова
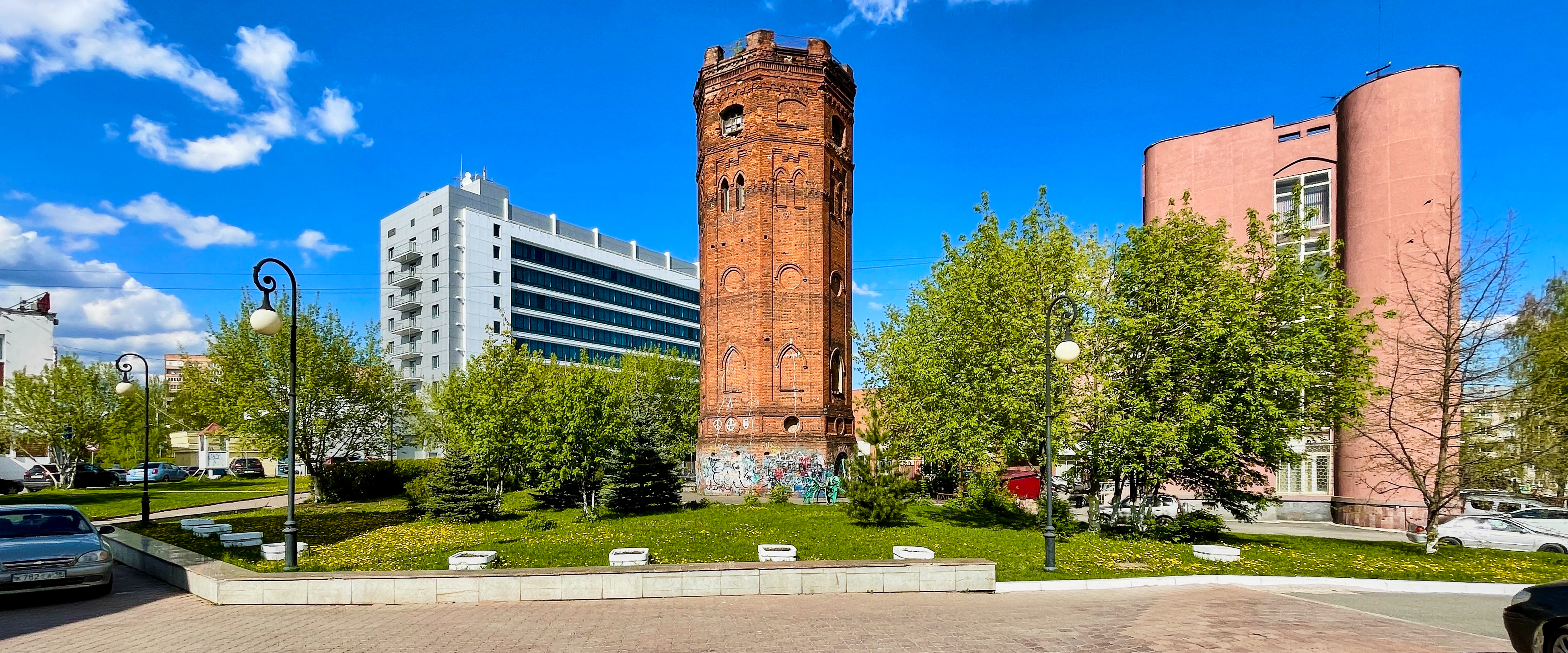
Водонапорная башня 1915 года
Арт-объект у городской администрации «Я люблю Ижевск»

## Средства массовой информации
Телевизионное вещание в городе началось в 1956 году и 4 ноября в эфир вышла первая передача, этот день считается днём рождения ижевского телевидения. Уже в 1957 году было запущено регулярное вещание — трижды в неделю. В настоящее время в Ижевске услугу стационарного ТВ осуществляет компания ООО «Гарант-Телесети», в рамках которой на данный момент функционируют 30 аналоговых и множество цифровых телеканалов, также в городе существуют компании, специализирующиеся на многоканальном кабельном цифровом телевидении, например ЗАО ЭР-Телеком-Холдинг, а также интерактивном цифровом телевидении — ОАО Ростелеком. В городе издаётся около 20 информационных газет — местные проекты и региональные издания общероссийских СМИ, также существуют несколько городских и республиканских интернет-порталов СМИ, 10 журналов, в том числе литературно-художественных («Луч», «Италмас», «Инвожо», «Кизили»). В 2016 году по Решению Городской думы города Ижевска и Главы МО «Город ИЖЕВСК» стала выпускаться официальная муниципальная газета «Столица Ижевск» тиражом 50 000 экземпляров. Первый номер увидел свет 10 апреля 2016 года — в день основания города Ижевска по старому стилю. Газета распространяется бесплатно по социальным учреждениям города, в приёмных депутатов Городской думы Ижевска, районных администрациях, школах. По состоянию на 1 августа 2014 года в радиоэфире транслируются 18 радиостанций FM-диапазона и 3 диапазона УКВ.

## Связь
- Услуги стационарной связи и передачи данных
  - ПАО «Ростелеком», филиал в Удмуртской Республике
  - МАРК (ООО «Телекоммуникационная Компания „Марк-ИТТ“»)
  - «Девятый узел» (ООО «Ижсвязьинвест», в мае 2011 куплен «Вымпелкомом»)
  - ЗАО «ЭР-Телеком Холдинг» филиал в г. Ижевске
  - МТС
  - ООО «ИжЛайн»
  - ООО «Ижевские сетевые технологии»
  - ООО «РадиоЛинк»
  - «ПРОСТОР-Телеком» (ЗАО «Квантум»)
  - ОАО «Гарант»
  - ООО «Гарант-Телесети»
- Сотовая связь
  - «МТС»
  - «МегаФон»
  - «Билайн»
  - «TELE2»
  - «Yota»

## Города-побратимы и партнёры Ижевска
С 1991 года Ижевск входит в Международную Ассоциацию Породнённых городов, к настоящему времени со следующими городами подписаны соглашения об установлении побратимских связей:
- Татабанья, Венгрия — с 10 декабря 1992 года
- Ямбол, Болгария — с 28 декабря 1999 года
- Синин, Китай — с 13 мая 2002 года
- Кордова, Аргентина — с 13 июня 2006 года
- Маракай, Венесуэла — с 25 июля 2006 года
- Ухань, Китайская Народная Республика[154][155]
- Брест, Беларусь — с 2 ноября 2016 года[156]
- Каспийск, Россия — с 11 июня 2022 года[157]

### Партнёрские связи
- Тула, Россия
- Чусовой, Россия
- Брянск, Россия

Ижевск принимает активное участие в деятельности российских и международных организаций, представляющих интересы органов местного самоуправления.
В феврале 2015 года город Ижевск вступил в Ассоциацию городов Поволжья АГП.

## Религия

### Русская православная церковь
В 1930-е годы большинство церквей города были закрыты, их здания были разрушены или перестроены. В настоящее время православные приходы города входят в состав Ижевского благочиния Ижевской и Удмуртской епархии. В городе располагается резиденция митрополита Викторина (Костенкова). С 1990-х годов началось возрождение православной общины города.
| Изображение | Название                                            | Административный район | Жилой район   | Строительство     | Примечание                                                                   |
| ----------- | --------------------------------------------------- | ---------------------- | ------------- | ----------------- | ---------------------------------------------------------------------------- |
|             | Церковь Ильи Пророка. Первый храм Ижевска           |                        |               | Между 1880 и 1886 | На месте церкви здание библиотеки и памятник Ленину. Год утраты 1936.        |
|             | Собор святого Архистратига Михаила                  | Октябрьский            | Центральный   | 2004 — 2007       | 1929 год — закрытие храма; 1937 год — снос храма                             |
|             | Александро-Невский собор                            | Первомайский           | Центральный   | 1818 — 1823       | 1929 год — закрытие храма; 1990 год — храм возвращён епархии                 |
|             | Троицкий собор                                      | Индустриальный         | Центральный   | 1812—1814         | 1937 год — закрытие храма; 1946 год — храм возвращён епархии                 |
|             | Храм Казанской иконы Божией матери                  | Октябрьский            | Центральный   | 1996 — 2001       |                                                                              |
|             | Часовня Воздвижения Креста Господня                 | Октябрьский            | Центральный   | 1879              |                                                                              |
|             | Успенская церковь                                   | Ленинский              | Строитель     | Между 1910 и 1916 | Это единственный храм в Ижевске, который не был закрыт при советской власти. |
|             | Храм Святых Царственных Страстотерпцев              | Индустриальный         | Север         | 2004 — 2005       |                                                                              |
|             | Храм Серафима Саровского                            | Устиновский            | Аэропорт      | 2008 — 2013       |                                                                              |
|             | Храм Иверской иконы Божией Матери                   | Первомайский           | Аэропорт      | 2008 — 2014       |                                                                              |
|             | Храм Святителя Алексия                              | Ленинский              | Привокзальный | не позже 2009     |                                                                              |
|             | Храм святых Новомучеников и Исповедников Российских | Ленинский              | Липовая роща  | 2004 — 2006       |                                                                              |

### Старообрядчество
В числе первооснователей Ижевского завода было много старообрядцев, но только в 1909 году они смогли построить собственный храм (с 1840-х годов в посёлке действовала неприметная моленная). В 1935 году он был закрыт и в 1936 году снесён. После Великой Отечественной войны старообрядцам вновь более 40 лет пришлось довольствоваться моленной, перестроенной из жилого дома. Новый краснокирпичный Покровский храм, вмещающий 1000 человек, был выстроен в 1991—1998 годах.
- Старообрядческая церковь Покрова Пресвятой Богородицы

### Протестантизм
- Храм церкви «Филадельфия»[162]
- Церковь евангельских христиан-баптистов

### Ислам
В Ижевске до революции существовал Татарский посёлок, в котором на средства Оружейного завода в 1856 году была построена мечеть. Вторую мечеть возвели сами верующие мусульмане в 1916 году. В 1930-е годы обе были разрушены. В настоящее время в городе расположено Региональное духовное управление мусульман Удмуртии и действуют три мечети, в том числе соборная (главная мечеть Удмуртии).
- Ижевская соборная мечеть
- Мечеть Иман Нуры
- Центральная мечеть

### Другие конфессии
- Общество сознания Кришны[164]
- Буддийский центр школы Карма Кагью[165]
- Армянская апостольская церковь[166]

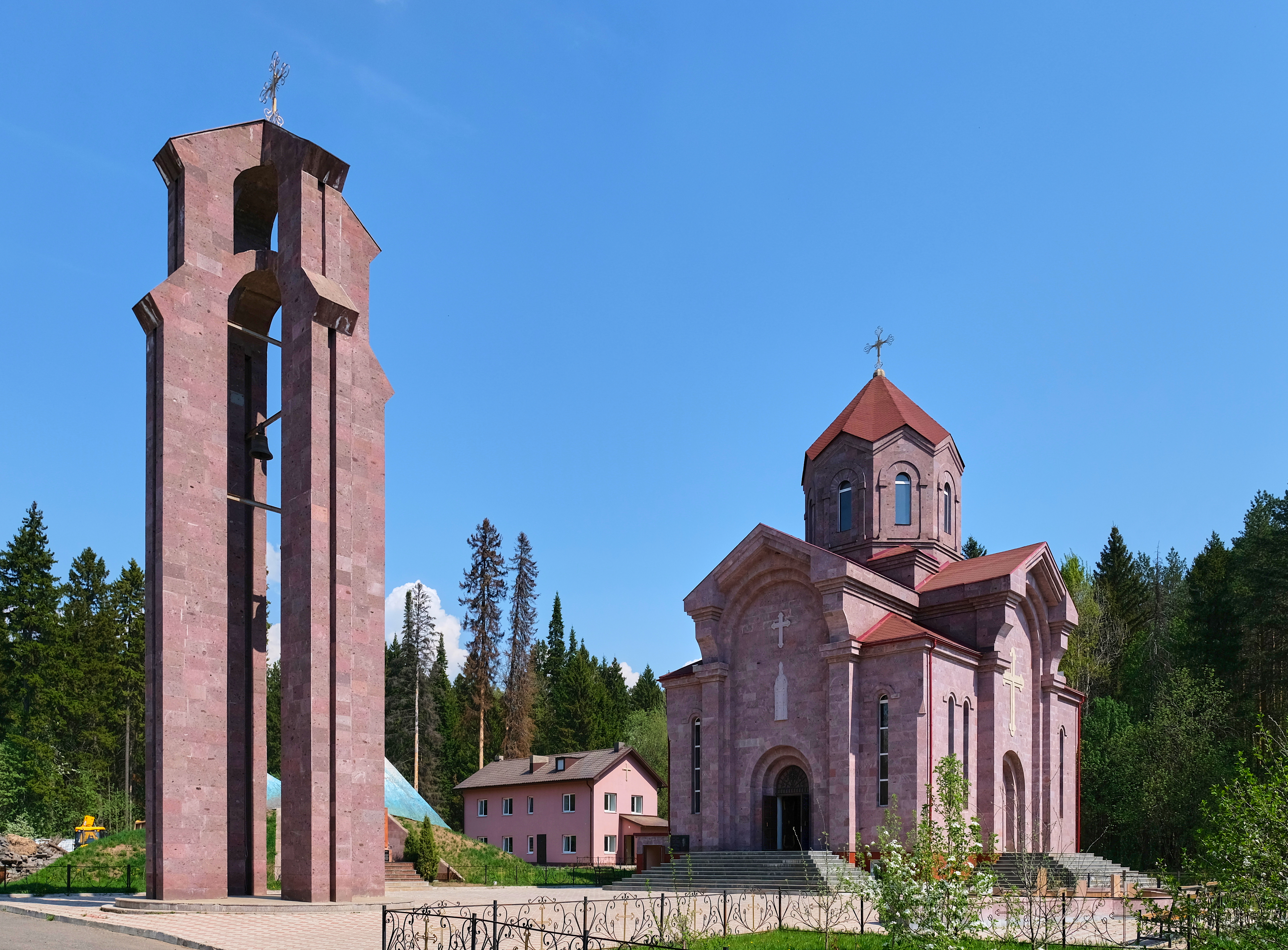
Армянская апостольская церковь
Церковь Филадельфия
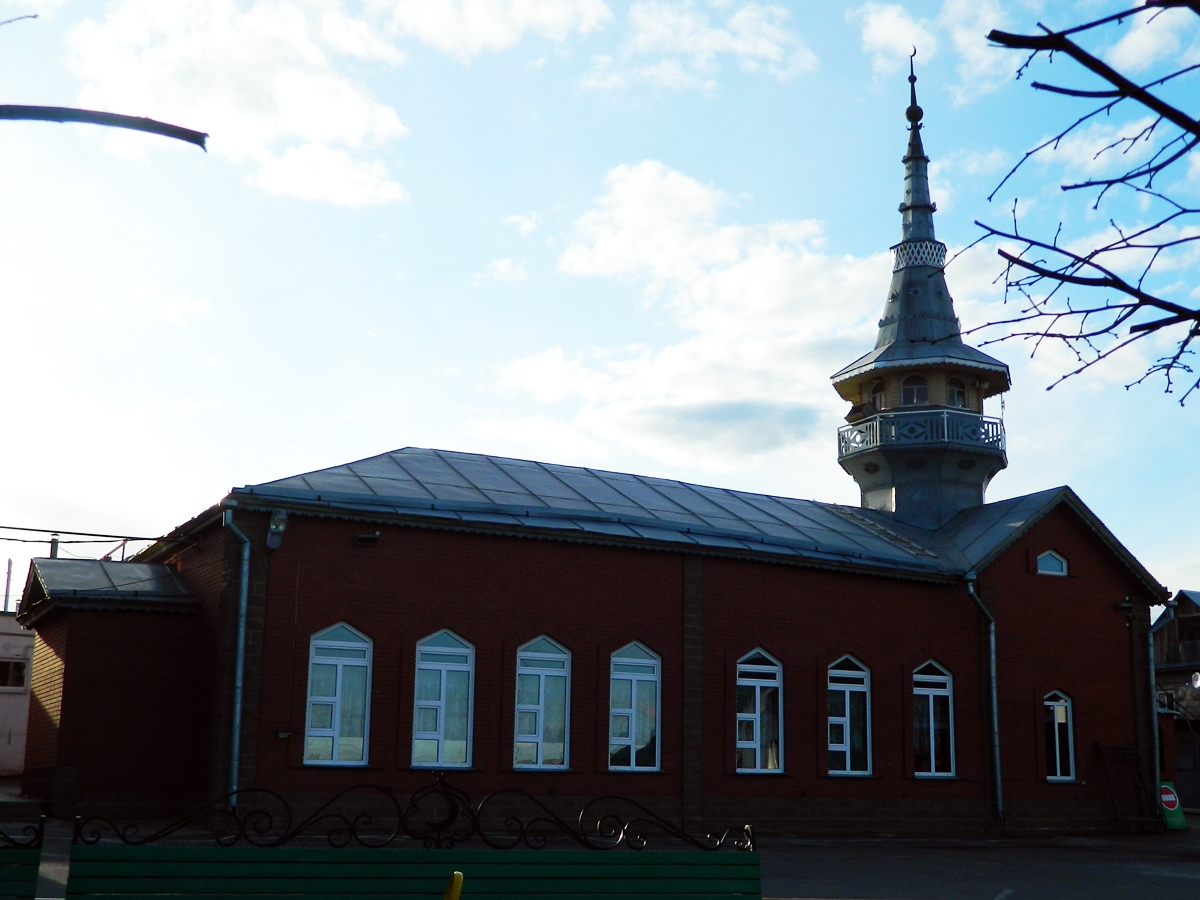
Старое здание Ижевской соборной мечети
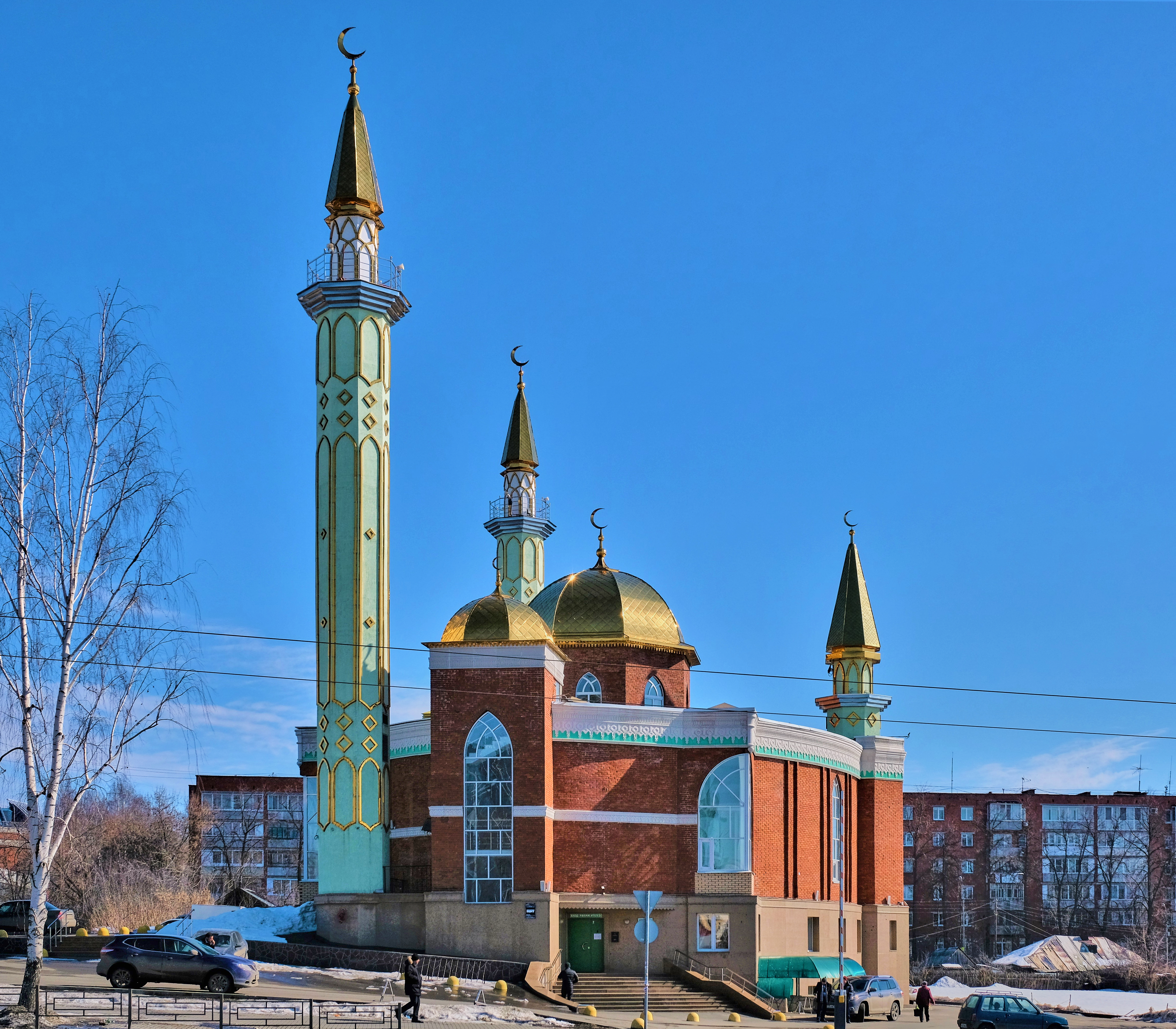
Центральная мечеть
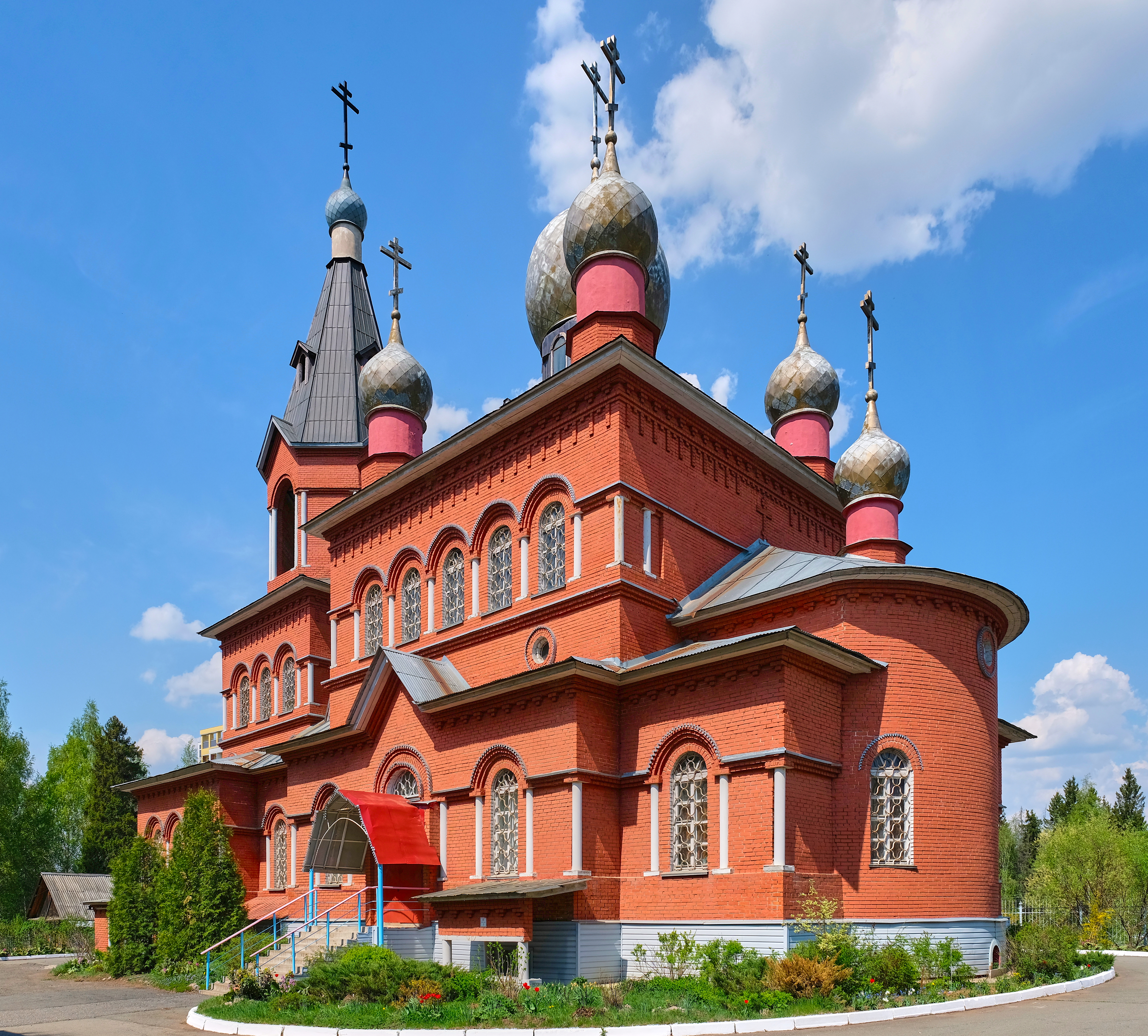
Покровская старообрядческая церковь

## Памятники

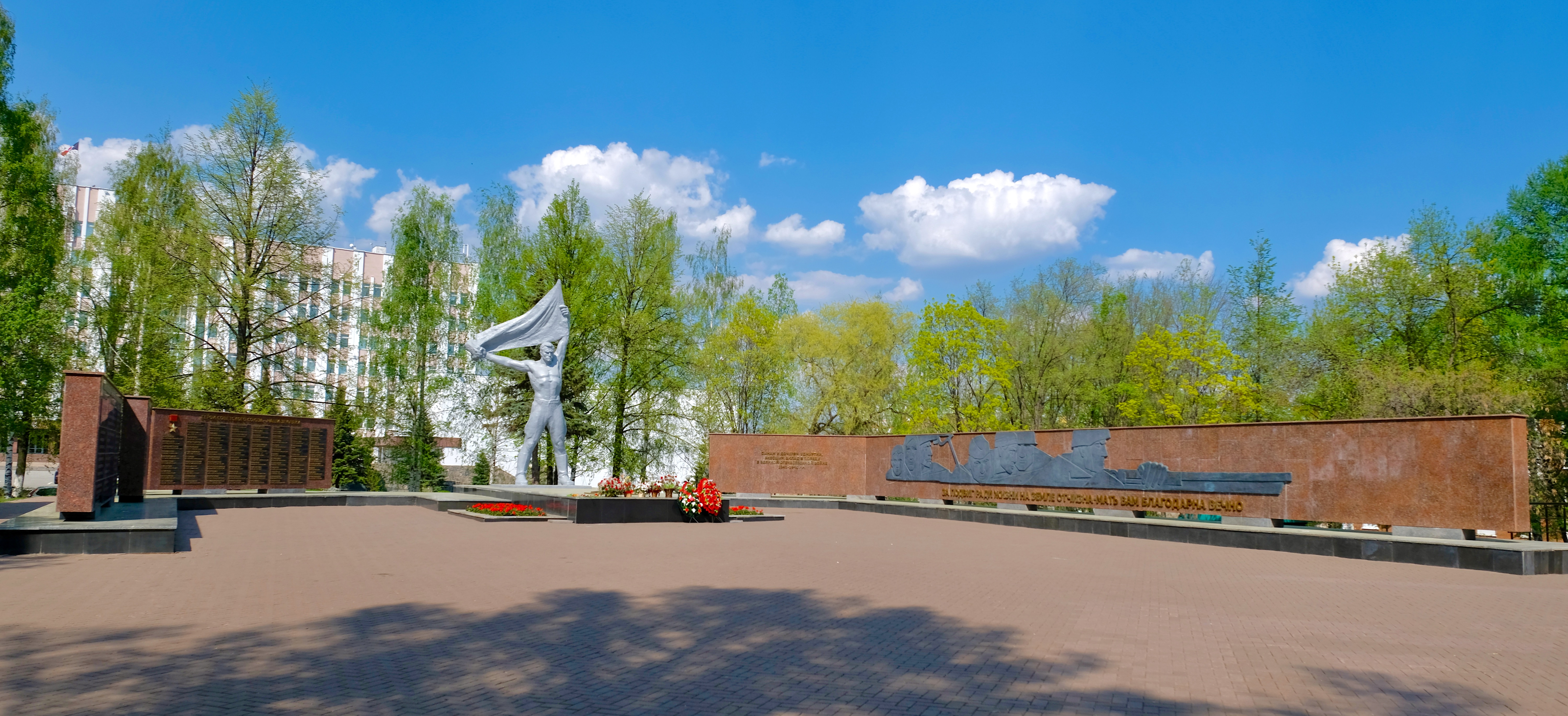
Монумент боевой и трудовой славы
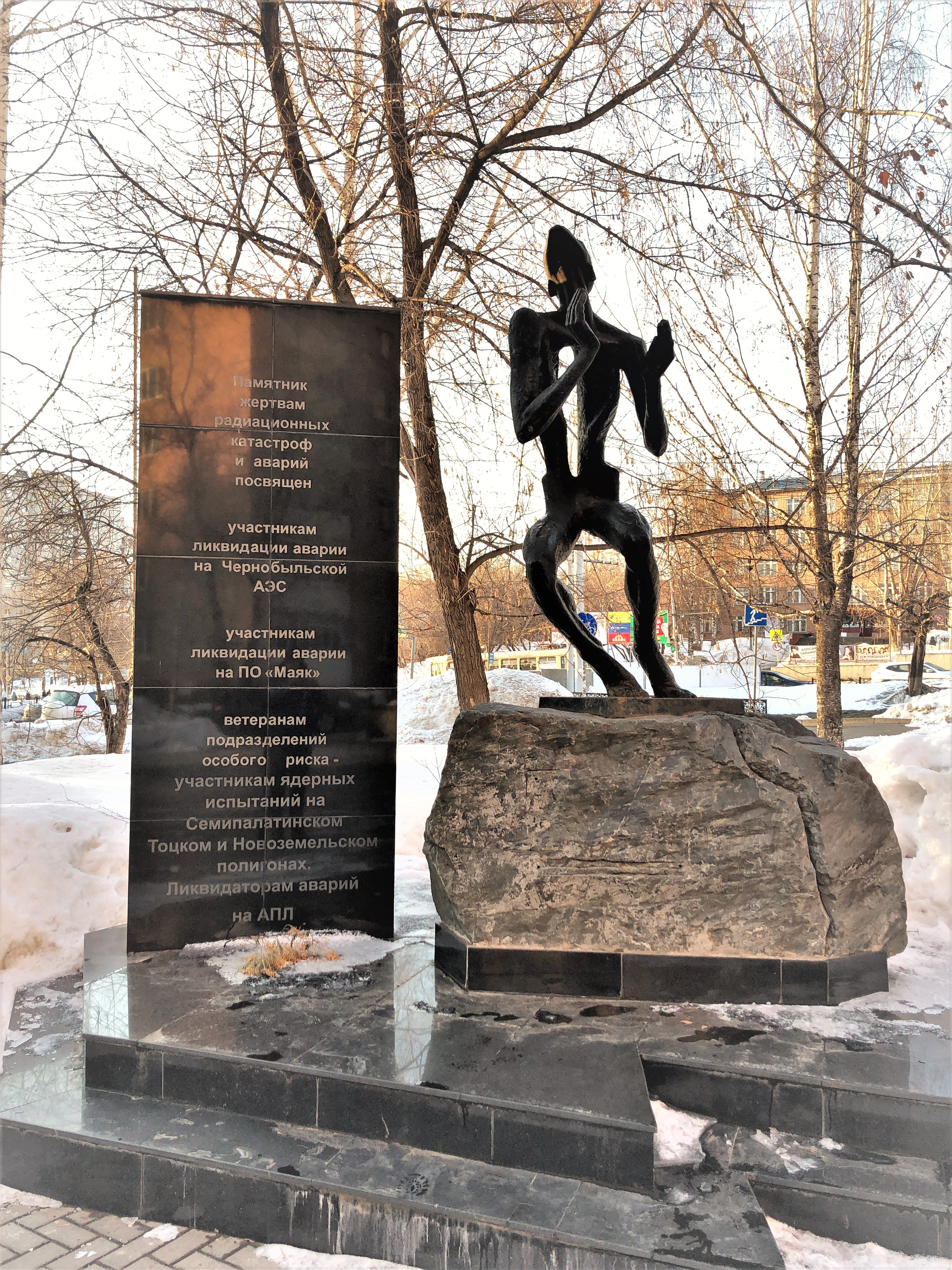
Памятник жертвам радиационных катастроф
Мемориал умершим от ран в госпиталях Ижевска в годы Великой Отечественной войны
Памятник погибшим в локальных войнах
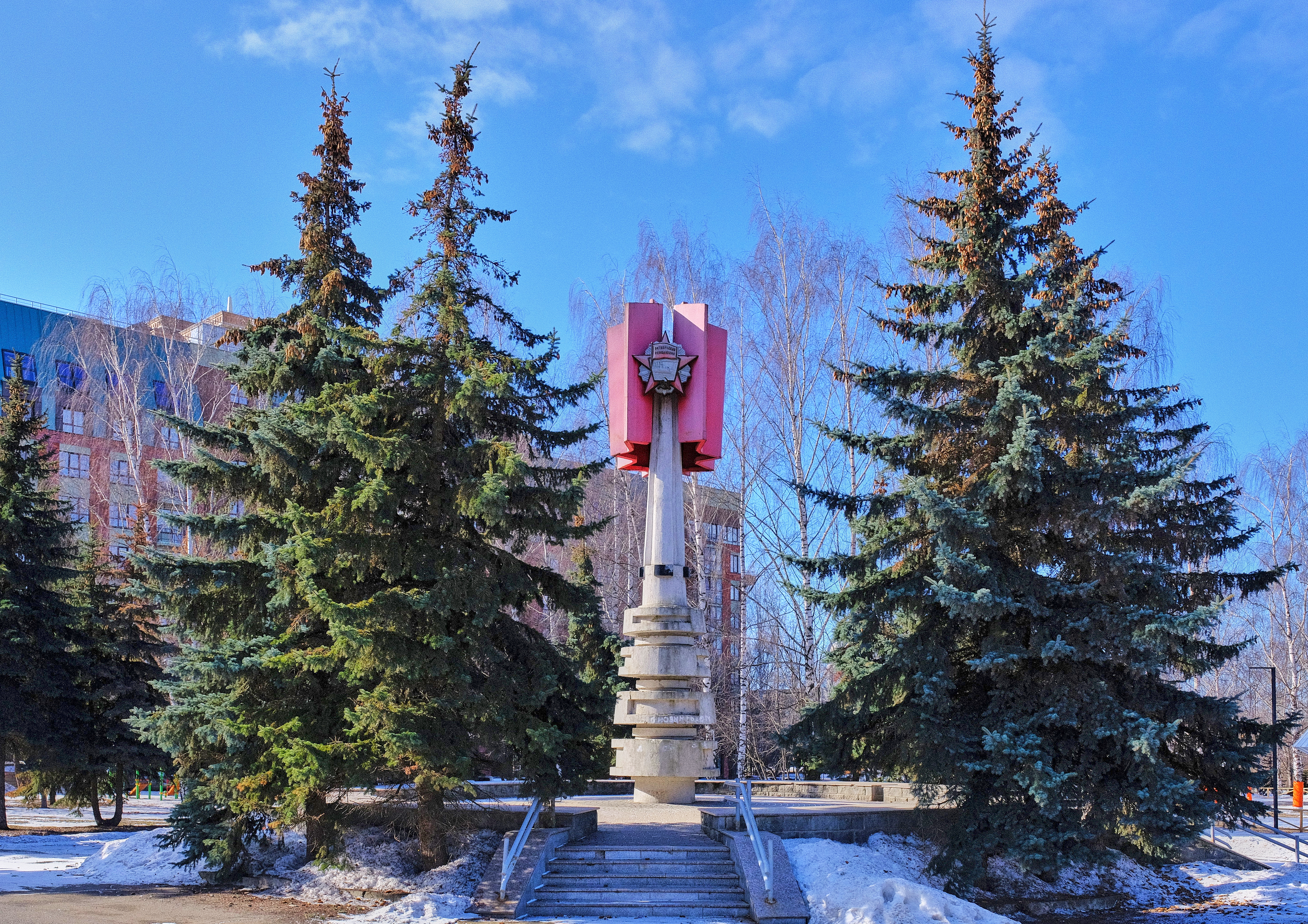
Памятник «Орден Октябрьской революции»
Памятник В. И. Ленину
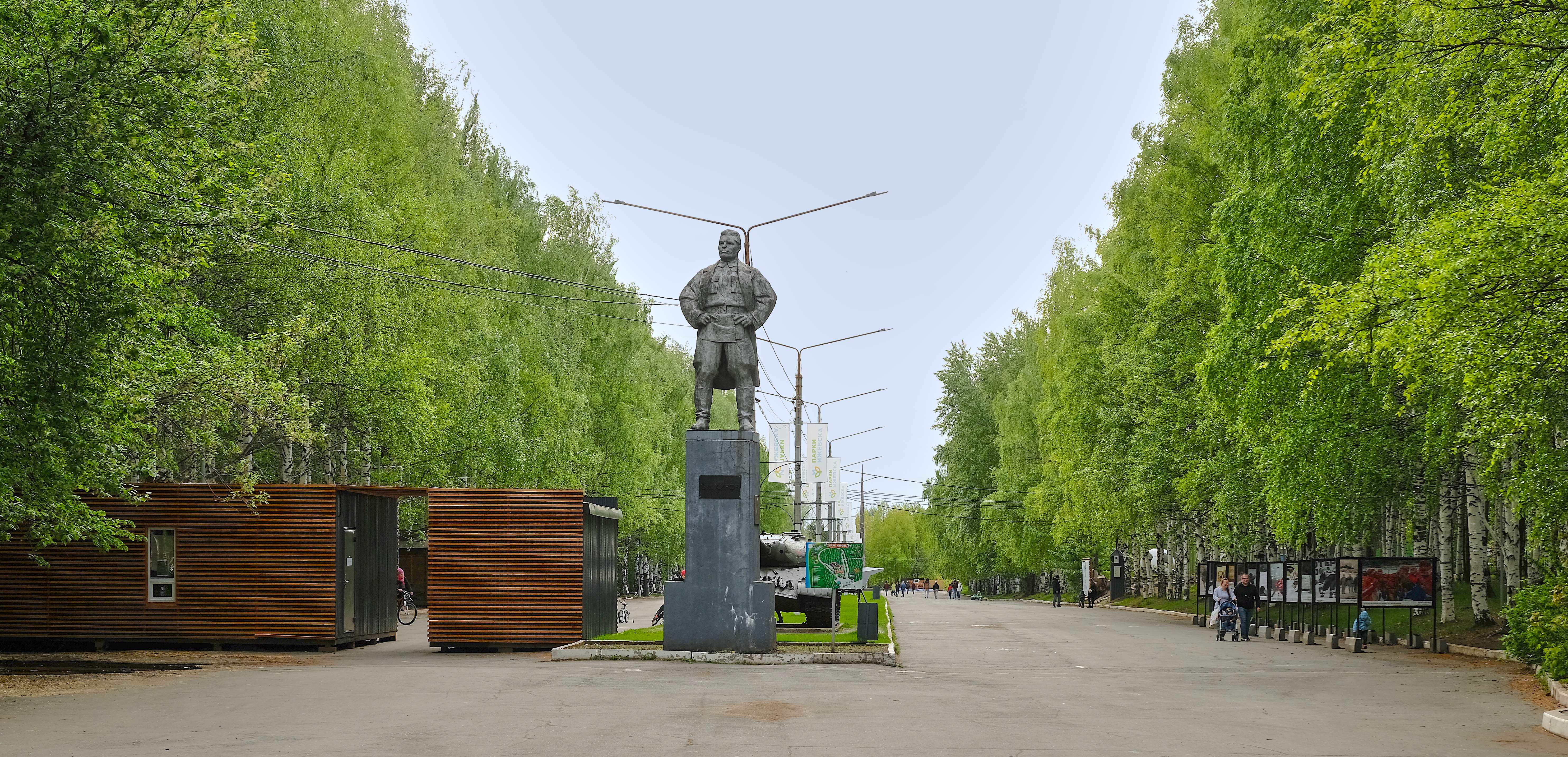
Памятник С. М. Кирову
Памятник Трокаю Борисову
Памятник Кузебаю Герду
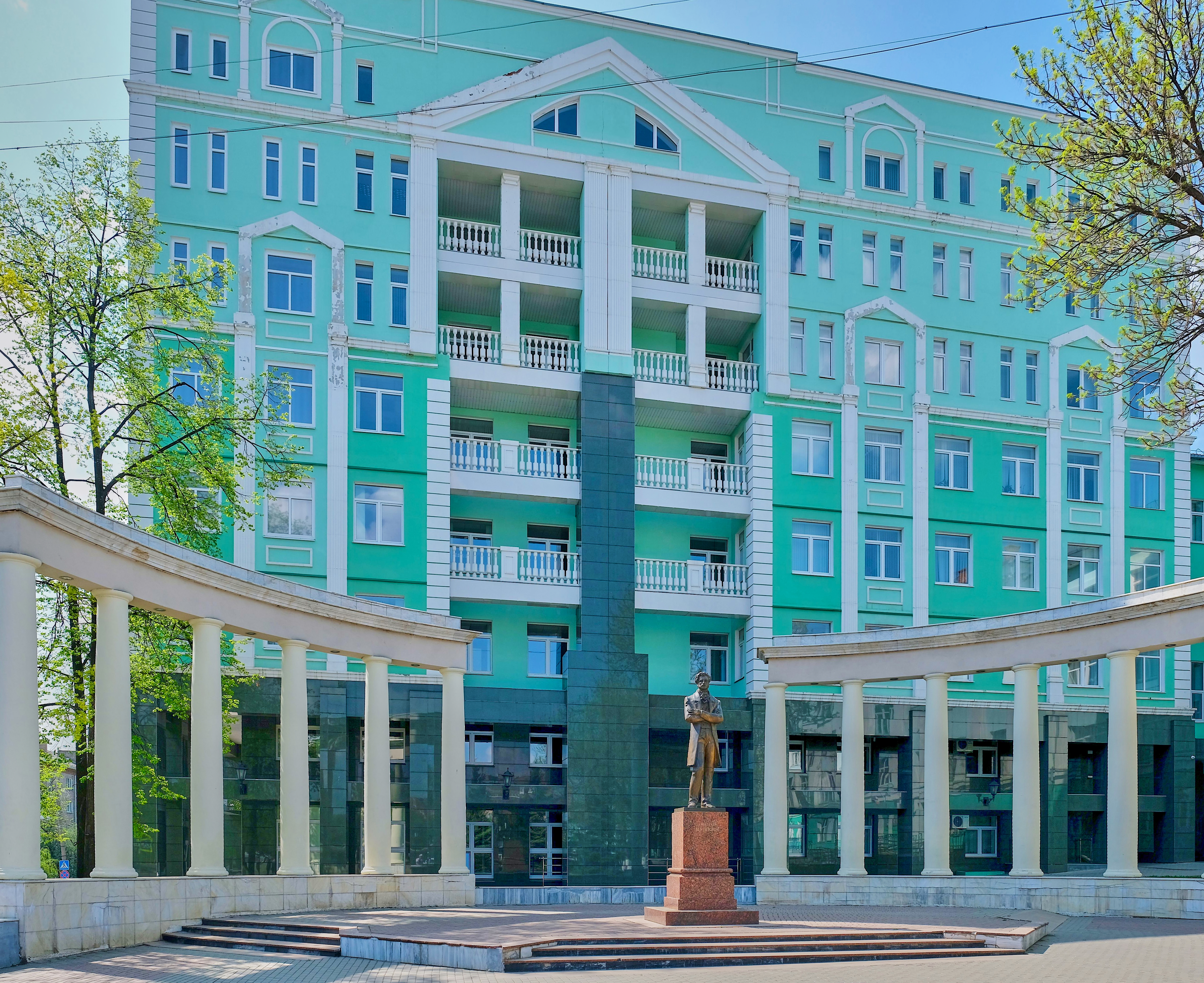
Памятник Пушкину
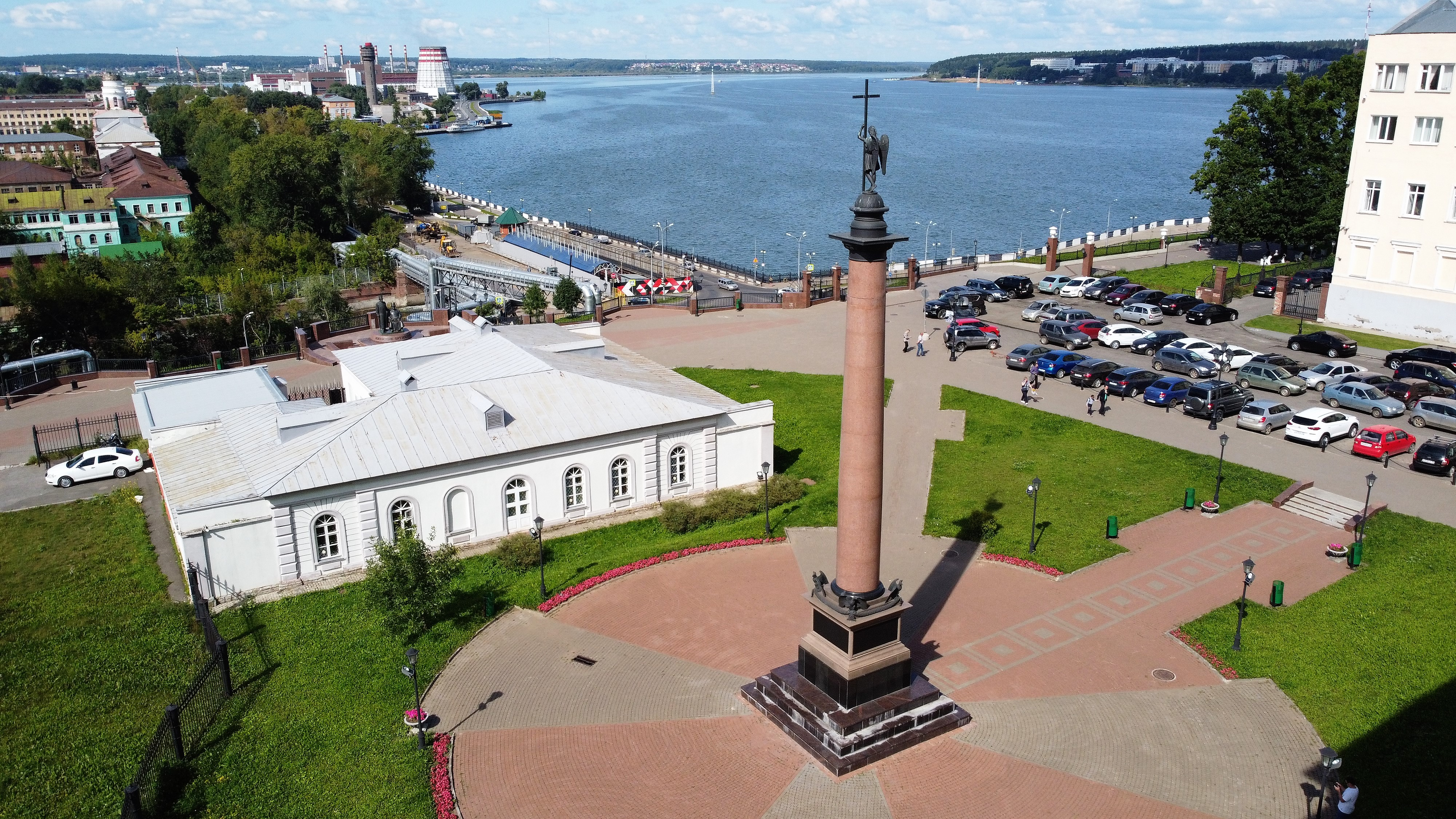
Михайловская колонна
Памятник ижевским оружейникам
Памятник А. Ф. Дерябину
Памятник Ижевским металлургам
Памятник крокодилу
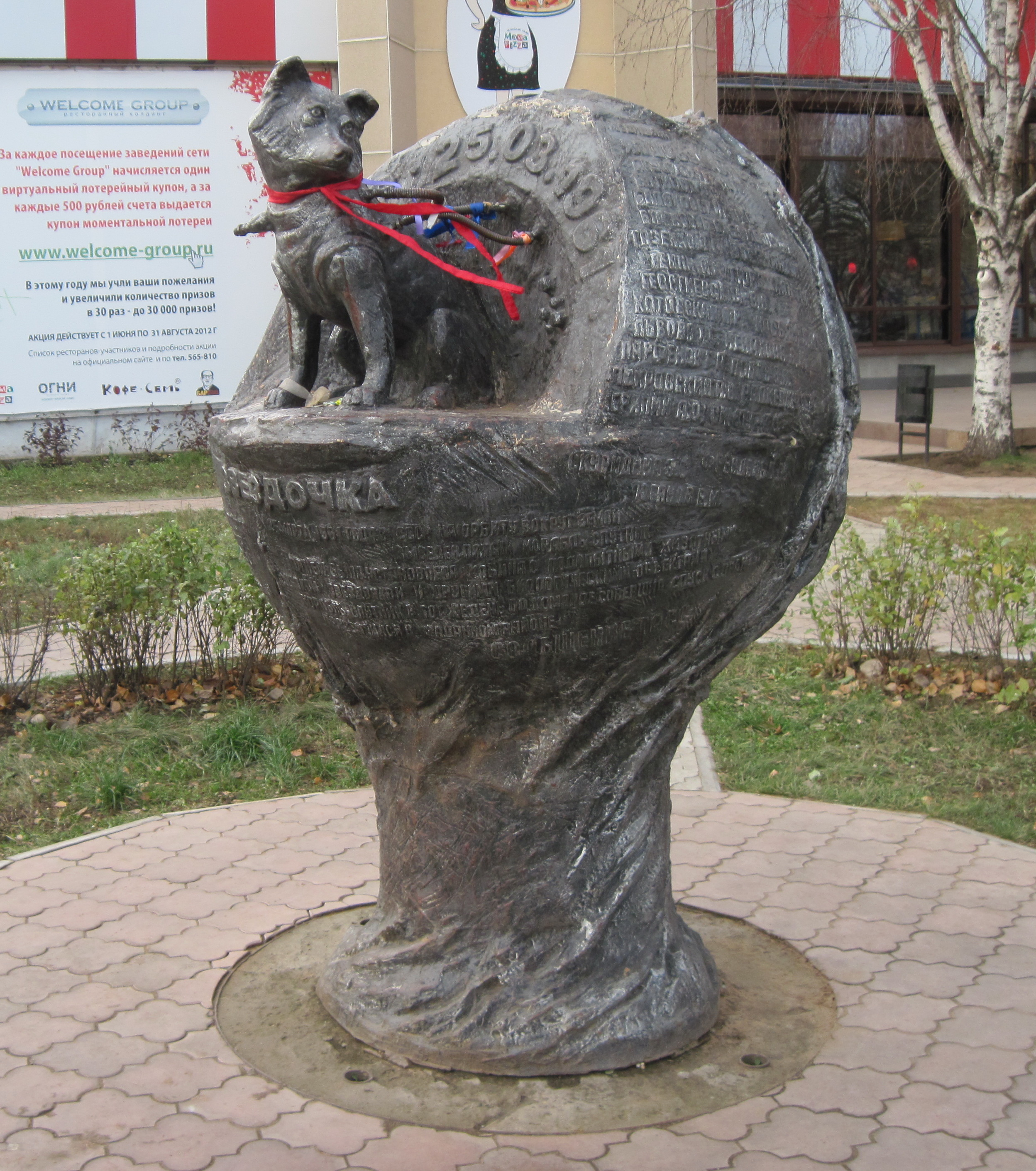
Памятник собаке-космонавту Звёздочке
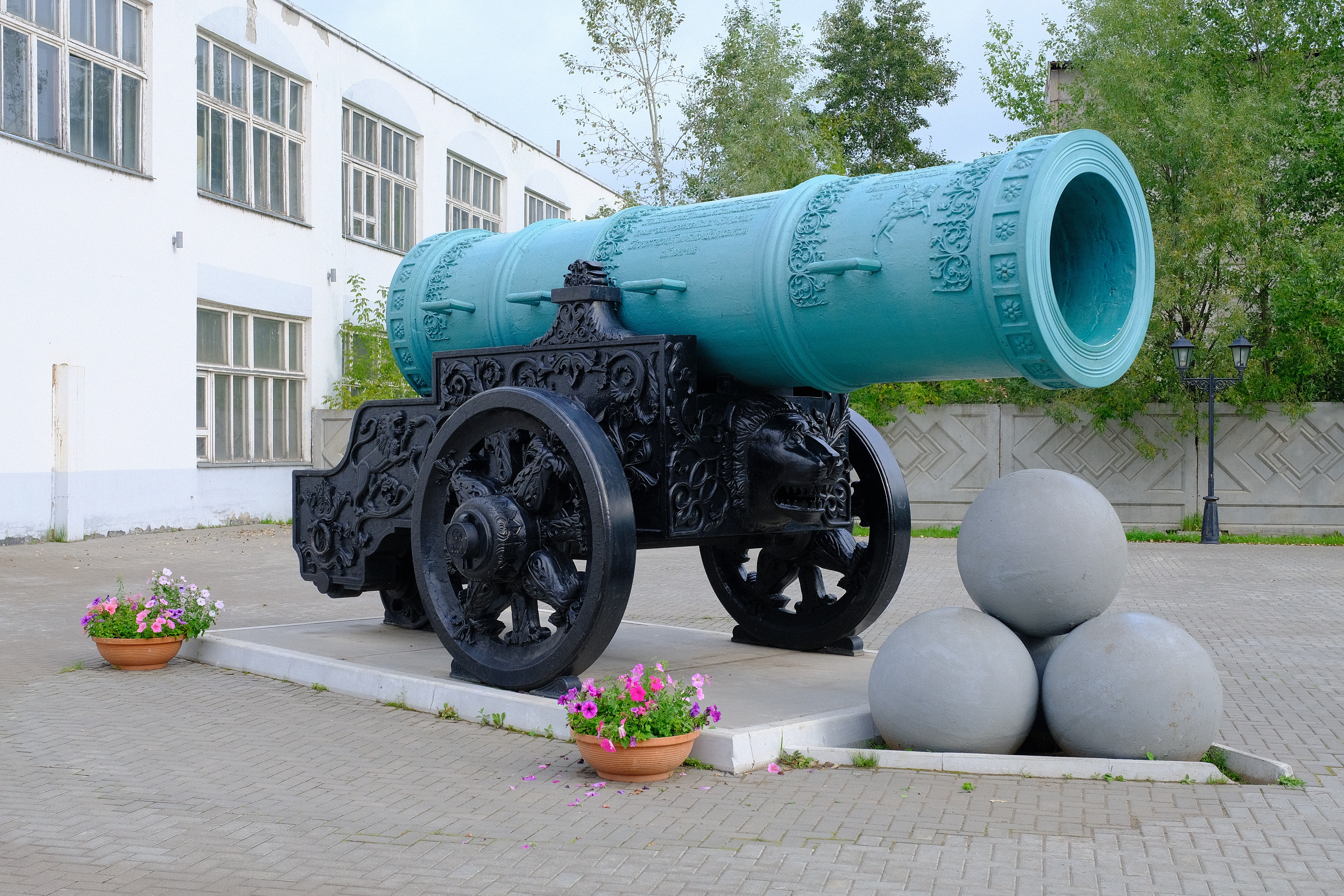
Копия Царь-пушки
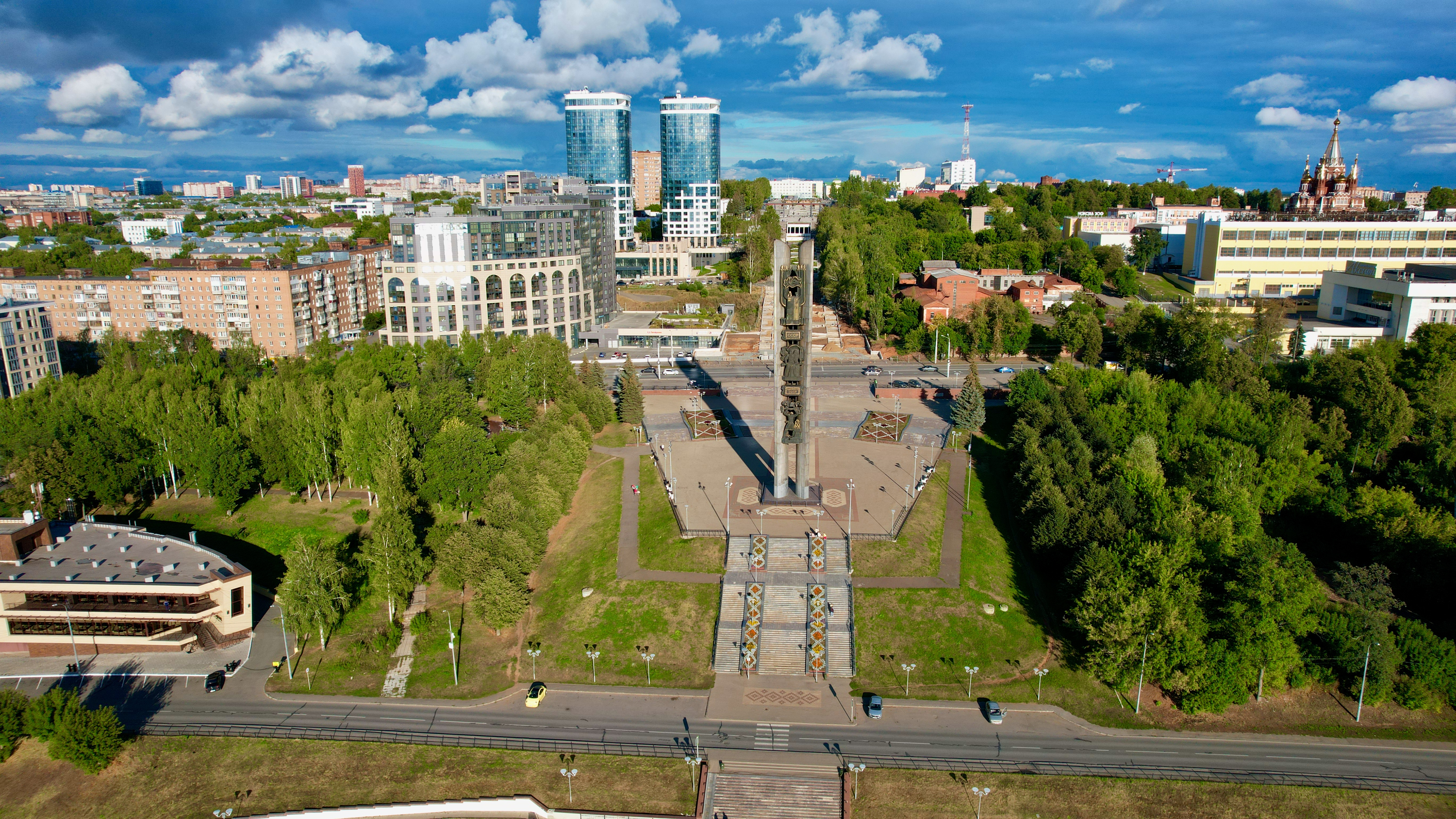
Монумент Дружбы Народов
Памятник «Оружейникам Удмуртии, героям трудового фронта Великой Отечественной войны 1941-1945 гг.»
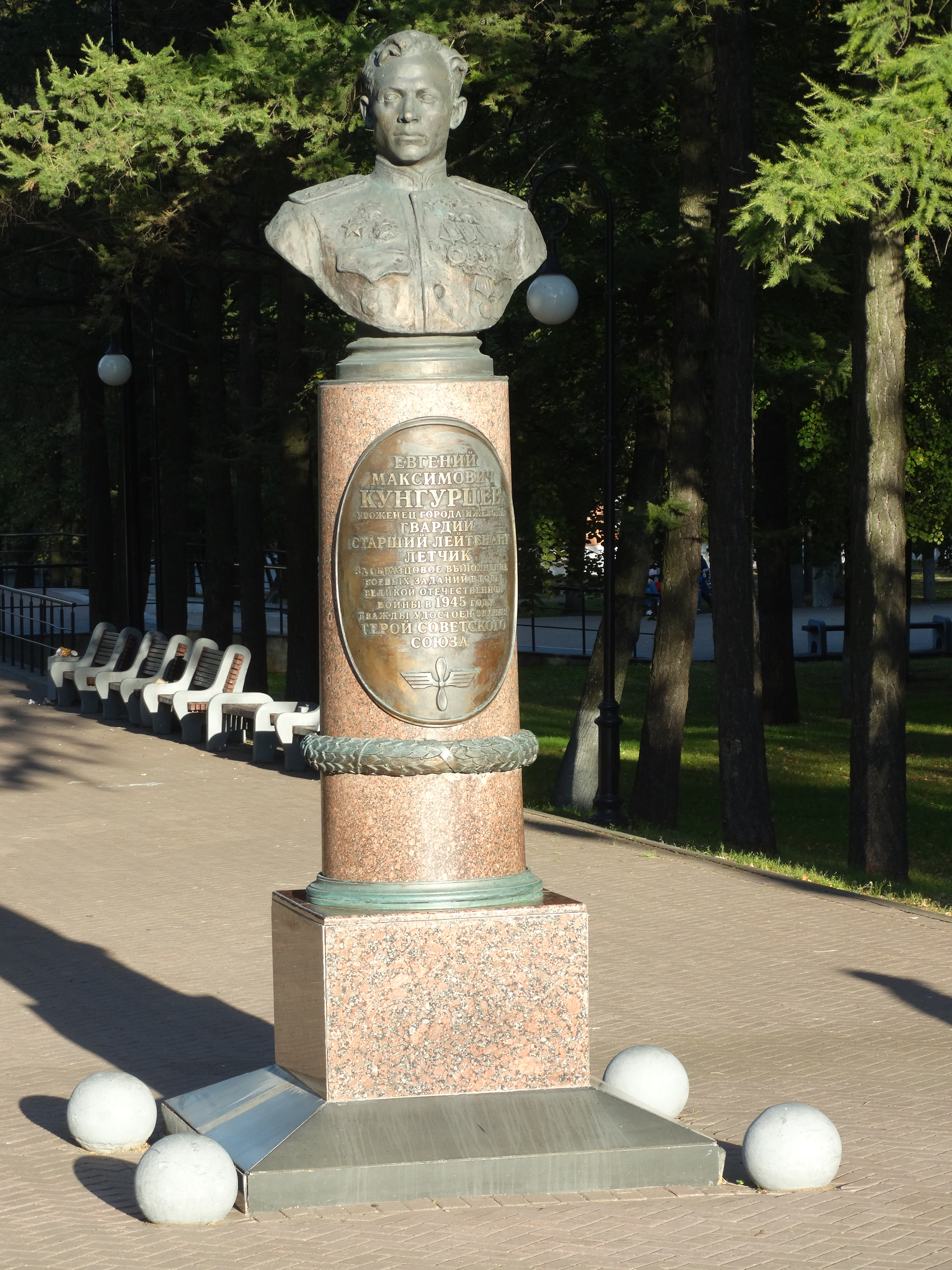
Памятник-бюст дважды Герою Советского Союза Евгению Максимовичу Кунгурцеву
Памятник Юрию Гагарину в Ижевске

## Персоналии

### Главы города
- Салтыков, Анатолий Иванович (1994—2001)
- Балакин, Виктор Васильевич (2001—2010)
- Ушаков, Александр Александрович (2010—2015)
- Тюрин, Юрий Александрович (2015—2018)
- Бекмеметьев, Олег Николаевич (2018—2023)
- Чистяков, Дмитрий Александрович (с 5 сентября 2023 года)[167]

## Галерея

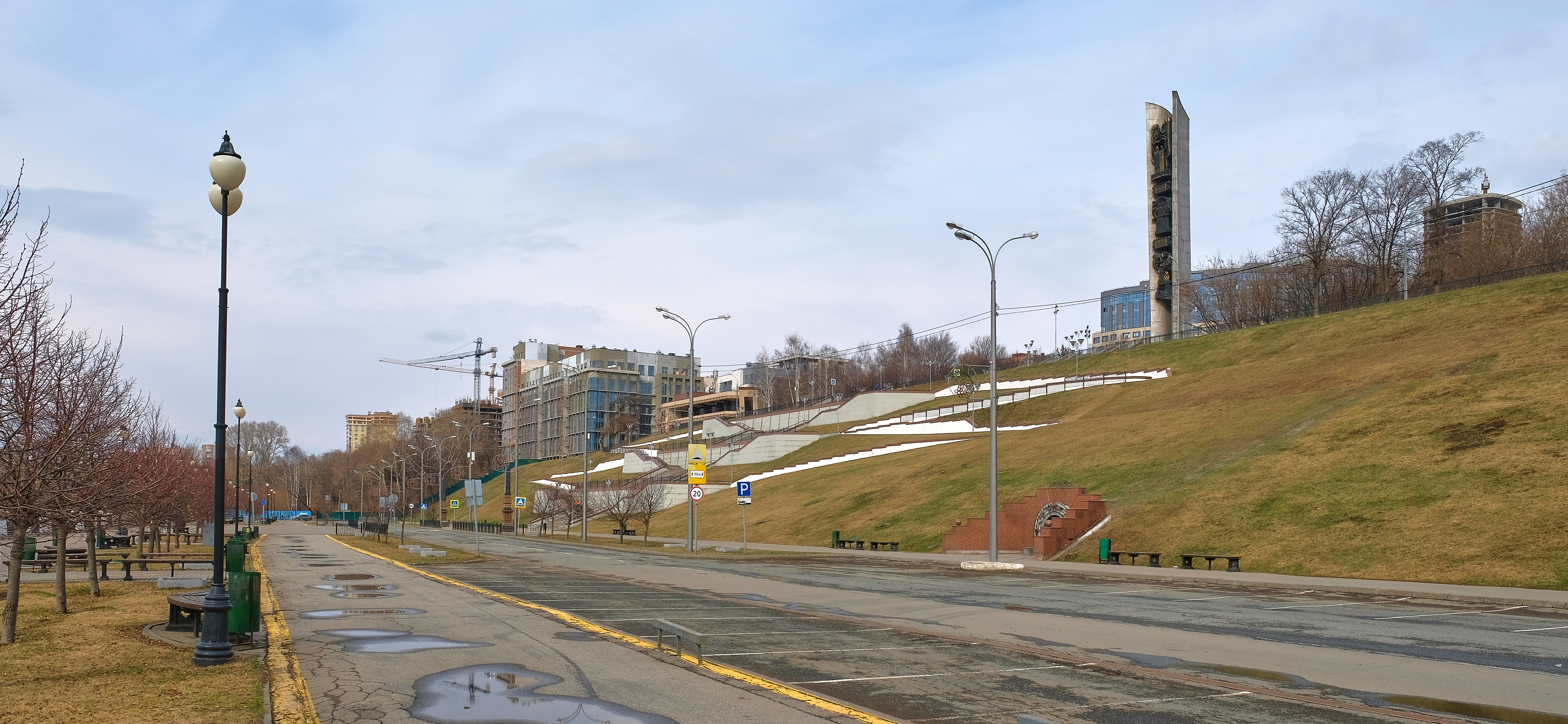
Набережная Зодчего Дудина
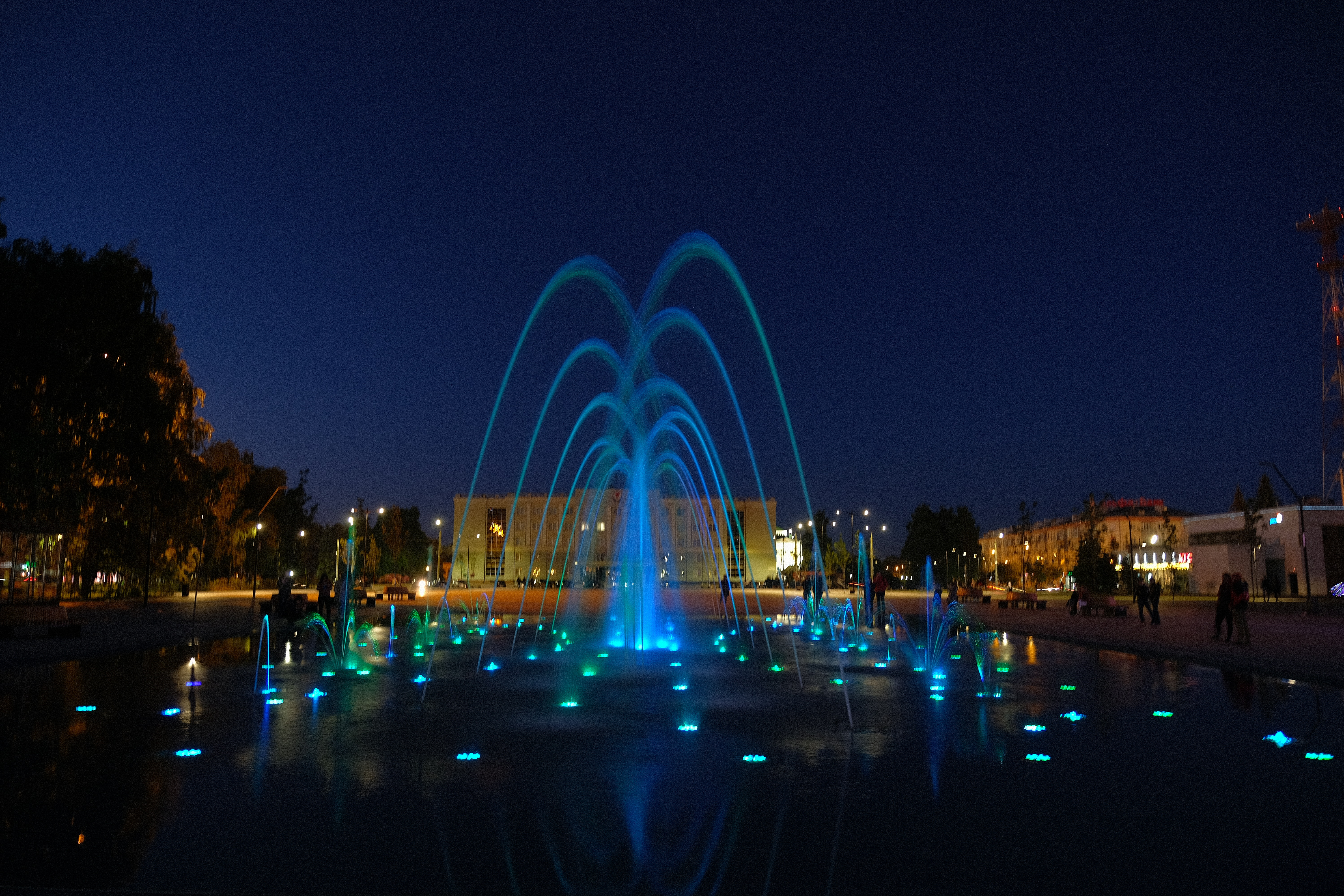
Поющий фонтан на Центральной площади ночью
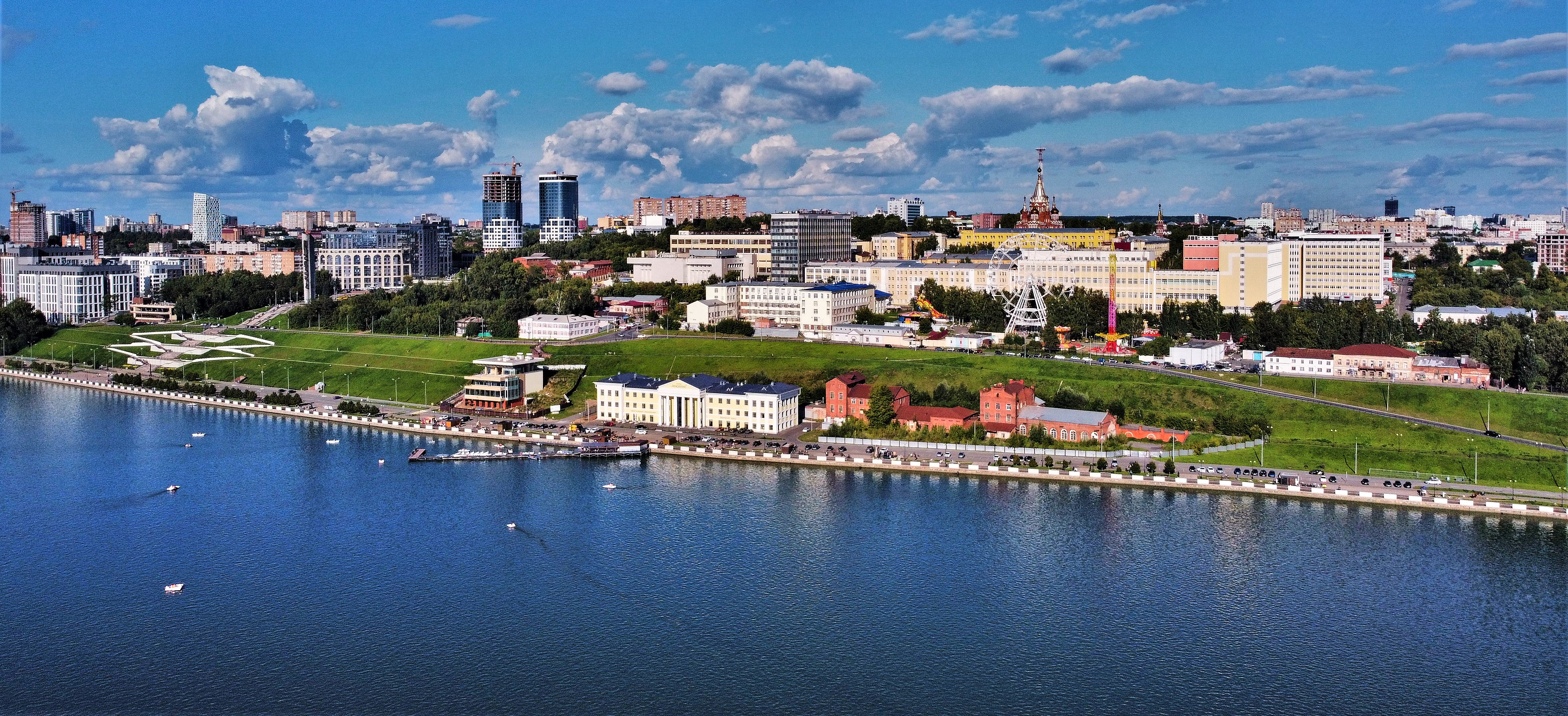
Панорама набережной Зодчего Дудина на фоне пруда. Видны монумент Дружбы народов, Летний сад им. Горького, пивзавод И. И. Бодалёва
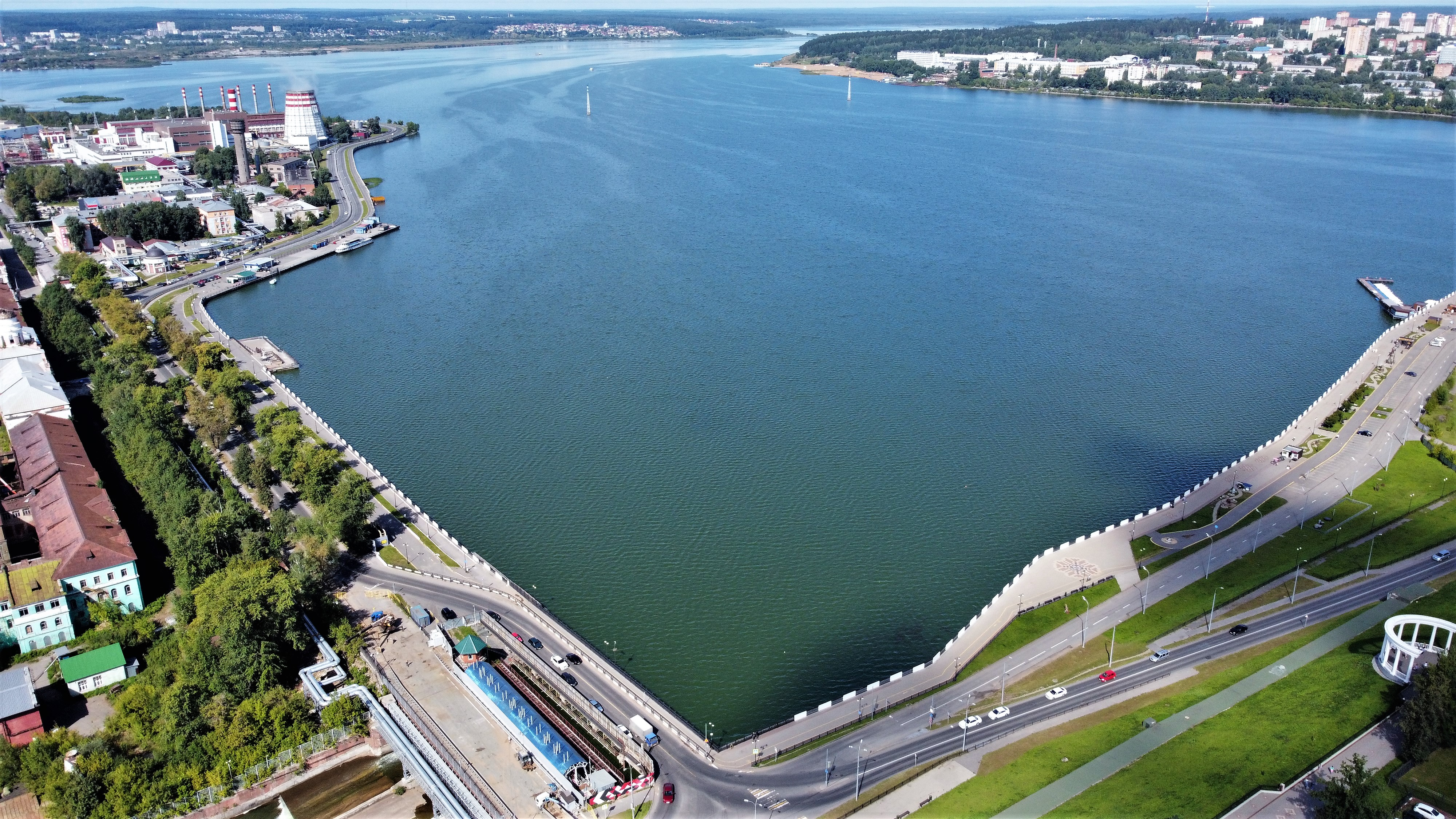
Вид на Ижевский пруд